# Arhitectură

Prin adăugarea cupolei la Catedrala din Florența (Italia) la începutul secolului al XV-lea, arhitectul Filippo Brunelleschi nu numai că a transformat clădirea și orașul, ci și rolul și statutul arhitectului.

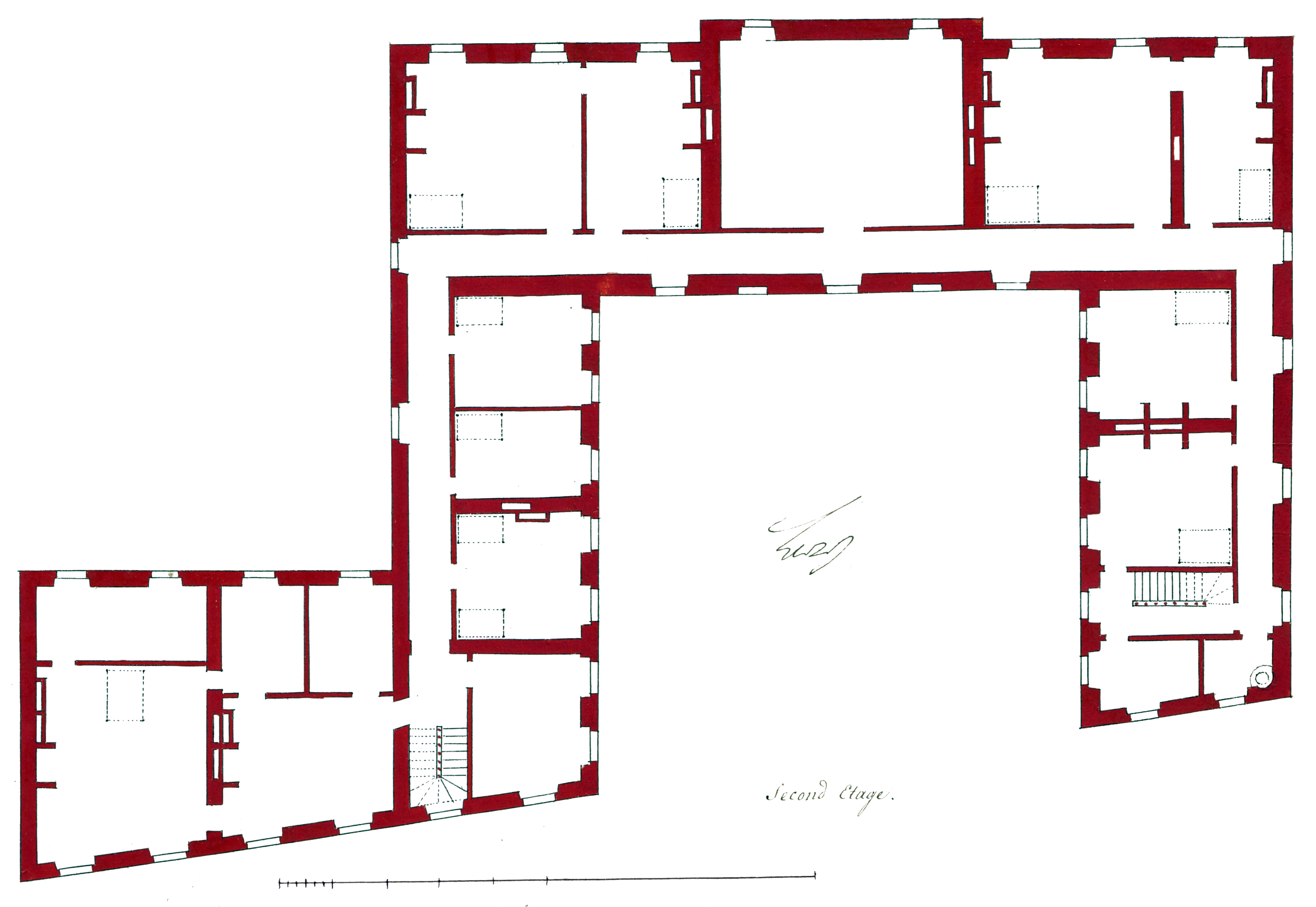
Planul etajului 2 (mansarda) al Hôtelului de Brionne din Paris – 1734

Arhitectura (latina architectura, din grecescul ἀρχιτέκτων arkhitekton „arhitect”, din ἀρχι- „șef” și τέκτων „creator”) este atât procesul, cât și produsul planificării, proiectării și construirii clădirilor sau a altor structuri. Lucrările arhitecturale, sub forma materială a clădirilor, sunt adesea percepute ca simboluri culturale și ca opere de artă. Civilizațiile istorice sunt adesea identificate cu realizările lor arhitecturale care au supraviețuit.
Practica, care a început în preistorie, a fost folosită ca modalitate de exprimare a culturii pentru civilizații de pe toate cele șapte continente. Din acest motiv, arhitectura este considerată a fi o formă de artă. Textele despre arhitectură au fost scrise din cele mai vechi timpuri. Cel mai vechi text care a supraviețuit despre teoria arhitecturii este tratatul De architectura din secolul I d.Hr., al arhitectului roman Vitruviu, conform căruia o clădire bună întruchipează firmitas, utilitas și venustas (durabilitate, utilitate și frumusețe). Secole mai târziu, Leon Battista Alberti și-a dezvoltat ideile în continuare, văzând frumusețea ca o calitate obiectivă a clădirilor care se regăsesc în proporțiile lor. Giorgio Vasari a scris Viața Celor Mai Excelenți Pictori, Sculptori și Arhitecți și a prezentat ideea de stil în artă în secolul al XVI-lea. În secolul al XIX-lea, Louis Sullivan a declarat că „forma urmează funcția”. „Funcția” a început să înlocuiască „utilitatea” clasică și a fost înțeleasă că include nu numai dimensiuni practice, ci și estetice, psihologice și culturale.
Arhitectura a început ca o arhitectură vernaculară rurală, orală, care s-a dezvoltat de la încercare și greșeală la replicarea cu succes. Arhitectura urbană antică a fost preocupată de construirea structurilor religioase și a clădirilor care simbolizează puterea politică a conducătorilor, până când arhitectura greco-romană a mutat accentul pe virtuțile civice. Arhitectura indiană și cea chineză au influențat formele din toată Asia, iar arhitectura budistă, în special, a luat diverse arome locale. În timpul Evului Mediu european, au apărut stiluri paneuropene de catedrale și abații romanice și gotice, în timp ce Renașterea a favorizat formele clasice implementate de arhitecți cunoscuți pe nume. Mai târziu, rolurile arhitecților și inginerilor s-au separat. Arhitectura modernă s-a dezvoltat după Primul Război Mondial ca o mișcare de avangardă care urmărea să dezvolte un stil complet nou, adecvat pentru o nouă ordine socială și economică postbelică axată pe satisfacerea nevoilor claselor de mijloc și muncitoare. S-a pus accent pe tehnicile moderne, materialele și formele geometrice simplificate, deschizând calea suprastructurilor înalte. Mulți arhitecți s-au plictisit de modernism, pe care l-au perceput ca fiind aistoric și antiestetic, iar arhitectura postmodernă și cea contemporană s-au dezvoltat.
De-a lungul anilor, domeniul construcțiilor sa extins pentru a include totul, de la proiectarea navelor la decorarea interioară.

## Definiții
Arhitectura poate să însemne:
- Un termen general care descrie clădirile și alte structuri fizice.[6]
- Arta și știința proiectării clădirilor și (unele) structuri care nu sunt clădiri.[6]
- Stilul de proiectare și de metode de construcție a clădirilor și a altor structuri fizice.[6]
- O formă sau structură unificatoare sau coerentă.[7]
- Cunoașterea artei, științei, tehnologiei și a umanității.[6]
- Activitatea de proiectare a arhitectului,[6] de la nivelul macro (proiectarea urbană, arhitectura peisagistică) la nivelul micro (detalii de construire și mobila). Practica arhitectului, unde arhitectura înseamnă oferirea sau prestarea de servicii profesionale în legătură cu proiectarea și construirea clădirilor sau a mediilor construite.[8]

## Teorie

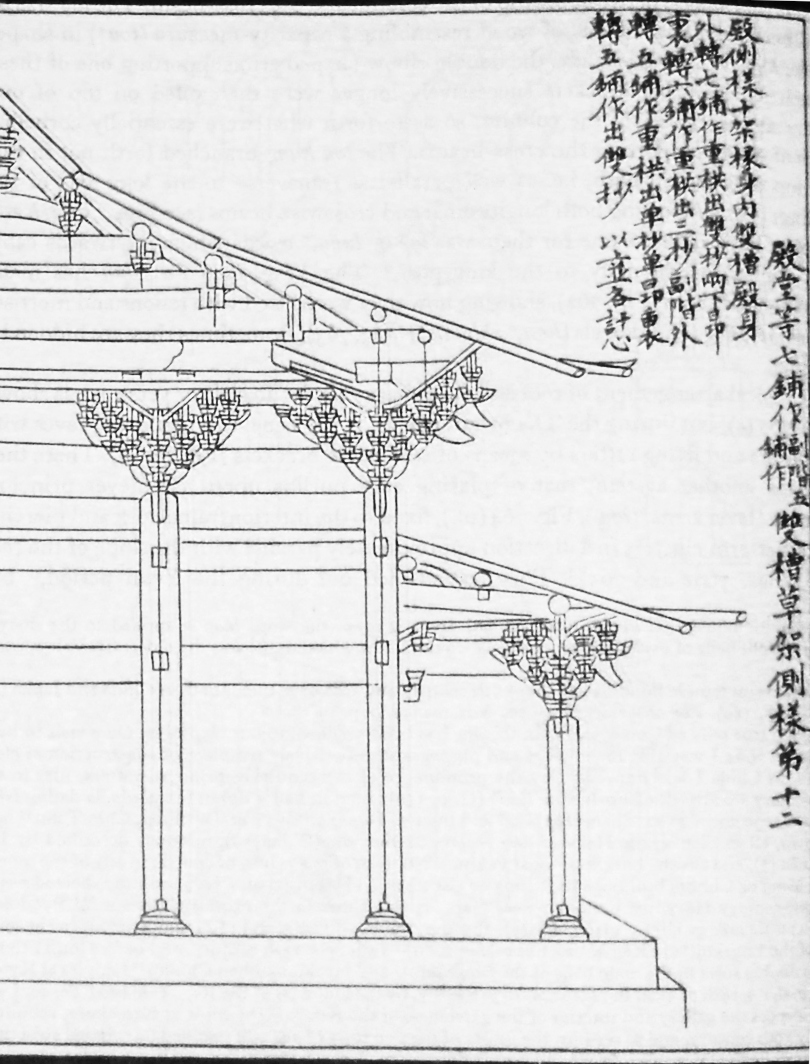
Ilustrație a unui grup de console care conțin grinde în console din Yingzao Fashi, un text despre arhitectură de Li Jue (1065–1110))

Filosofia arhitecturii e o ramură a filozofiei artei, care se ocupă de valoarea estetică a arhitecturii, de semantica ei și de relațiile cu dezvoltarea culturii. Mulți filozofi și teoreticieni de la Platon până la Michel Foucault, Gilles Deleuze, Robert Venturi și Ludwig Wittgenstein s-au preocupat de natura arhitecturii și dacă arhitectura se distinge sau nu de construire.

### Tratatele istorice
Cea mai veche lucrare scrisă pe subiectul arhitecturii care a supraviețuit e De architectura a arhitectului roman Vitruviu la începutul secolului I d.Hr.. Conform lui Vitruviu, o clădire bună ar trebui să satisfacă cele trei principii firmitas, utilitas, venustas, cunoscute în mod obișnuit prin traducerea originală - fermitate, utilitate și frumusețe. Un echivalent în română ar fi:
- Durabilitate - o clădire ar trebui să se ridice robust și să rămână în stare bună
- Utilitate - ar trebui să fie adecvată scopurilor pentru care e folosită
- Frumusețe - ar trebui să fie plăcută din punct de vedere estetic

Conform lui Vitruviu, arhitectul ar trebui să se străduiască să îndeplinească fiecare dintre aceste trei atribute cât mai bine posibil. Leon Battista Alberti, care elaborează ideile lui Vitruviu în tratatul său, De re aedificatoria, a văzut frumusețea în primul rând ca pe o chestiune de proporție, chiar dacâ ornamentul a jucat și un rol. Pentru Alberti, regulile de proporție erau cele care guvernau figura umană idealizată, secțiunea de aur. Cel mai important aspect al frumuseții era, prin urmare, o parte inerentă a unui obiect, mai degrabă decât ceva aplicat superficial și se baza pe adevăruri universale, recunoscute. Noțiunea de stil în artă nu a fost dezvoltată decât în secolul al XVI-lea, odată cu scrierile lui Giorgio Vasari. Până în secolul al XVIII-lea, Viața celor mai excelenți pictori, sculptori și arhitecți fusese tradusă în italiană, franceză, spaniolă și engleză.
În secolul al XVI-lea, arhitectul, pictorul și teoreticianul manierist italian Sebastiano Serlio a scris Tutte L’Opere D’Architettura et Prospetiva (Lucrări Complete despre Arhitectură și Perspectivă). Acest tratat a exercitat o influență imensă în întreaga Europă, fiind primul manual care a evidențiat aspectele practice mai degrabă decât cele teoretice ale arhitecturii și a fost primul care a catalogat cele cinci ordine.
La începutul secolului al XIX-lea, Augustus Welby Northmore Pugin a scris Contraste (1836) care, așa cum a sugerat titlul, a contrastat lumea modernă, industrială, pe care a denigrat-o, cu o imagine idealizată a lumii neomedievale.  Arhitectura gotică, credea Pugin, era singura „formă creștină adevărată de arhitectură.” Criticul de artă englez din secolul al XIX-lea, John Ruskin, în Șapte Lămpi de Arhitectură, publicat în 1849, era mult mai restrâns în viziunea sa despre ceea ce constituia arhitectura. Arhitectura a fost „arta care dispune și împodobește atât edificiile ridicate de oameni... încât vederea lor” contribuie ”la sănătatea mintală, puterea și plăcerea lor”. Pentru Ruskin, estetica era de o importanță majoră. Opera sa continuă să afirme că o clădire nu este cu adevărat o operă de arhitectură decât dacă este într-un fel „împodobită”.
Despre diferența dintre idealurile de arhitectură și simpla construire, renumitul arhitect din secolul XX, Le Corbusier, a scris: „Folosești piatră, lemn și beton, iar cu aceste materiale construiești case și palate: asta e construirea. Ingeniozitatea funcționează. Dar dintr-o dată îmi atingi inima, îmi faci bine. Sunt fericit și spun: Asta este frumoasă. Asta e Arhitectura”. Contemporanul lui Le Corbusier, Ludwig Mies van der Rohe, a spus că „Arhitectura începe atunci când pui două cărămizi împreună. Acolo începe.”

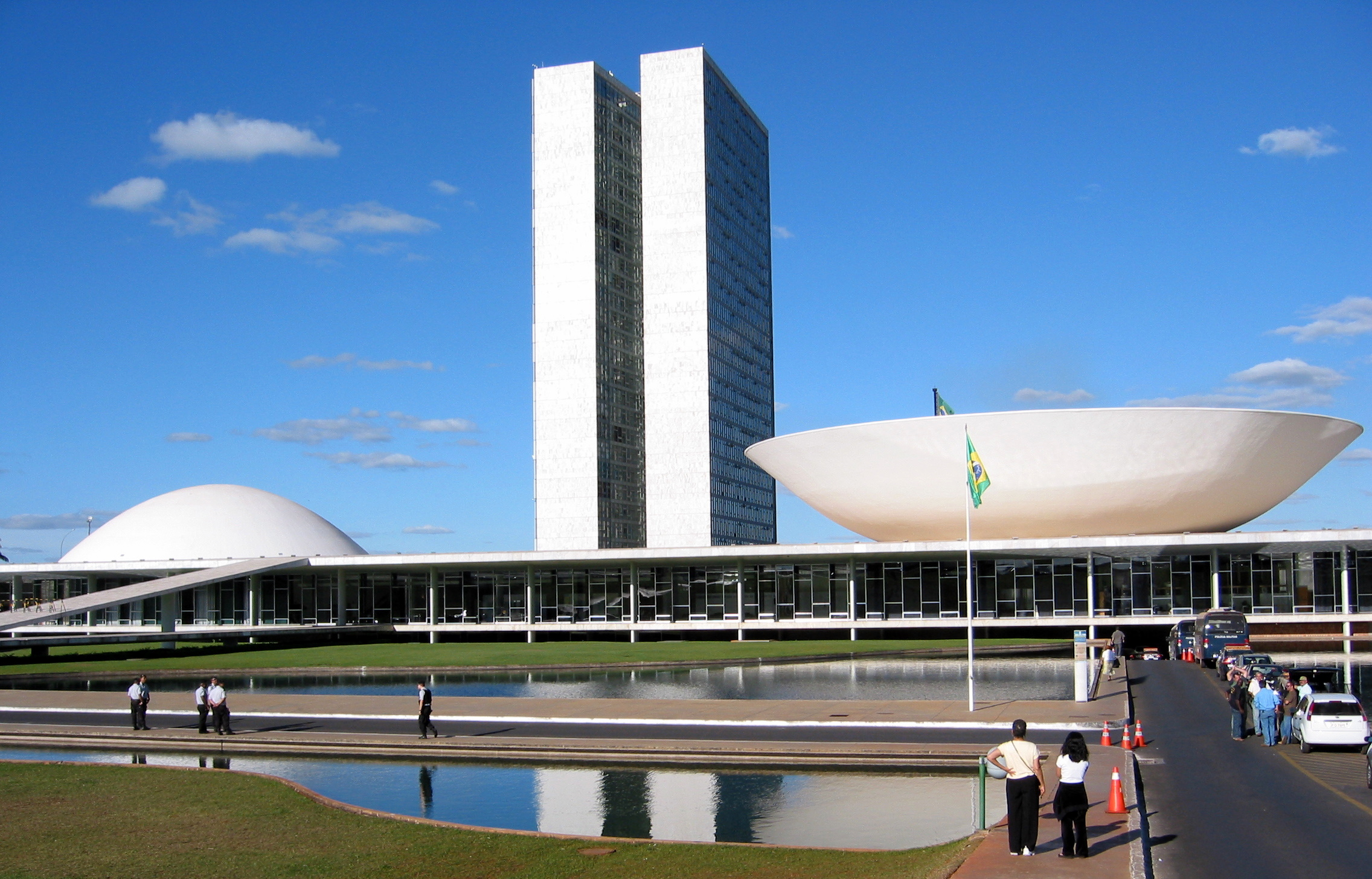
Congresul Național al Braziliei, proiectat de Oscar Niemeyer

### Conceptele moderne
Arhitectul de zgârie-nori din secolul al XIX-lea,Louis Sullivan, a promovat o maximă pentru designul arhitectural: „forma urmează funcția”. În timp ce noțiunea că considerațiile structurale și estetice ar trebui să fie în întregime supuse funcționalității a fost întâmpinată atât cu popularitate, cât și cu scepticism, ea a avut ca efect introducerea conceptului de „funcție” în locul „utilității” lui Vitruviu. „Funcția” a fost văzută ca cuprinzând toate criteriile de folosire, percepție și plăcere a unei clădiri, nu numai practice, ci și estetice, psihologice și culturale.
Nunzia Rondanini a declarat: „Prin dimensiunea sa estetică, arhitectura depășește aspectele funcționale pe care le are în comun cu alte științe umane. Prin propriul său mod particular de exprimare a valorilor, arhitectura poate să stimuleze și să influențeze viața socială fără să presupună că, în sine, o să promoveze dezvoltarea socială... A restrânge sensul formalismului (arhitectural) la artă de dragul artei nu este doar reacționar; poate să fie, de asemenea, o căutare fără scop a perfecțiunii sau originalității care degradează forma într-o simplă instrumentalitate”.
Printre filozofiile care au influențat arhitecții moderni și abordarea lor în proiectarea clădirilor se numără raționalismul, empirismul, structuralismul, poststructuralismul, deconstructivismul și fenomenologia.
La sfârșitul secolului XX, un nou concept a fost adăugat celor incluse în busola structurii și funcției, considerarea sustenabilității, deci a arhitecturii sustenabile. Pentru a satisface etosul contemporan, o clădire ar trebui să fie construită într-un mod ecologic în ceea ce privesc producția materialelor sale, impactul acesteia asupra mediului natural și construirea într-o zonă înconjurătoare și cerințele pe care le solicită surselor de energie nesustenabile pentru încălzire, răcire, gestionarea apei și a deșeurilor, și iluminat.

## Istorie

### Originea și arhitectura vernaculară

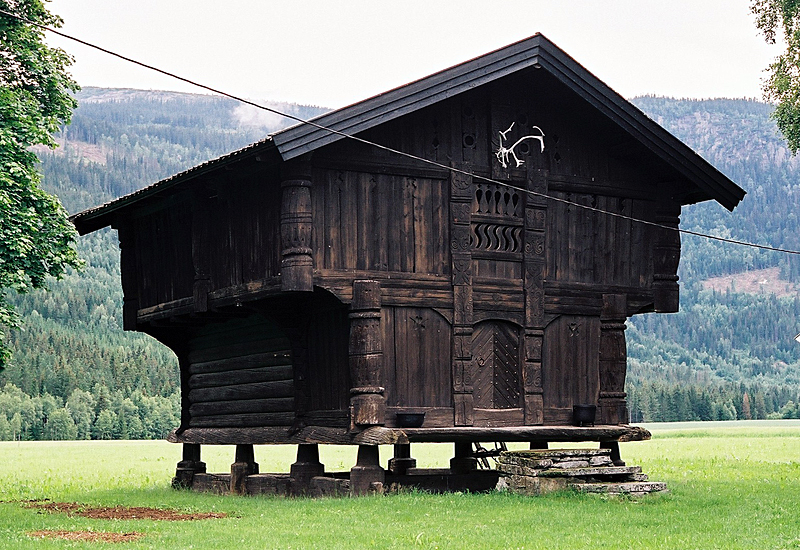
În Norvegia: de lemn și cu etaj
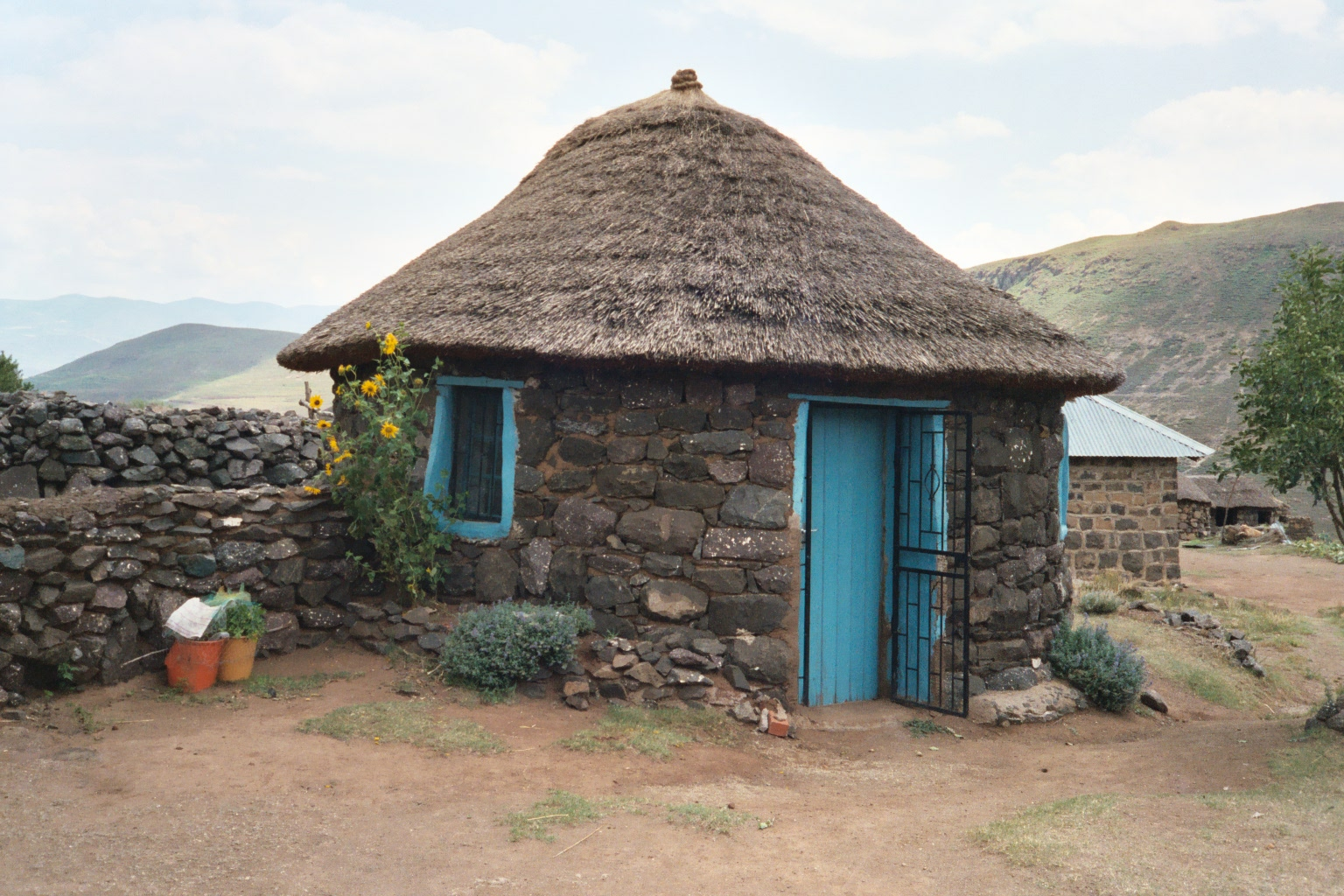
În Lesotho: rotundă și din piatră
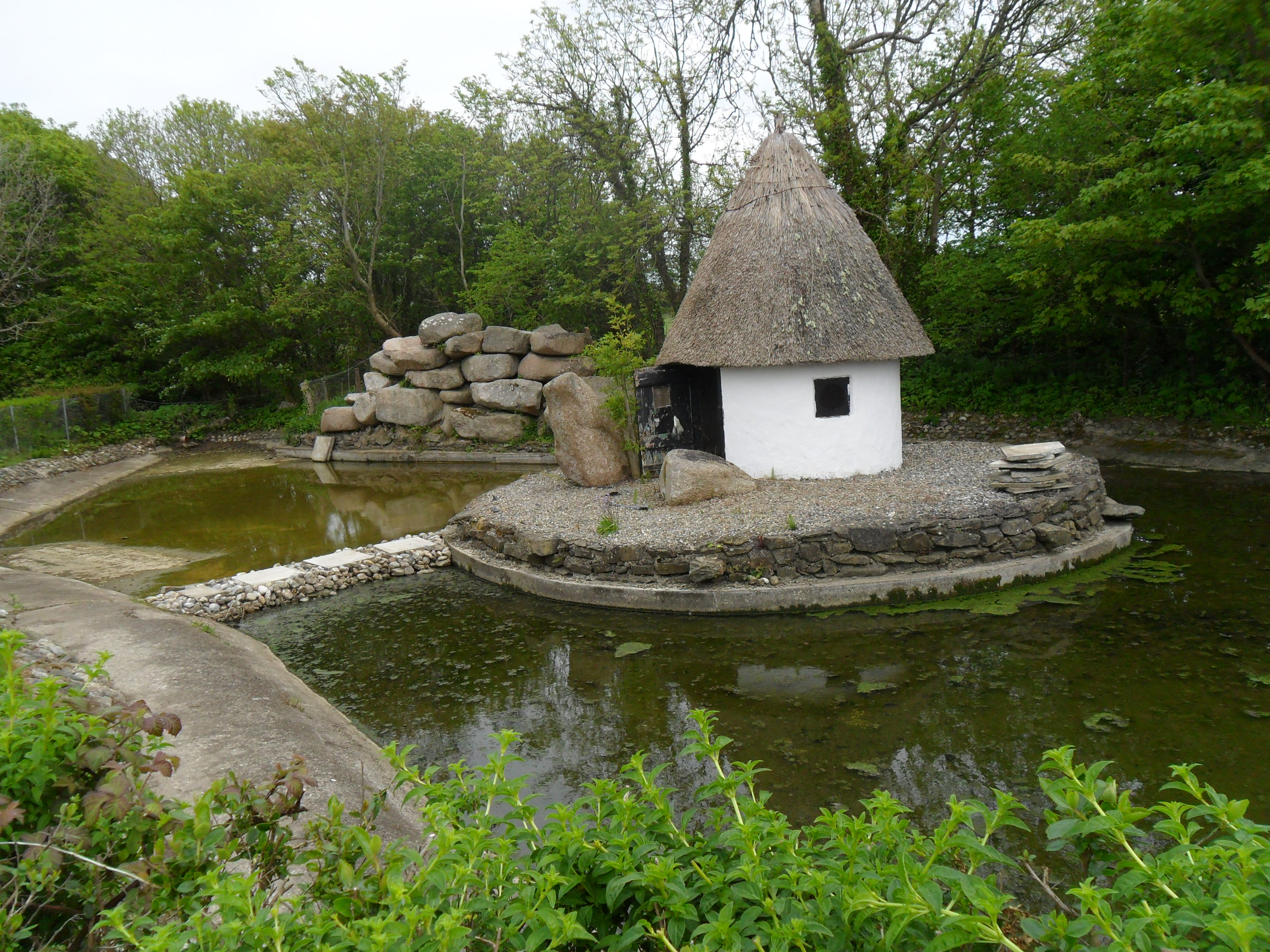
În Irlanda: o colibă yola
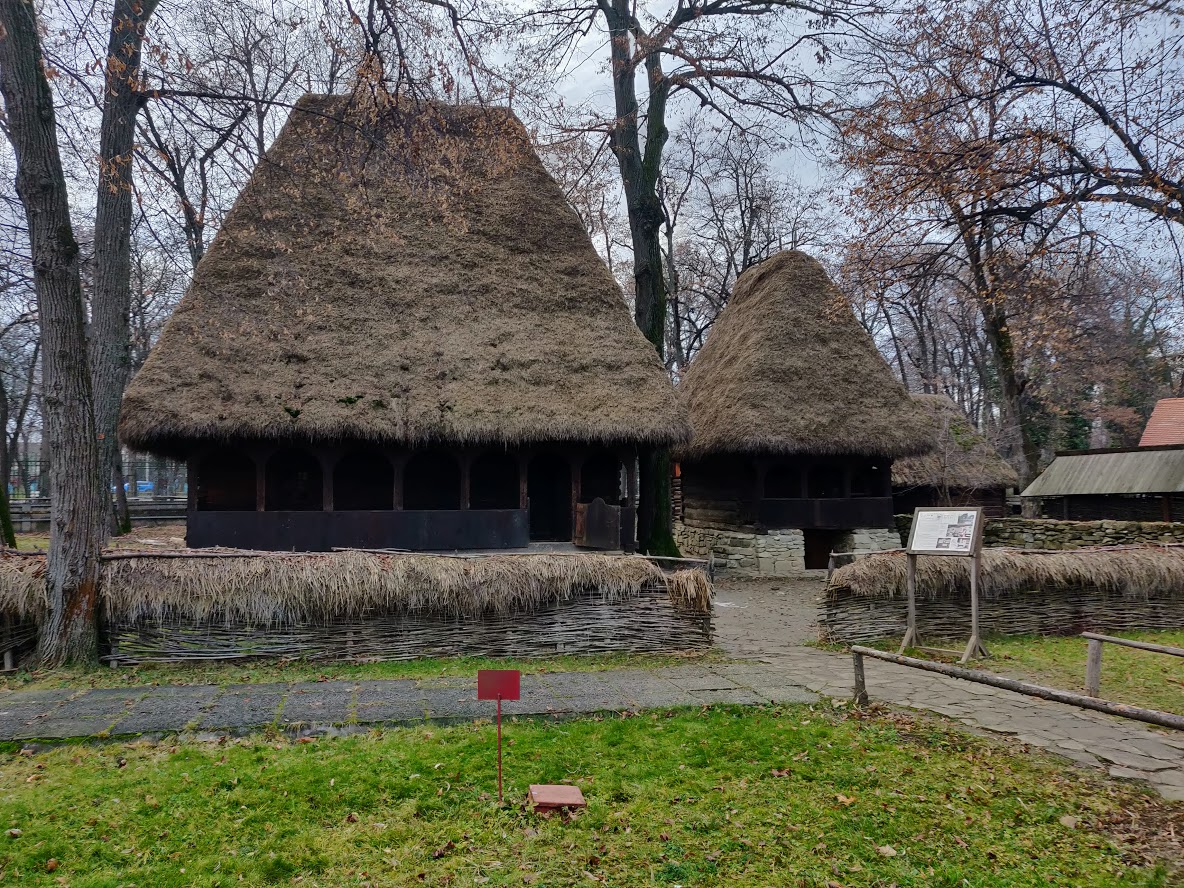
În România: case țărănești în Muzeul Satului Dimitrie Gusti (București)

Clădirea a evoluat mai întâi din dinamica dintre nevoi (adăpost, securitate, închinare etc) și mijloace (materiale de construcție disponibile și abilități). Pe măsură ce culturile umane s-au dezvoltat și cunoștințele au început să fie formalizate prin tradiții și practici orale, construirea a devenit un meșteșug, iar „arhitectura” e numele dat versiunilor extrem de formalizate și respectate ale meșteșugului. Se presupune în mare măsură că succesul arhitectural a fost produsul unui proces de încercare și greșeală, cu o încercare progresivă mai mică și mai multă replicare pe măsură ce rezultatele procesului s-au dovedit din ce în ce mai satisfăcătoare. Ceea ce se cheamă arhitectură vernaculară continuă să fie produsă în multe părți ale lumii.

### Arhitectura preistorică

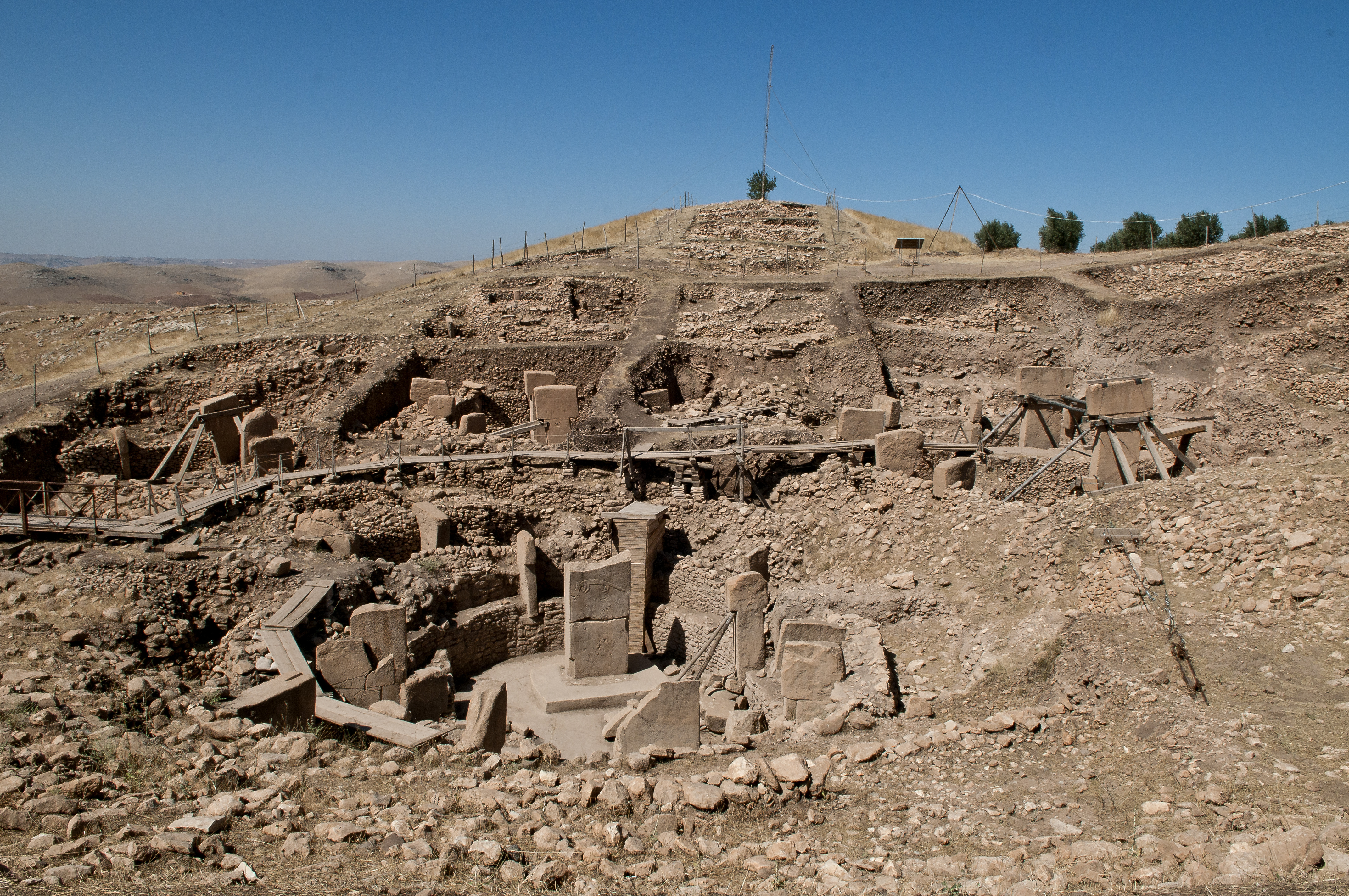
Göbekli Tepe din Turcia, fondat în mileniul al X-lea î.Hr. și abandonat în mileniul al VIII-lea î.Hr.
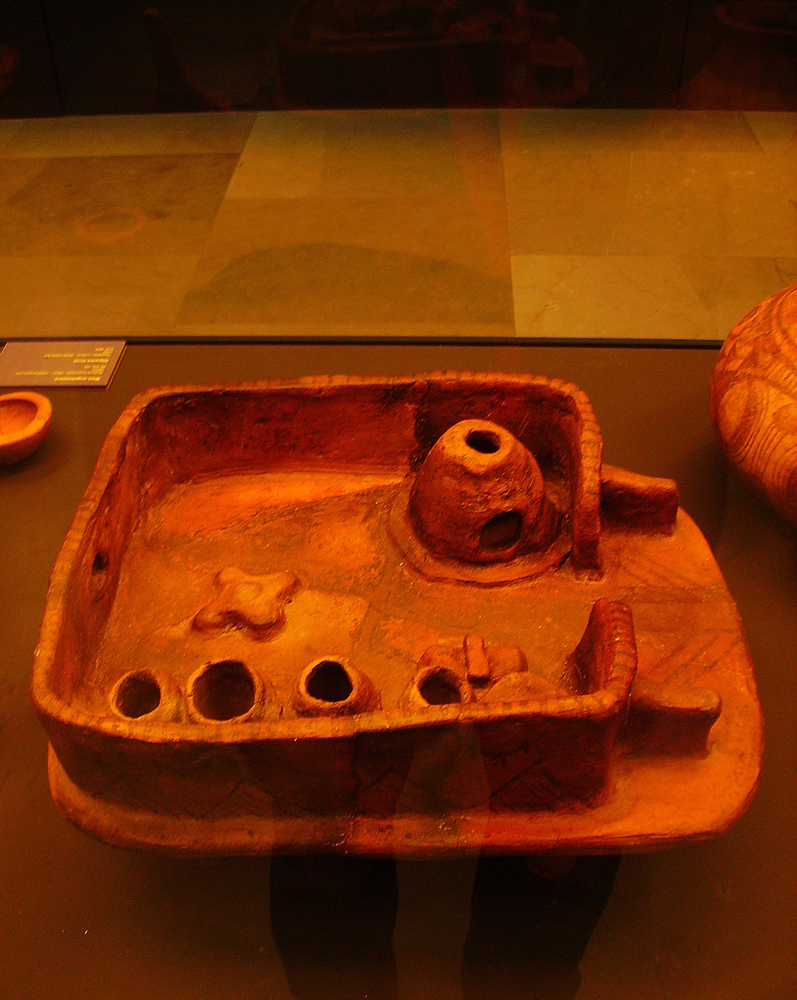
Miniatură de ceramică a unei case cucuteniene
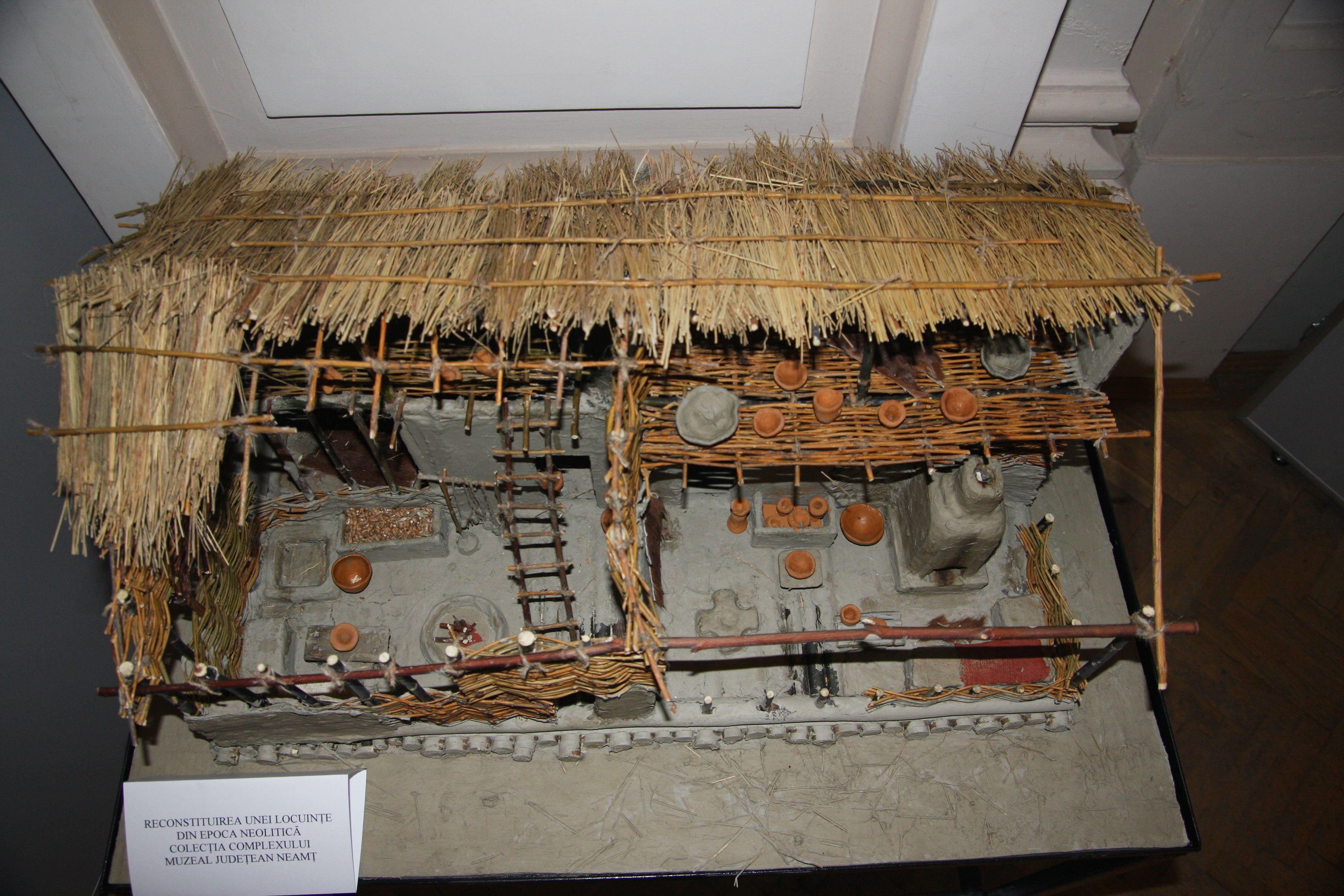
Machetă a unei case cucuteniene obișnuite, plină de vase de ceramică
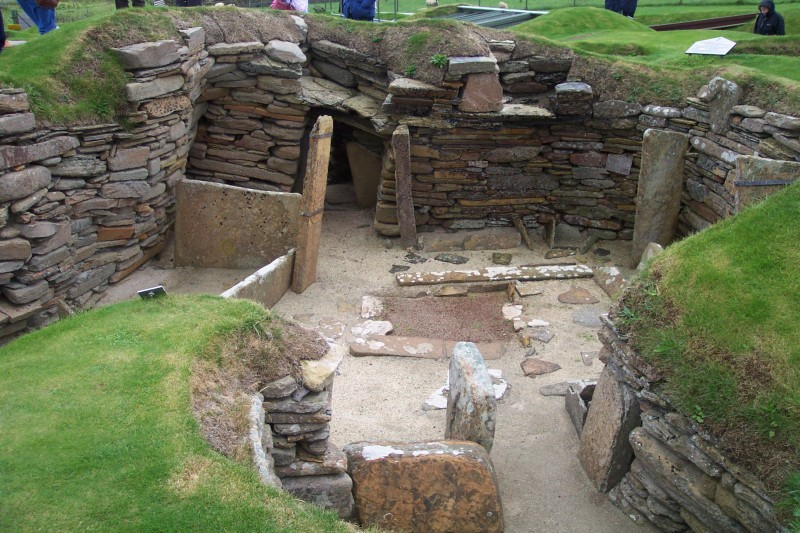
Locuințe excavate la Skara Brae (Mainland, Orkney, Scoția, Regatul Unit)

Așezările umane timpurii erau în mare parte rurale. Economiile în curs de dezvoltare au dus la crearea unor zone urbane care, în unele cazuri, au crescut și au evoluat foarte rapid, ca Çatal Höyük din Anatolia și Mohenjo-daro al civilizației de pe Valea Indului din Pakistanul actual.
Așezările și „orașele” neolitice includ Göbekli Tepe și Çatalhöyük în Turcia, Ierihon în Levant, Mehrgarh în Pakistan, Knap of Howar și Skara Brae în Insulele Orkney ale Scoției, și așezările culturii Cucuteni din România și Ucraina.

### Arhitectura antică

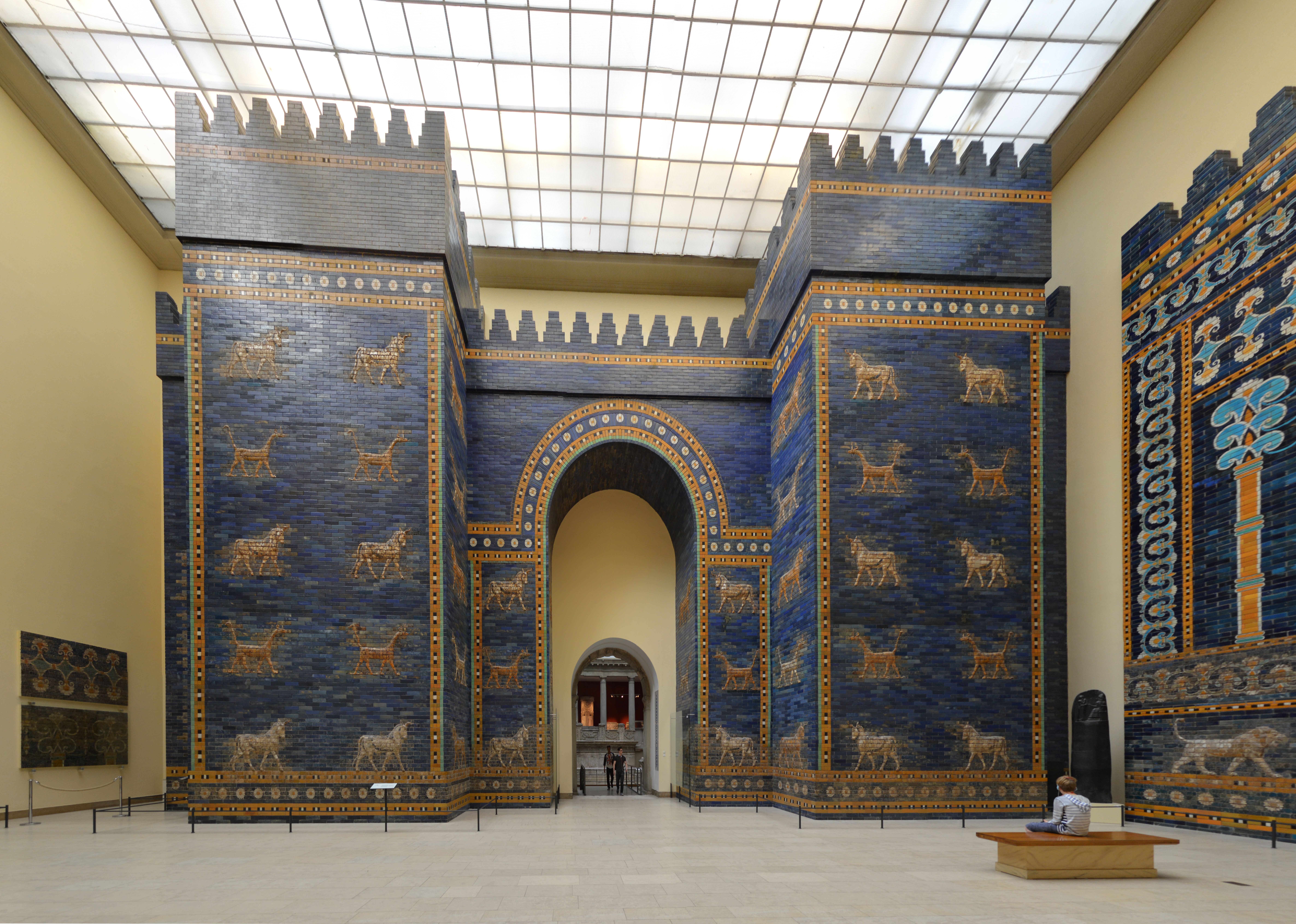
Arhitectura mesopotamiană: Reconstruire a Porții lui Iștar în Muzeul Pergamon (Berlin, Germania), circa 575 î.Hr.
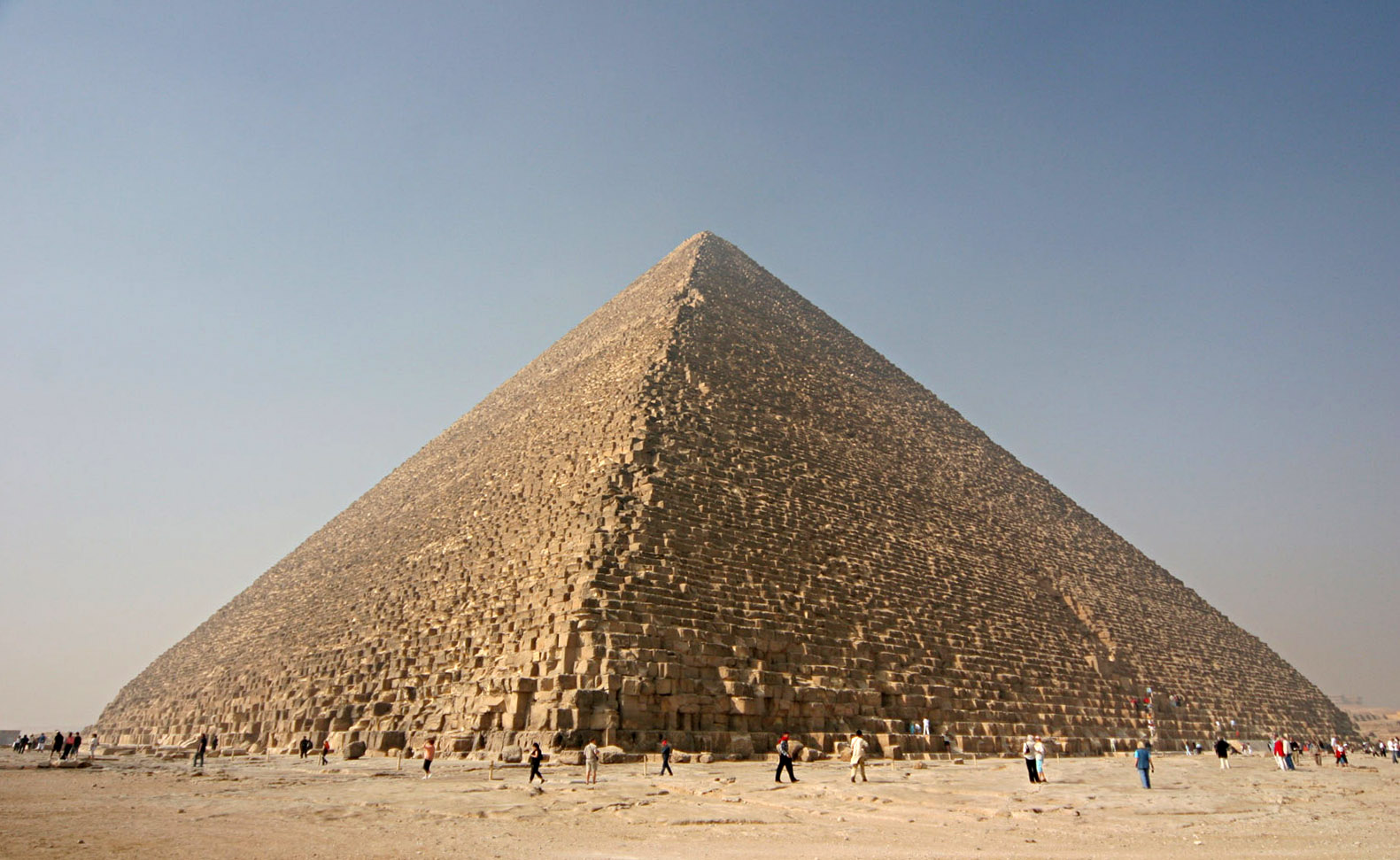
Arhitectura egipteană antică: Marea Piramidă din Giza (Giza, Egipt), circa 2589-2566 î.Hr., de Hemiunu
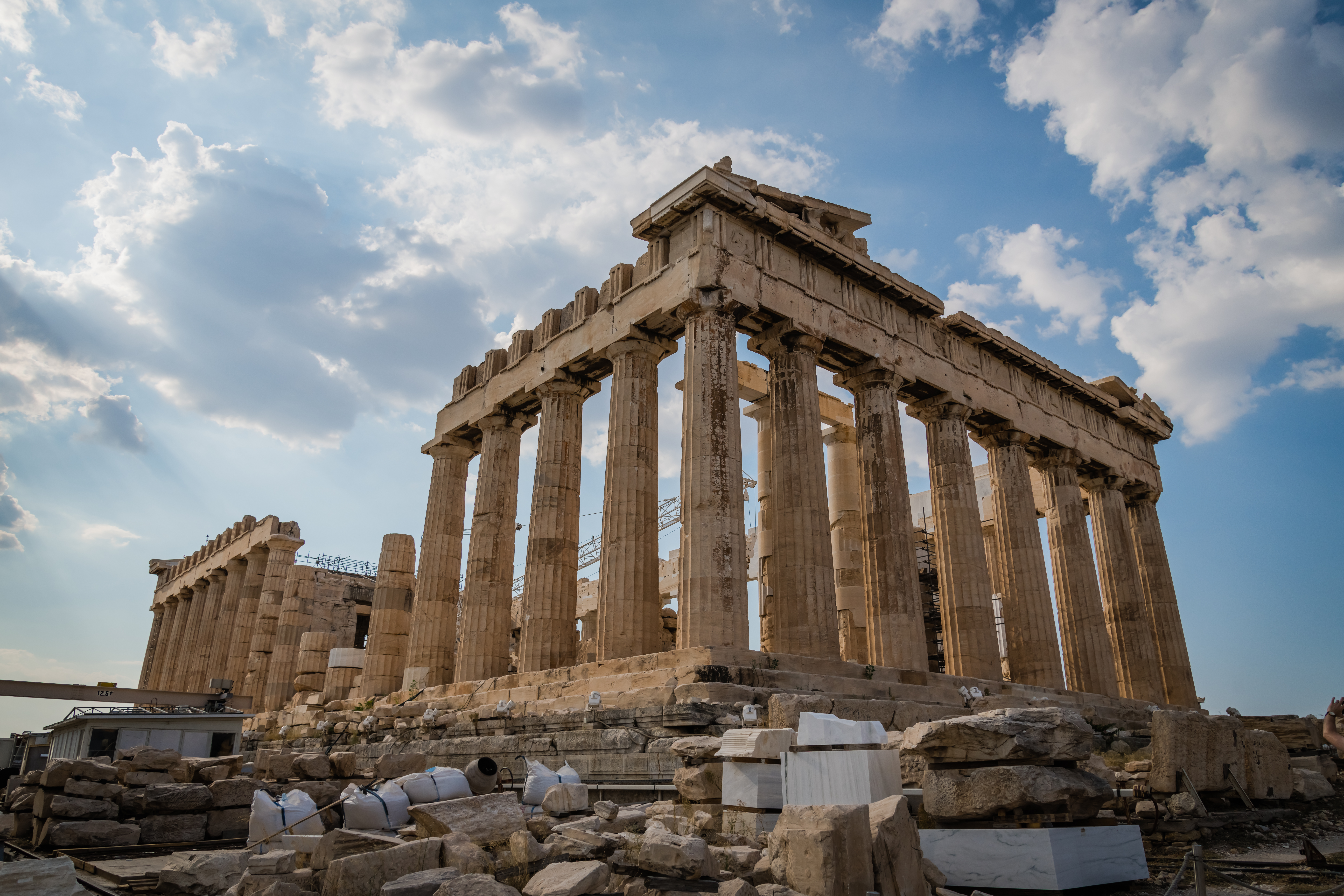
Arhitectura greacă antică: Partenonul de pe Acropola Ateniană, făcut din marmură și calcar, 460-406 î.Hr.
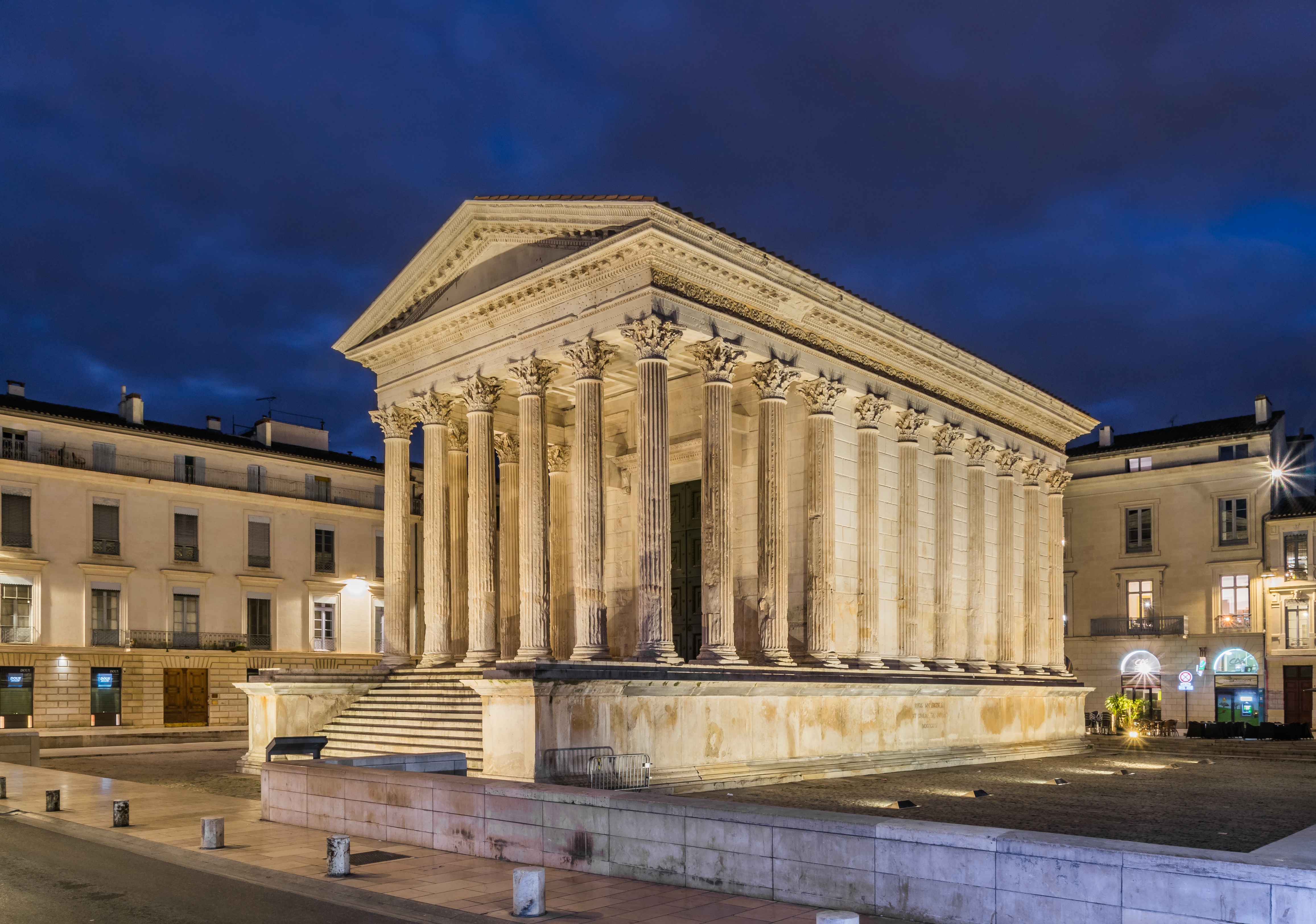
Arhitectura romană antică: Maison Carrée din Nîmes (Franța), unul dintre cele mai bine conservate temple romane, circa 2 d.Hr.

În multe civilizații antice, ca cele din Egipt și Mesopotamia, arhitectura și urbanismul reflectă angajamentul constant cu divinitatea și supranaturalul, iar multe culturi antice au recurs la monumentalitate în arhitectură pentru a reprezenta simbolic puterea politică a conducătorului, a elitei conducătoare sau a statul însuși.
Arhitectura și urbanismul civilizațiilor clasice ca cea greaca și cea romană au evoluat mai degrabă din idealurile civice decât din cele religioase sau empirice și au apărut noi tipuri de clădiri. „Stilul” arhitectural s-a dezvoltat sub forma ordinelor clasice. Arhitectura romană a fost puternic influențată de arhitectura greacă, deoarece au încorporat multe elemente grecești în practicile lor de construire.
Textele despre arhitectură au fost scrise din cele mai vechi timpuri. Aceste texte furnizau atât sfaturi generale, cât și prescripții formale specifice sau canoane. Câteva exemple de canoane se găsesc în scrierile arhitectului roman Vitruviu din secolul I î.Hr.. Unele dintre cele mai importante exemple timpurii de arhitectură canonică sunt religioase.

### Arhitectura asiatică

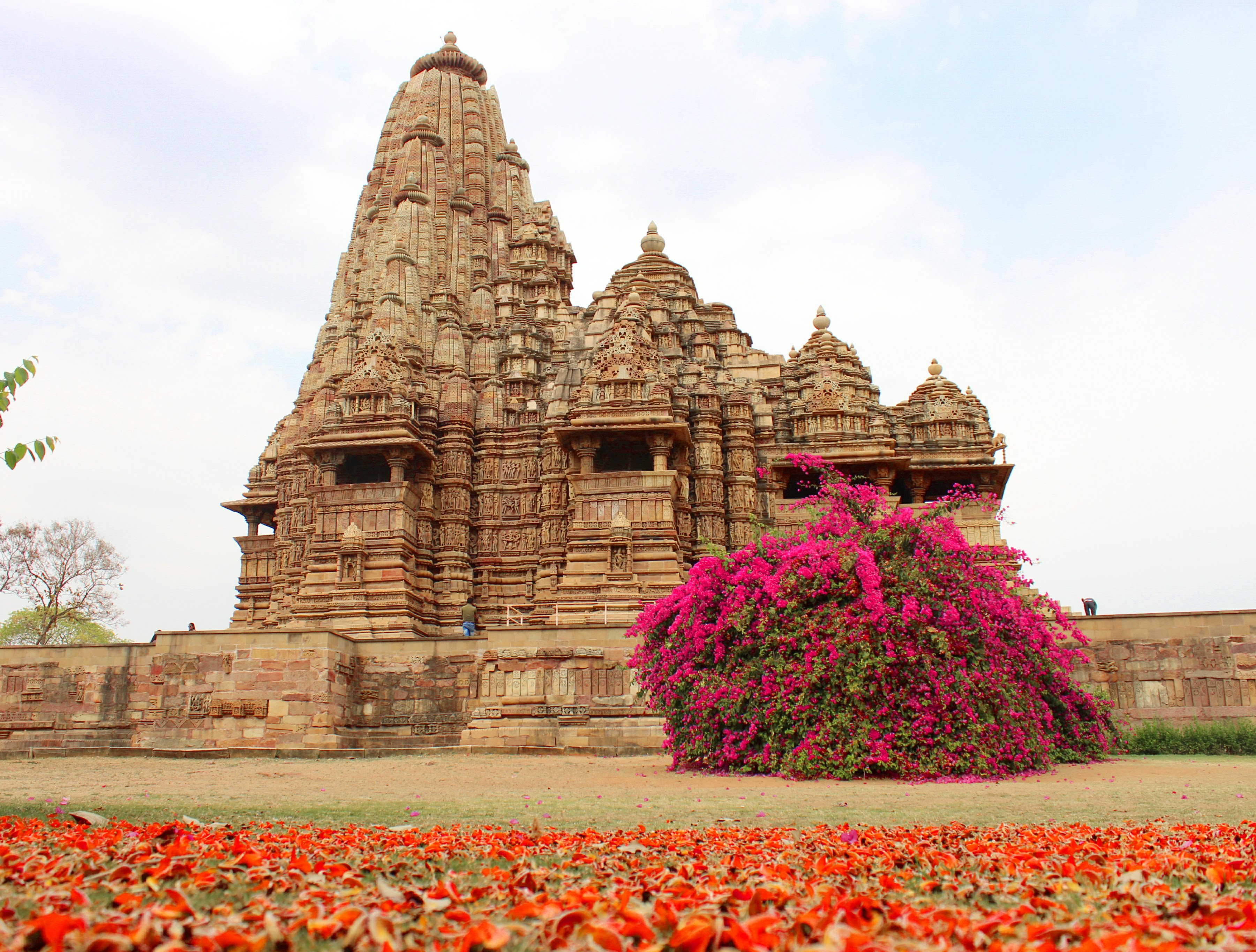
Arhitectura indiană: Templul Kandariya Mahadeva (Khajuraho, Madhya Pradesh, India), circa 1030
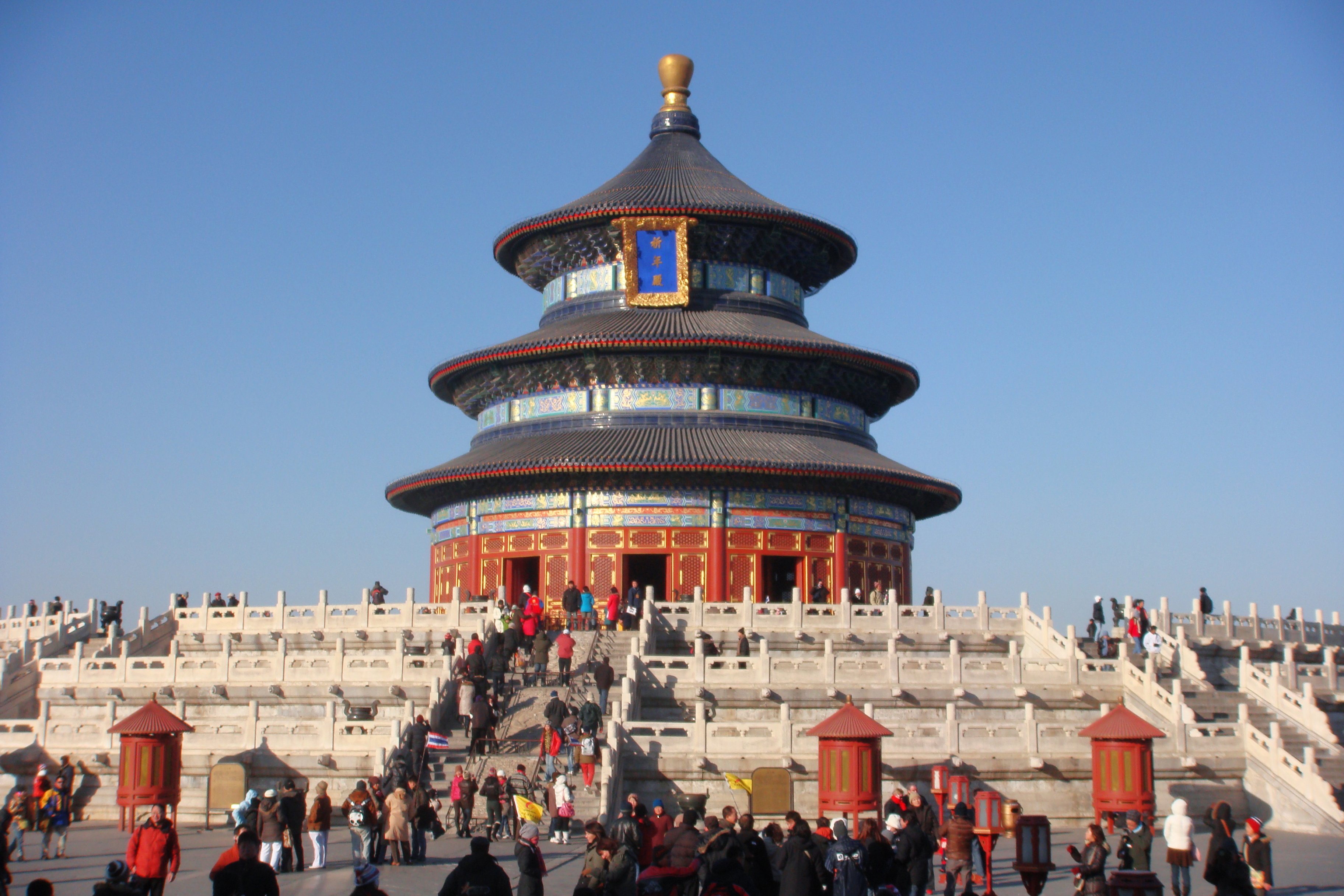
Arhitectura chineză: Clădirea Rugăciunilor pentru Recolte Bune a Templului Cerului (Beijing), 1703-1790
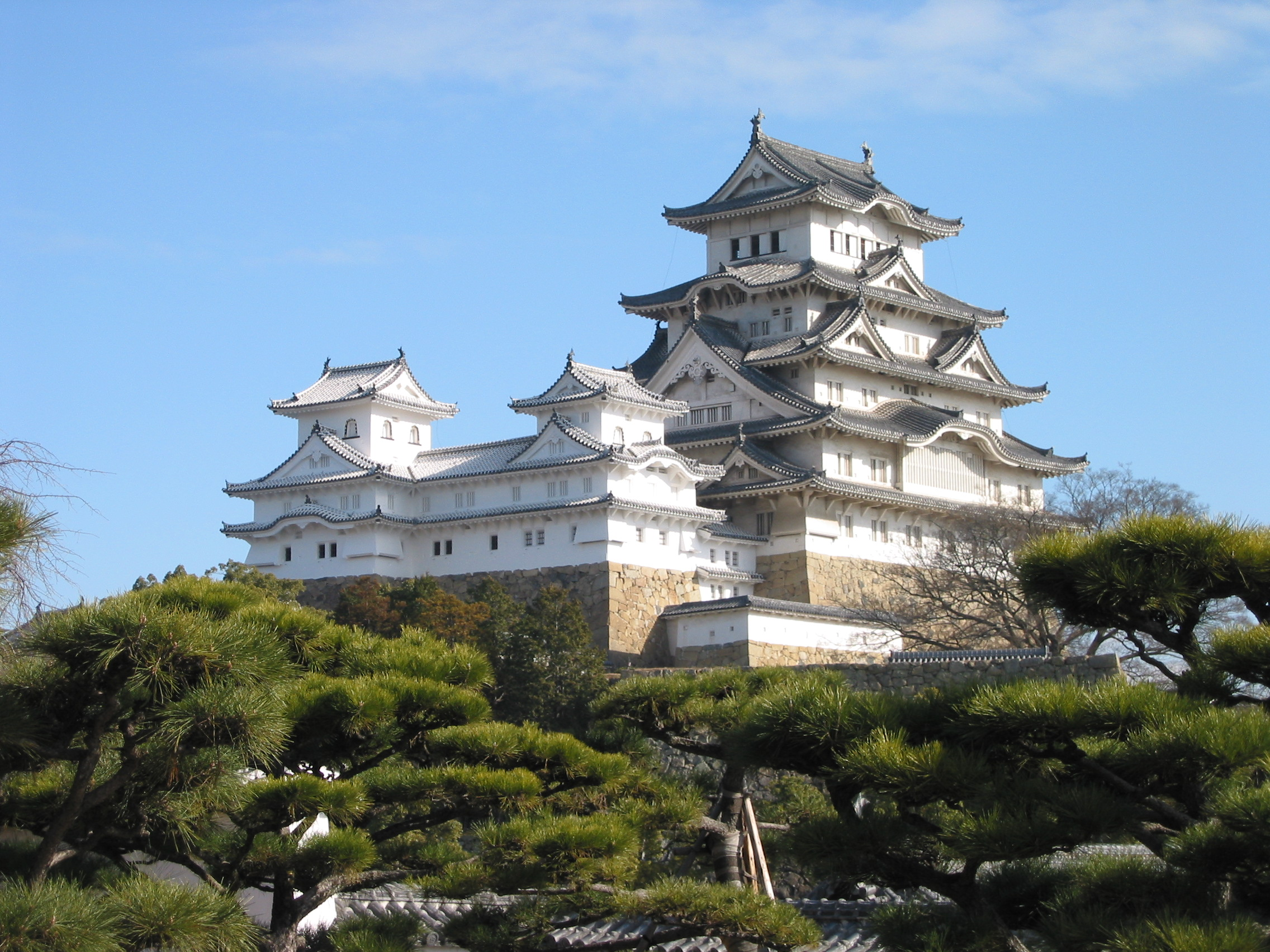
Arhitectura japoneză: Castelul Himeji (Himeji, Prefectura Hyōgo, Japonia), 1609
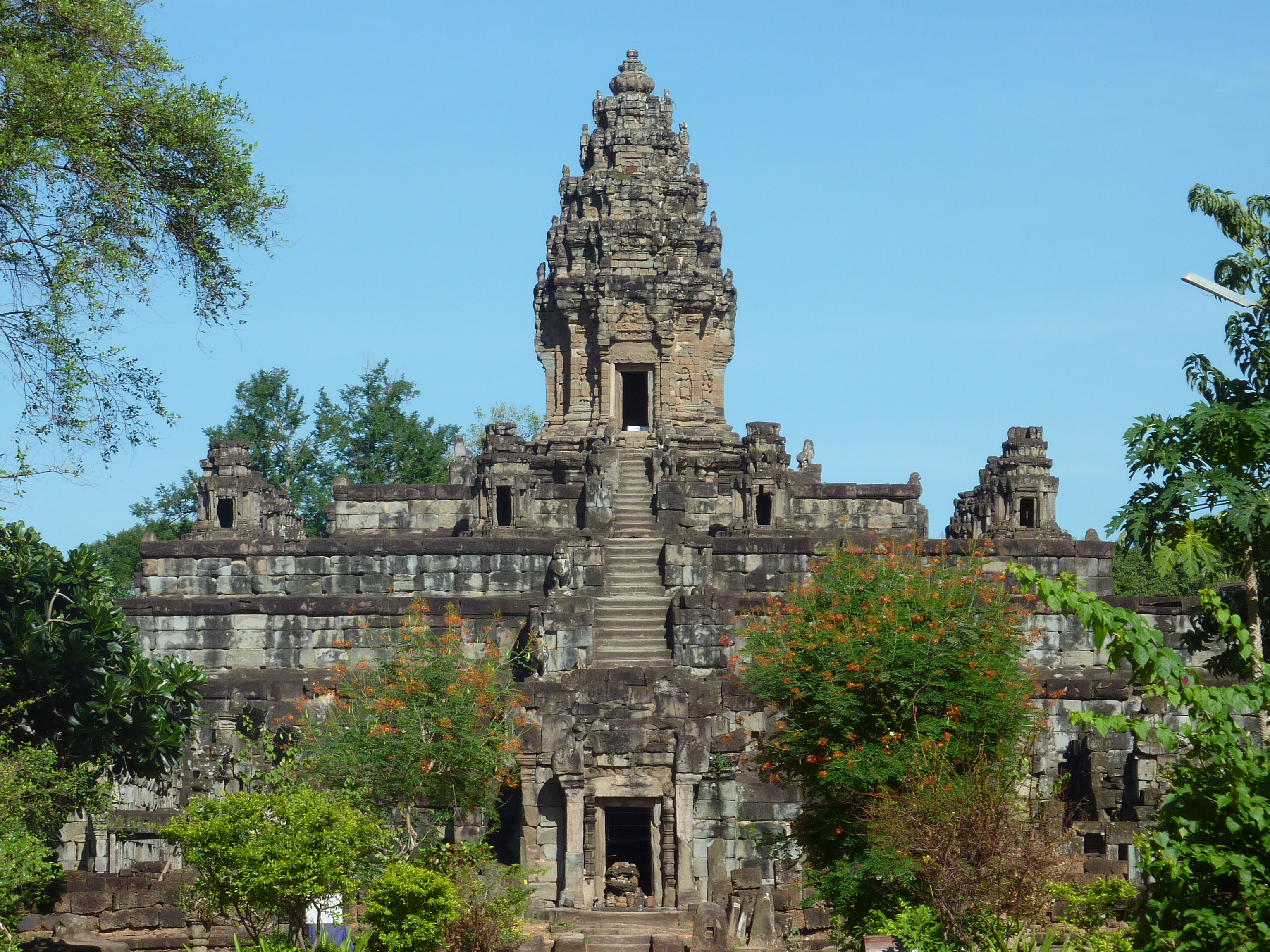
Arhitectura khmeră: Bakong (în apropiere de Siem Reap, Cambodgia), cel mai timpuriu templu de munte supraviețuitor de la Angkor, terminat în 881 d.Hr.

Arhitectura diferitelor părți ale Asiei s-a dezvoltat de-a lungul unor linii diferite de cea a Europei; arhitectura budistă, cea hindusă și cea sikhă au fiecare caracteristici diferite. Arhitectura indiană și cea chineză au avut o mare influență asupra regiunilor înconjurătoare, în timp ce arhitectura japoneză nu a avut-o. Arhitectura budistă, în special, a arătat o mare diversitate regională. Arhitectura templelor hinduse, care s-a dezvoltat în jurul secolului al V-lea d.Hr., e, în teorie, guvernată de concepte stabilite în Shastra și se preocupă de exprimarea macrocosmosului și a microcosmosului. În multe țări asiatice, religia panteistă a dus la forme arhitecturale concepute special pentru a îmbunătăți peisajul natural.
În multe părți ale Asiei, chiar și cele mai mari case erau structuri relativ ușoare, folosind în principal lemn până în perioadele recente și există puține exemplare supraviețuitoare foarte vechi. Budismul a fost asociat cu o mutare a structurilor religioase din piatră și cărămidă, începând probabil ca arhitectură tăiată în stâncă, care a supraviețuit adesea foarte bine.
Scrierile asiatice timpurii despre arhitectură includ Kao Gong Ji din China din secolele VII-V î.Hr.; Shilpa Shastras din India antică; Manjusri Vasthu Vidya Sastra din Sri Lanka și Araniko din Nepal.

### Arhitectura islamică

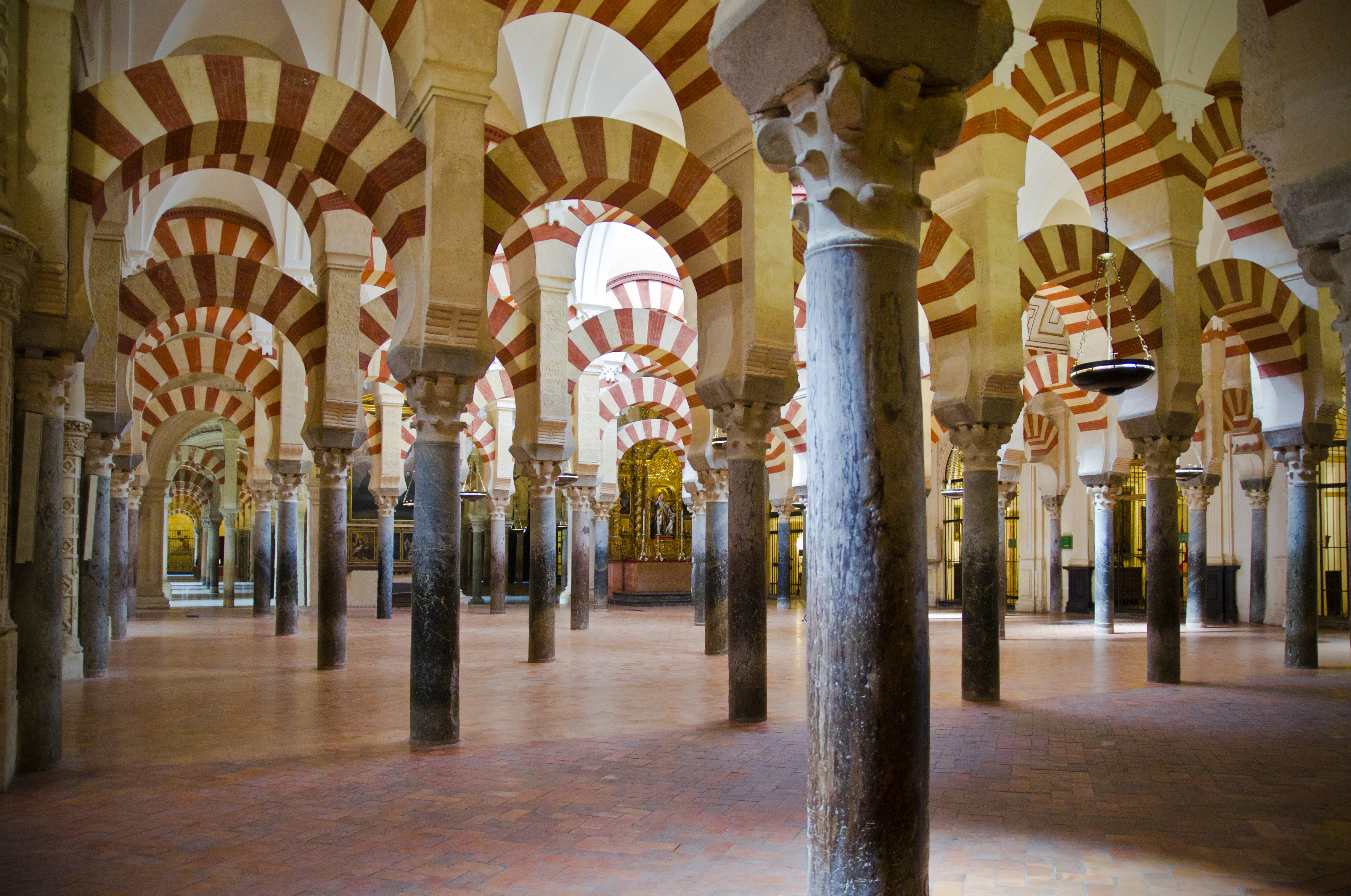
Arhitectura maură: Marile arce ale Moscheii-Catedrală din Córdoba (Spania)
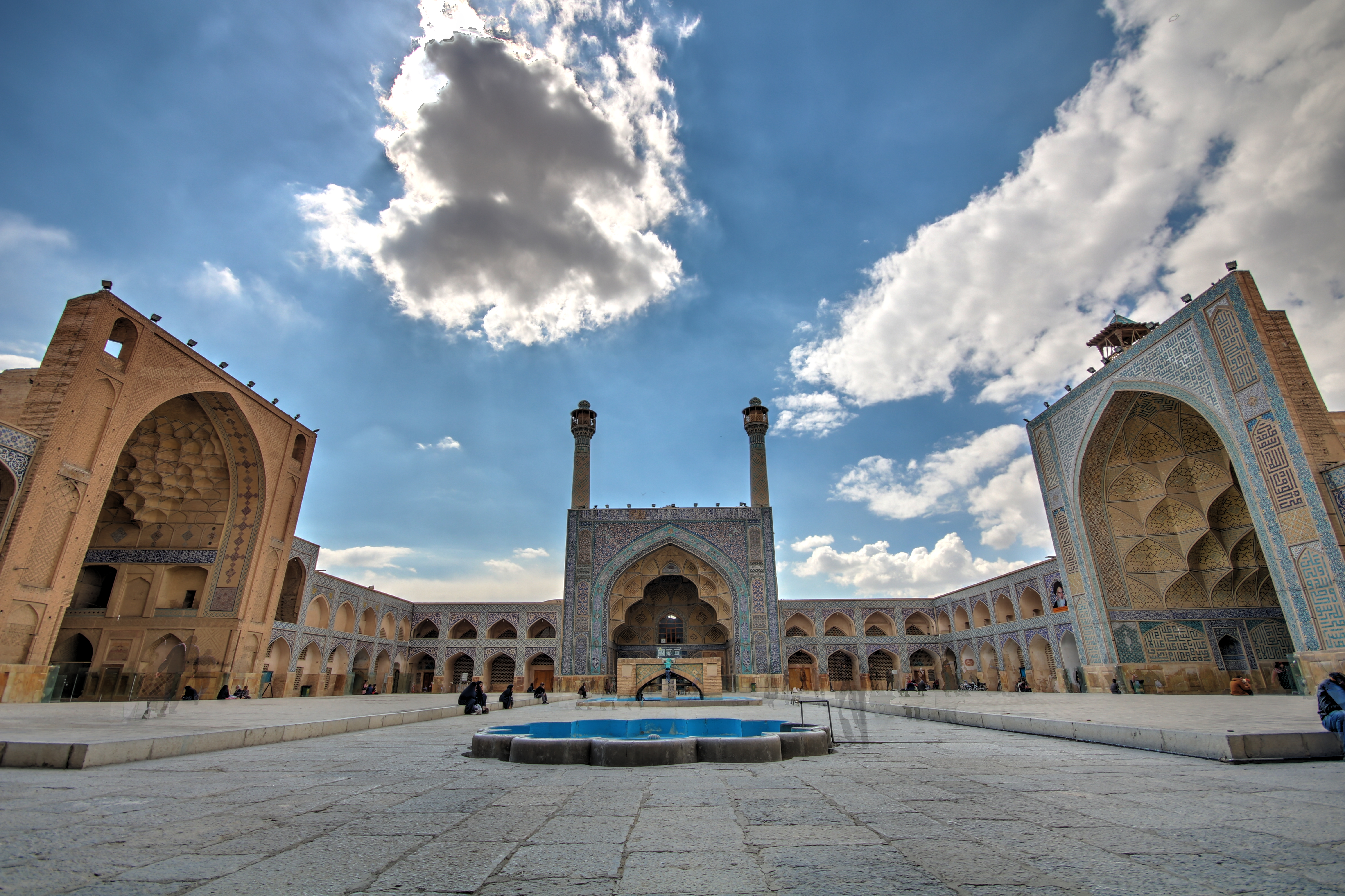
Arhitectura persană: Moscheea Jameh din Isfahan (Iran)
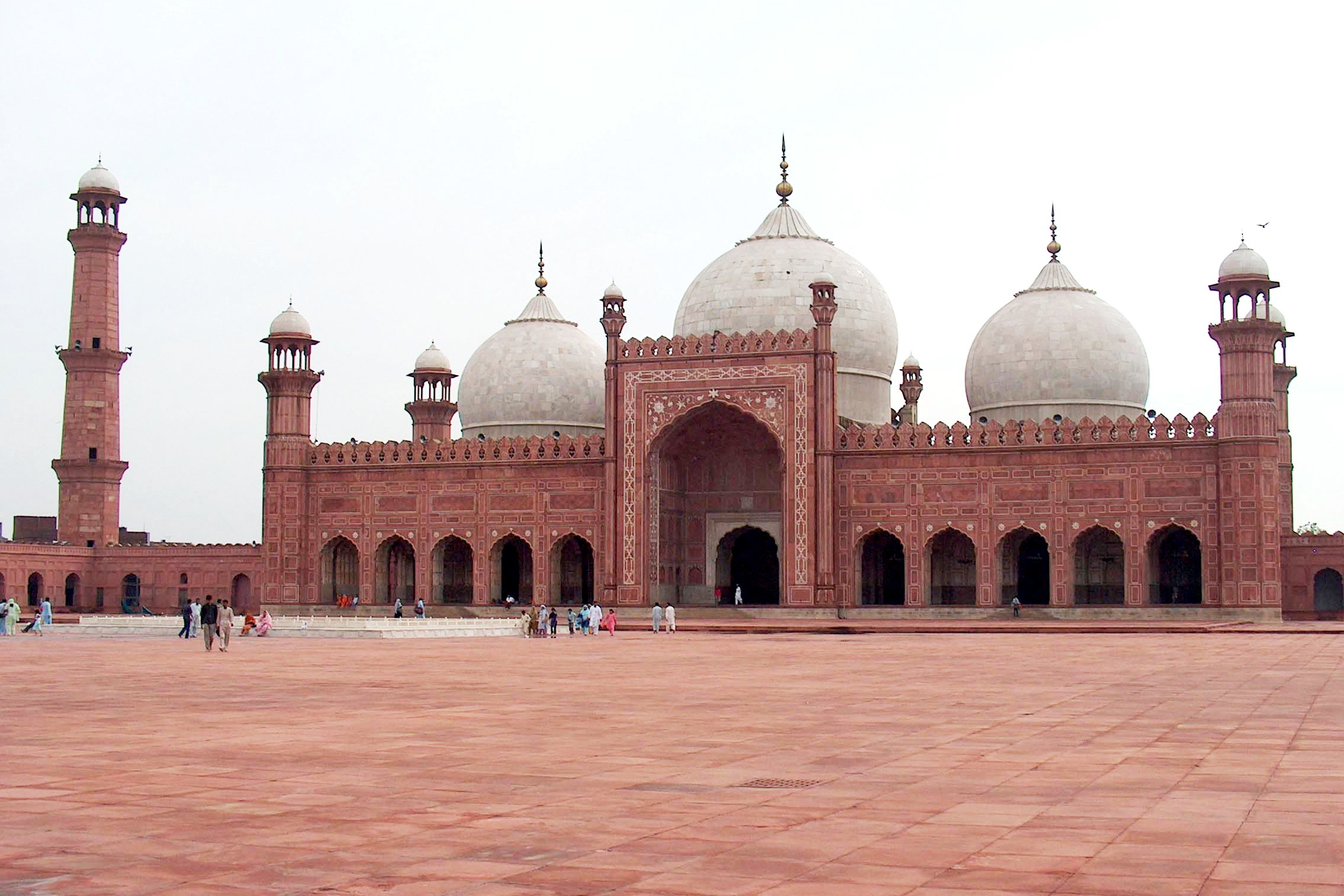
Arhitectura mogulă: Moscheea Badshahi din Lahore (Pakistan)
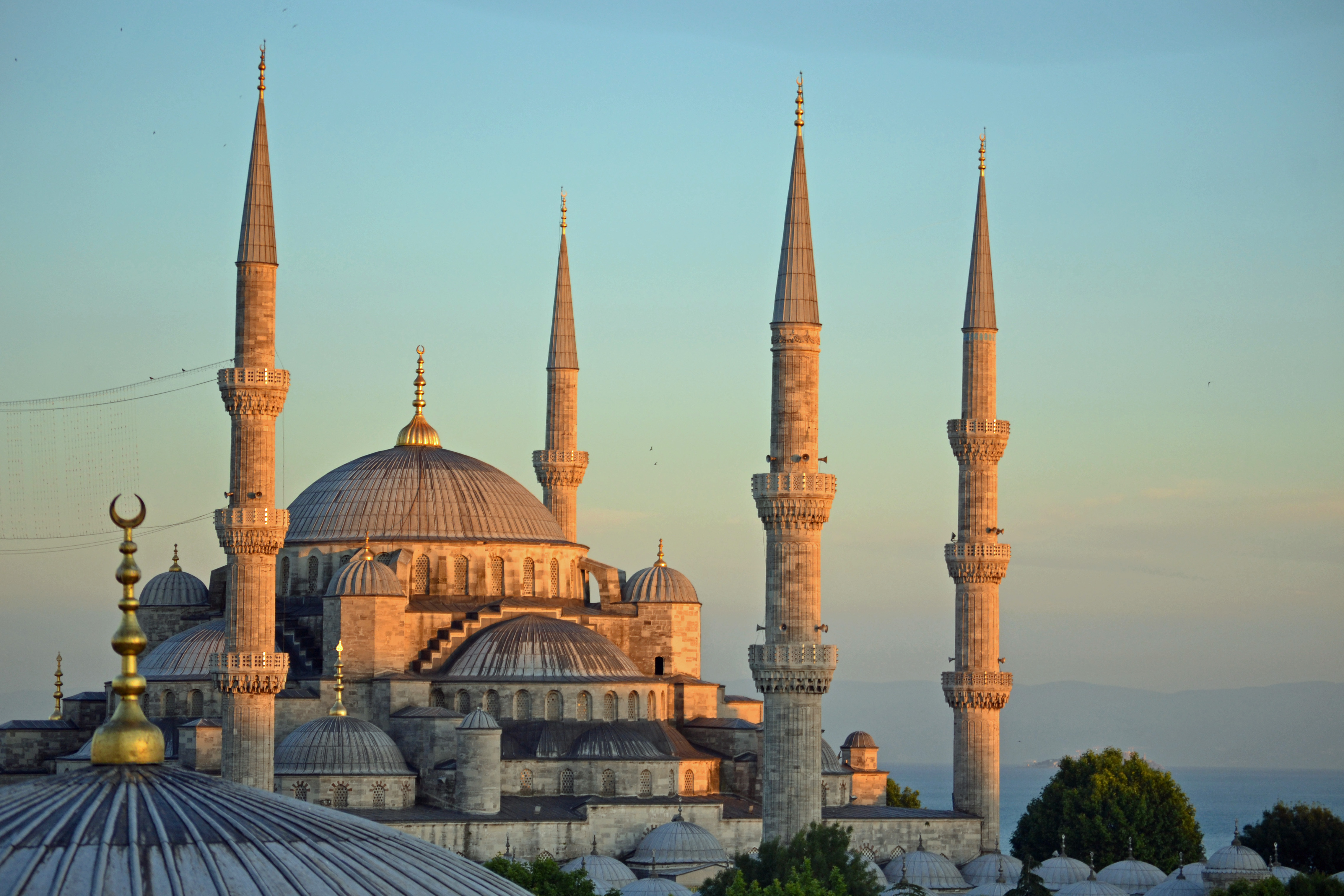
Arhitectura otomană: Moscheea Albastră din Istanbul (Turcia)

Arhitectura islamică a început în secolul al VII-lea d.Hr., încorporând forme arhitecturale din Orientul Mijlociu antic și Bizanț, dar dezvoltând și caracteristici care să se potrivească nevoilor religioase și sociale ale societății. Exemple pot să fie găsite în Orientul Mijlociu, Turcia, Africa de Nord, subcontinentul indian și în părți ale Europei, ca Spania, Albania și țările balcanice, ca urmare a expansiunii Imperiului Otoman.

### Evul Mediu

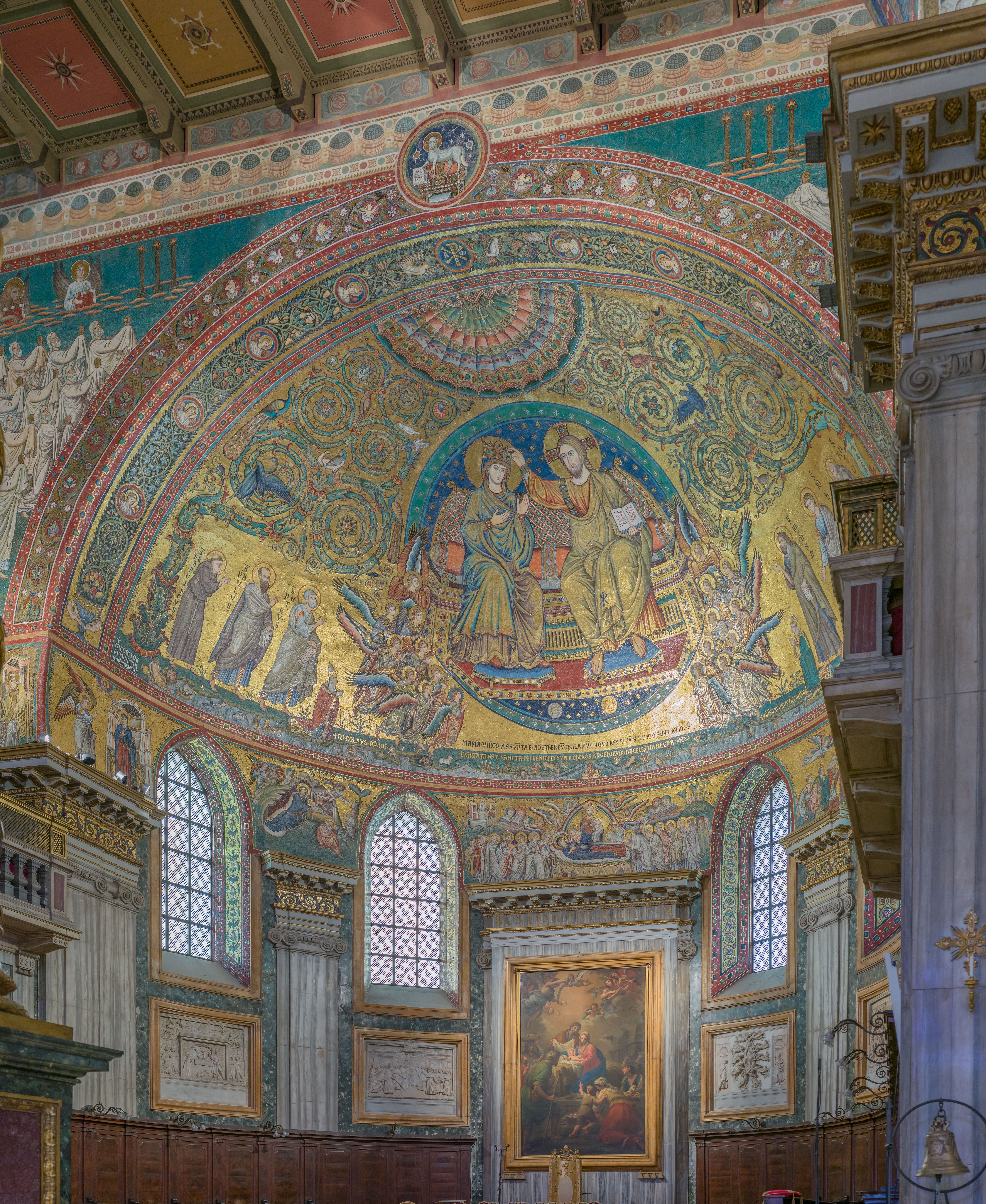
Arhitectura bizantină: Absidă din Santa Maria Maggiore (Roma), decorată cu mozaicuri din secolul al V-lea
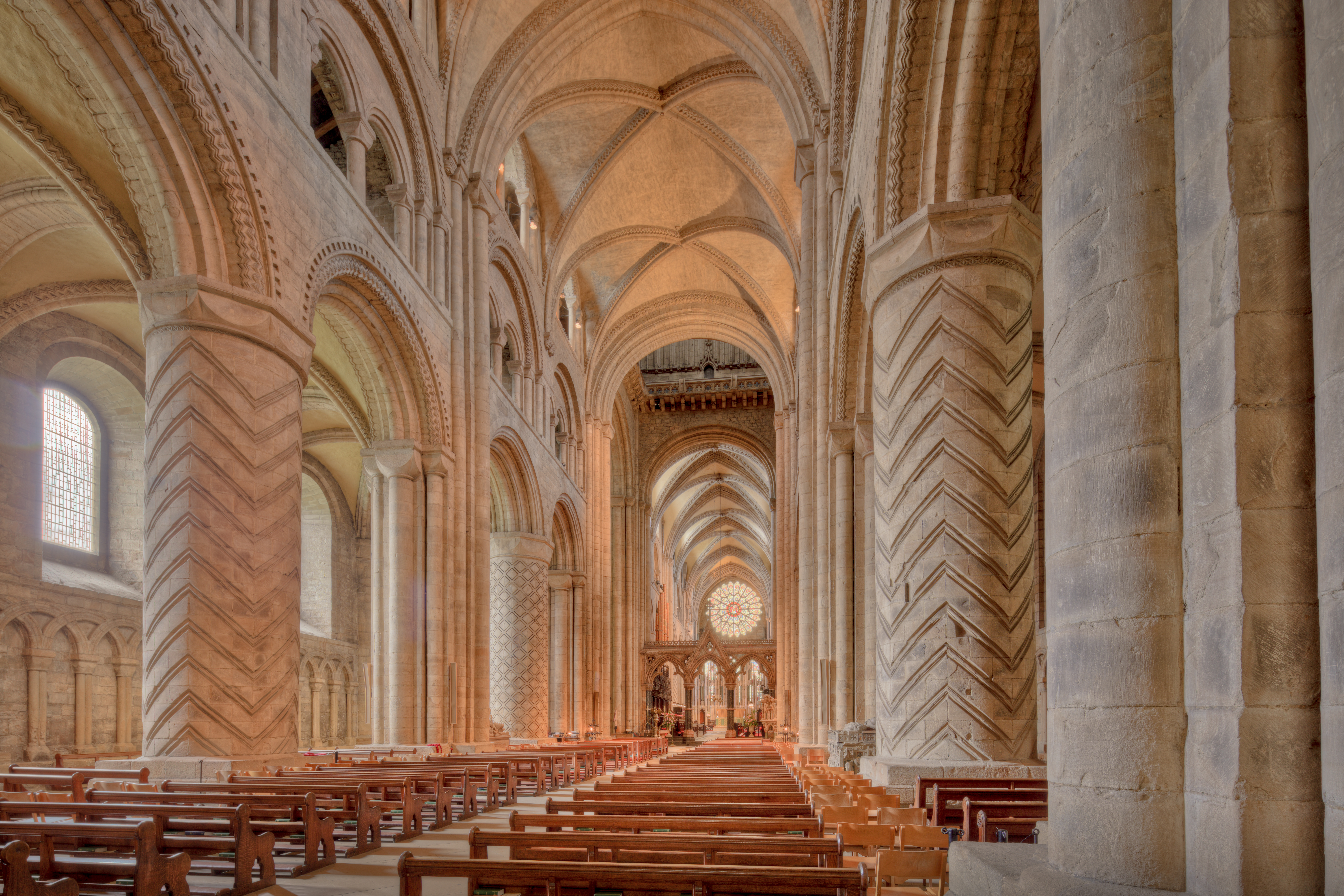
Arhitectura romanică: Interiorul Catedralei din Durham (Durham, Regatul Unit), 1093-1133
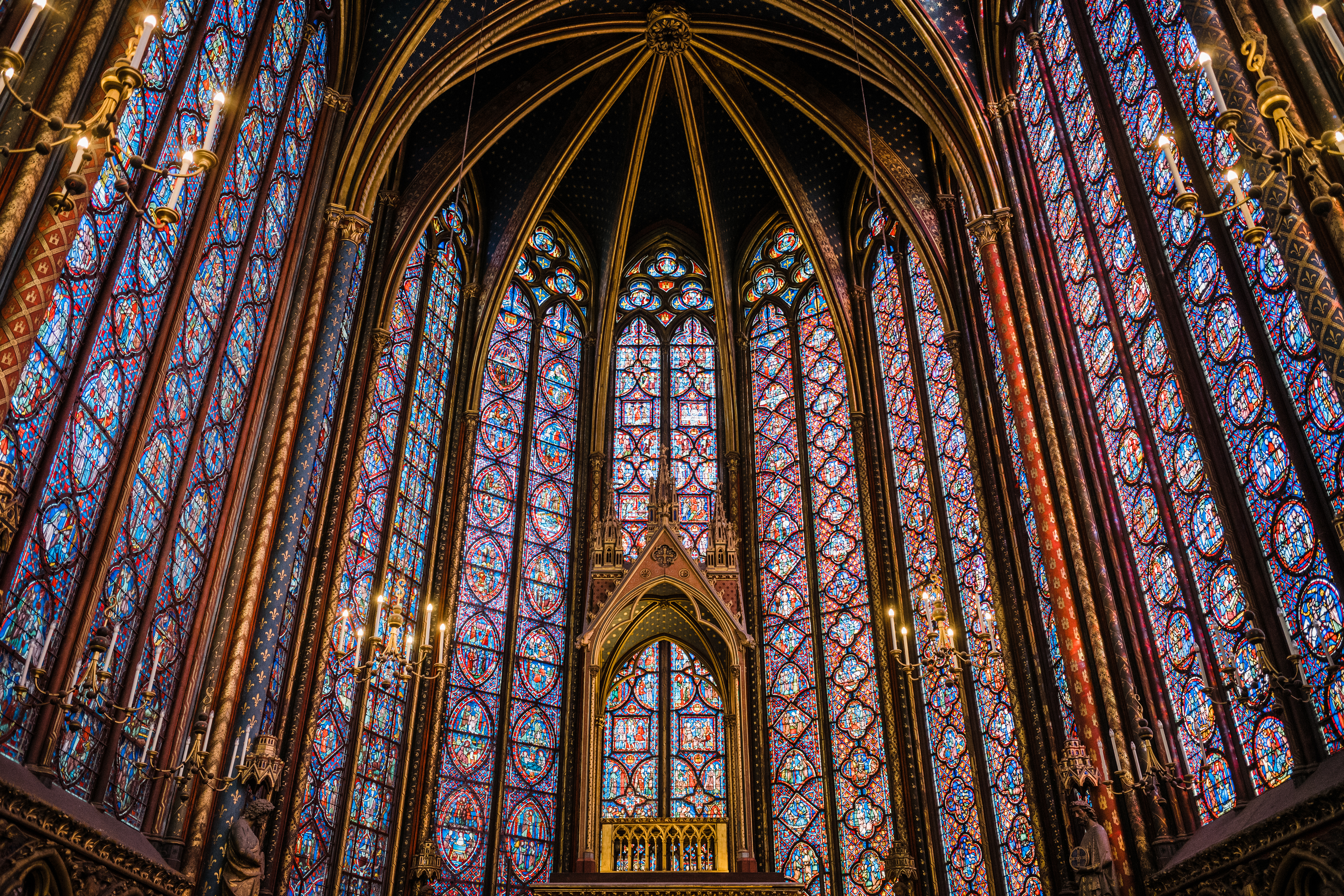
Arhitectura gotică: Vitralii din Sainte-Chapelle (Paris), terminată în 1248, construită în principal între 1194 și 1220
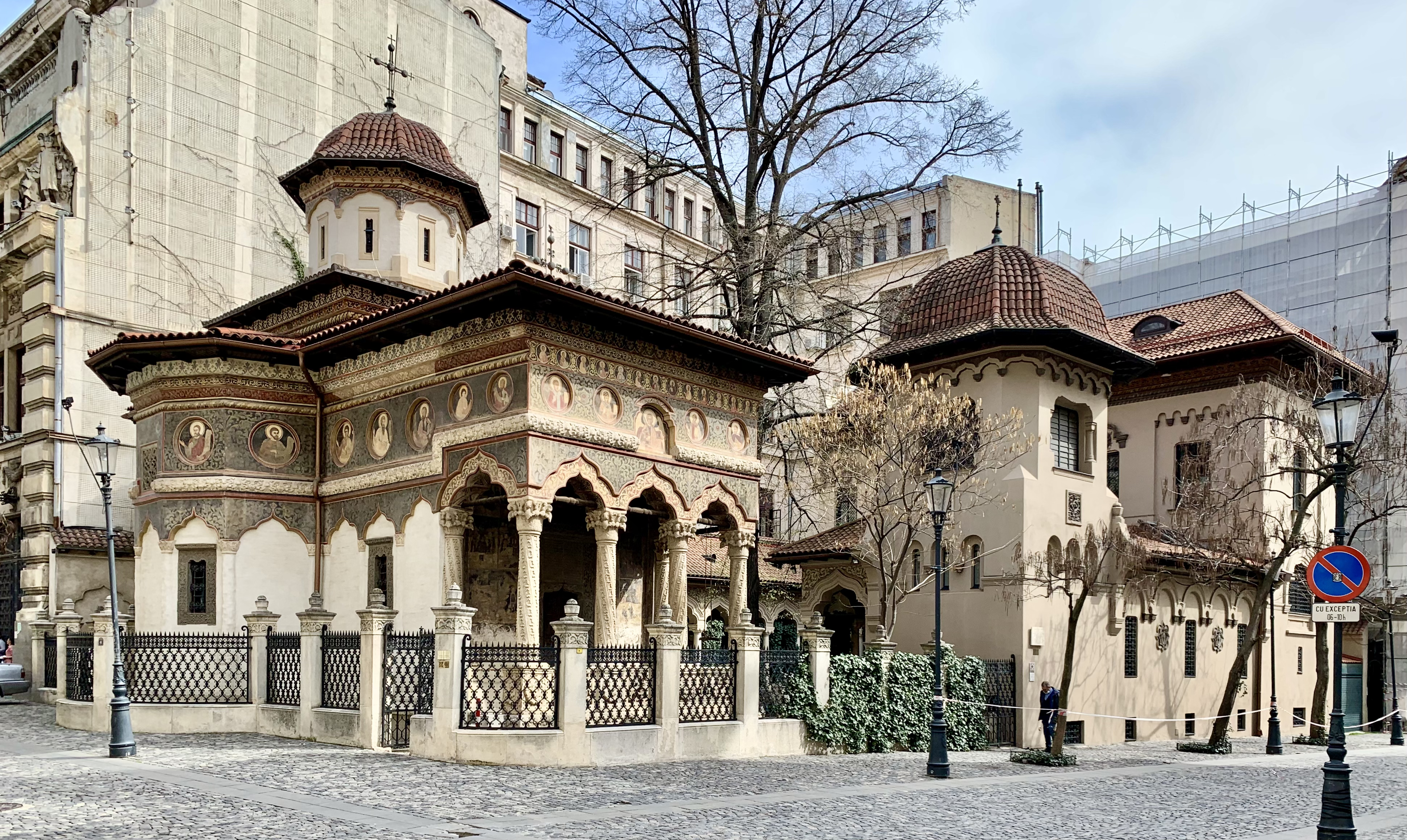
Arhitectura brâncovnească: Biserica Stavropoleos (centrul vechi al Bucureștiului), cu picturi elaborate pe fațade, 1724

În Europa, în perioada medievală, breslele au fost formate de meșteri pentru a-și organiza meseriile, iar contractele scrise au supraviețuit, în special în ceea ce privesc clădirile bisericești. Rolul de arhitect a fost de obicei unul cu cel de maestru zidar, sau Magister lathomorum, așa cum sunt uneori descriși în documentele contemporane.
Principalele lucrări arhitecturale au fost mănăstirile și catedralele. Începând cu aproximativ 900 d.Hr., mișcările atât ale clericilor, cât și ale comercianților au purtat cunoștințe arhitecturale în întreaga Europă, rezultând stilurile paneuropene romanic și gotic.
De asemenea, o parte semnificativă a patrimoniului arhitectural din Evul Mediu constă în numeroasele fortificații de pe continent. De la Balcani la Spania și de la Malta la Estonia, aceste clădiri reprezintă o parte importantă a patrimoniului european.

### Renașterea și arhitectul

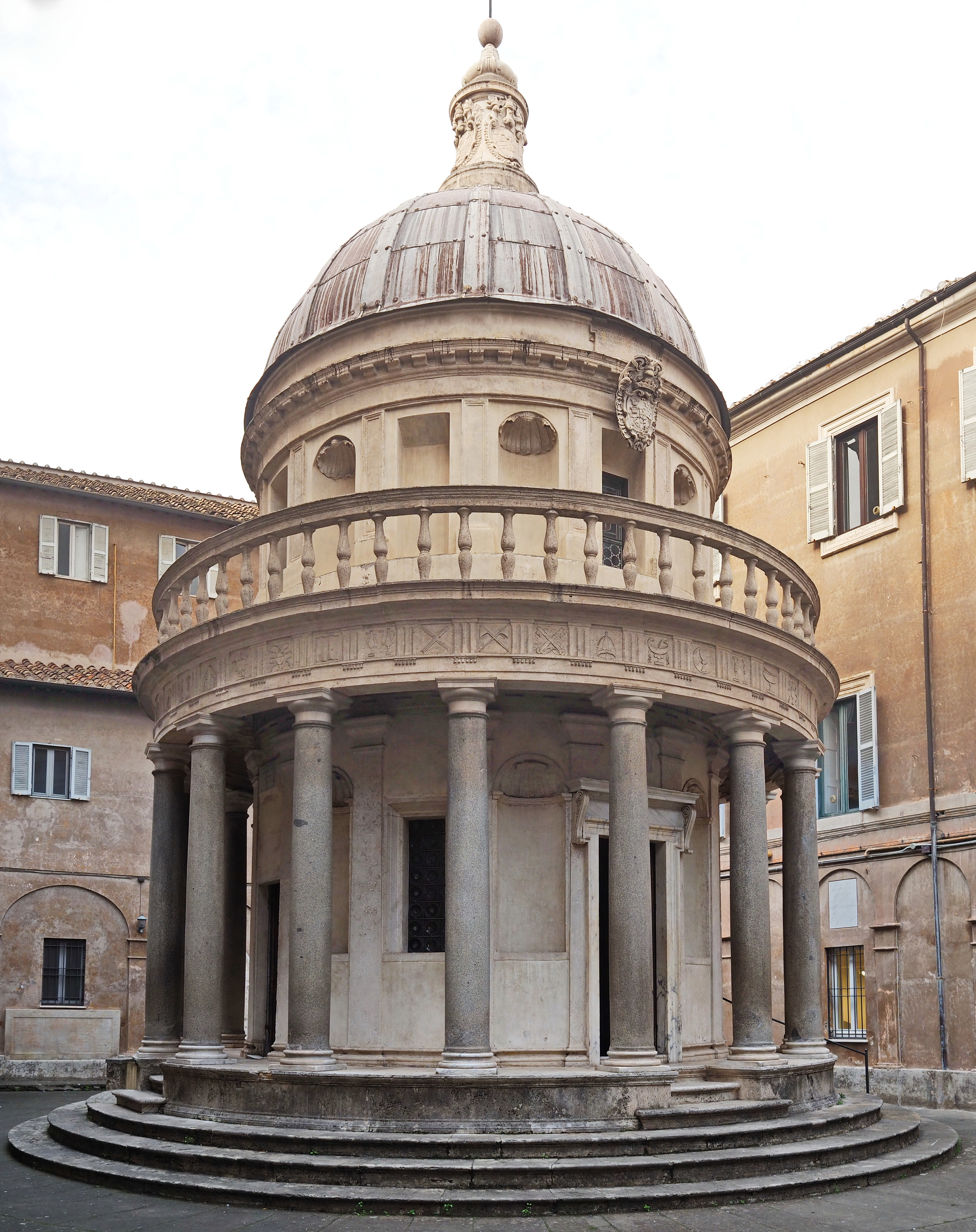
Tempietto (San Pietro in Montorio, Roma), de Donato Bramante, 1444-1514
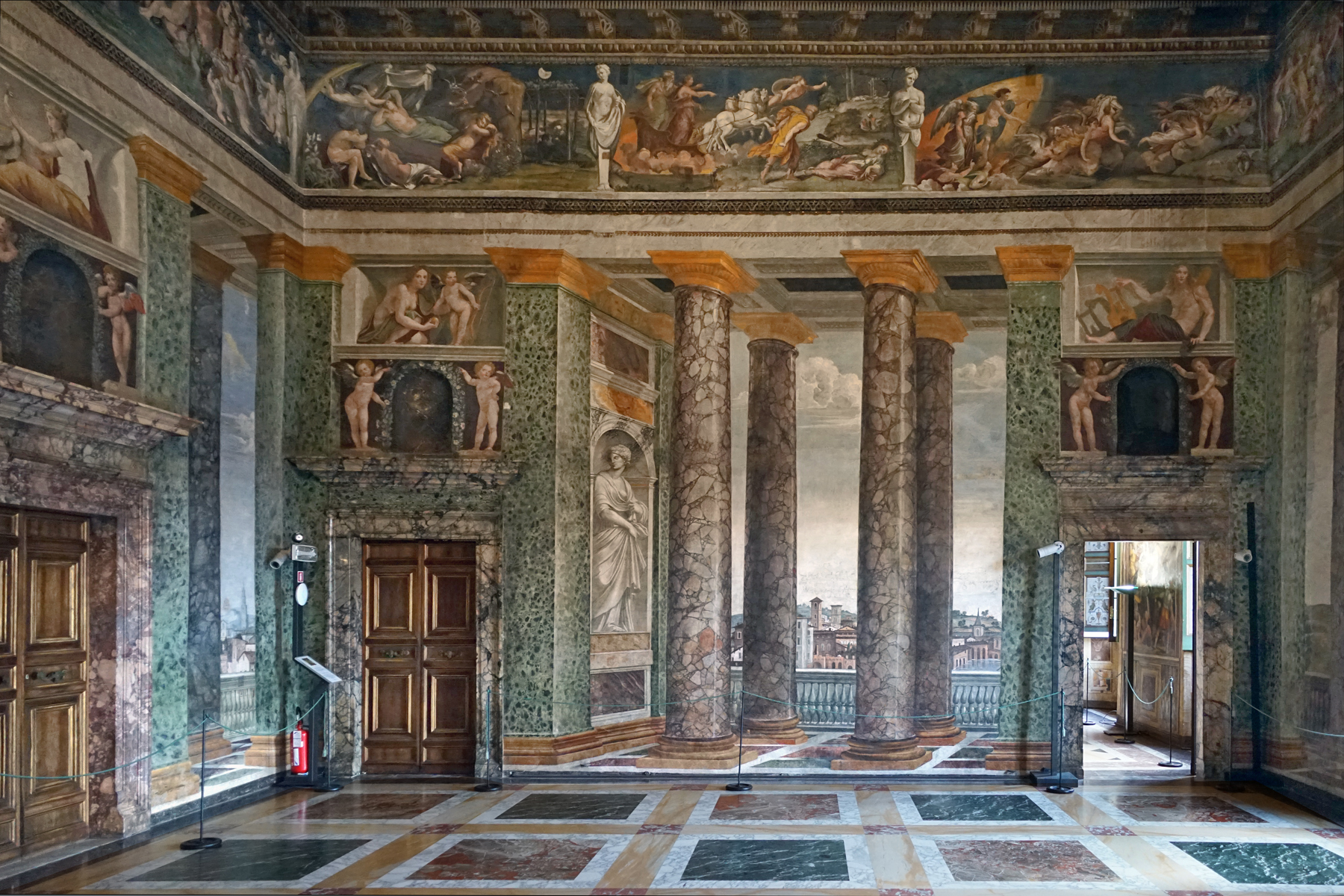
Sala Perspectivei din Vila Farnesina (Roma), de Baldassare Peruzzi, 1505-1510
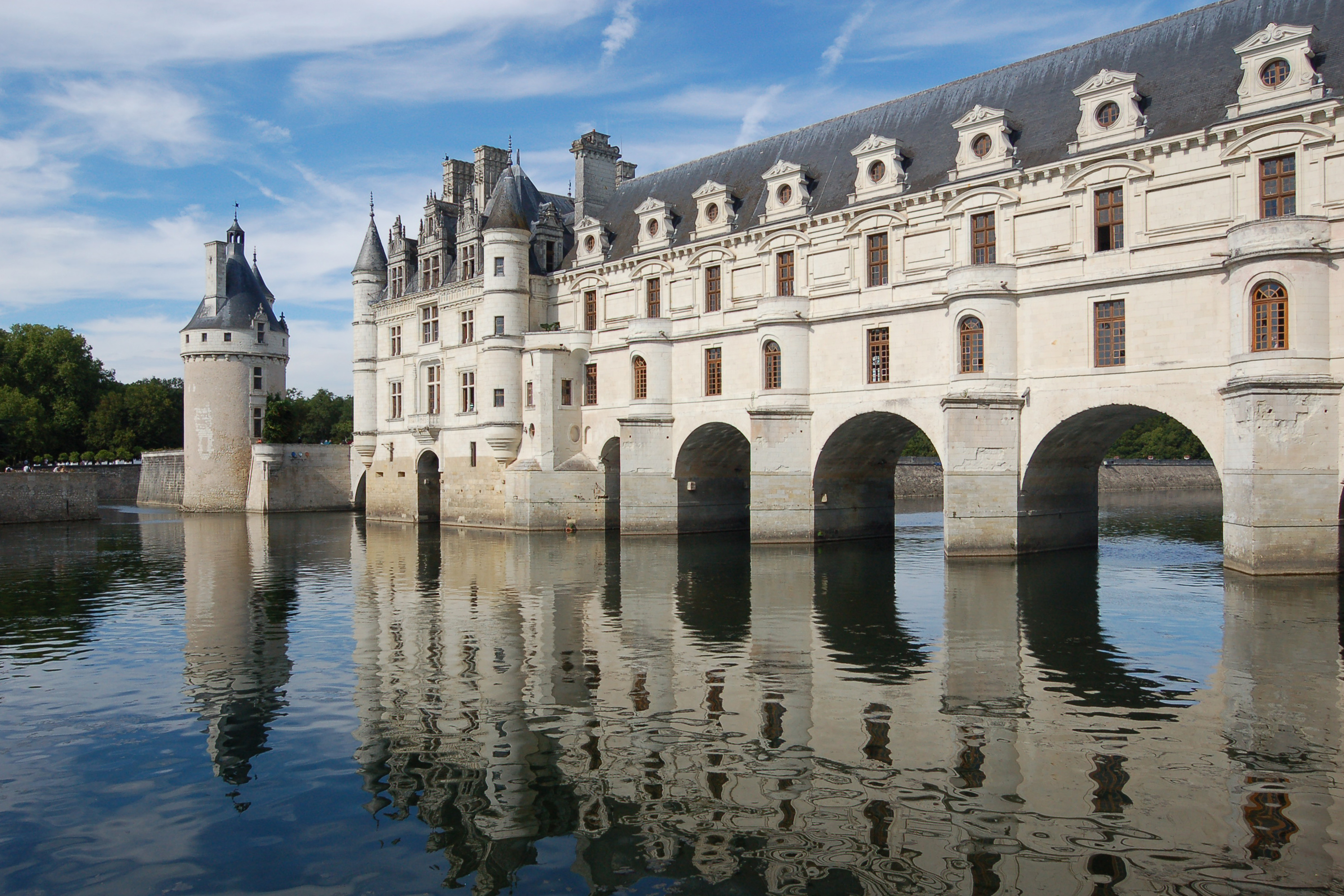
Castelul Chenonceau (Franța), de Philibert de l'Orme, 1576
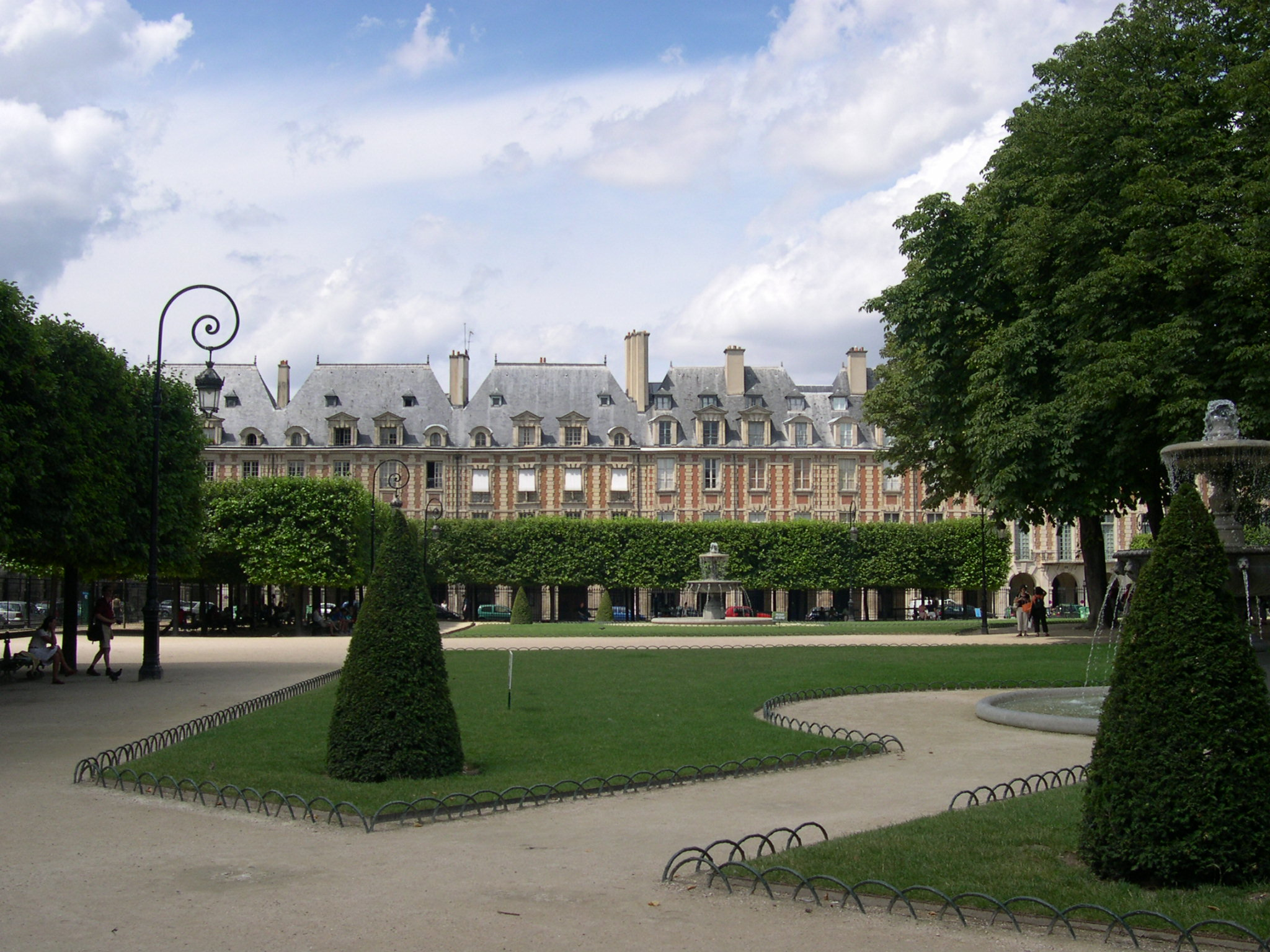
Place des Vosges (Paris), un exemplu de arhitectură în stilul Henric al IV-lea, de Claude Chastillon, 1612
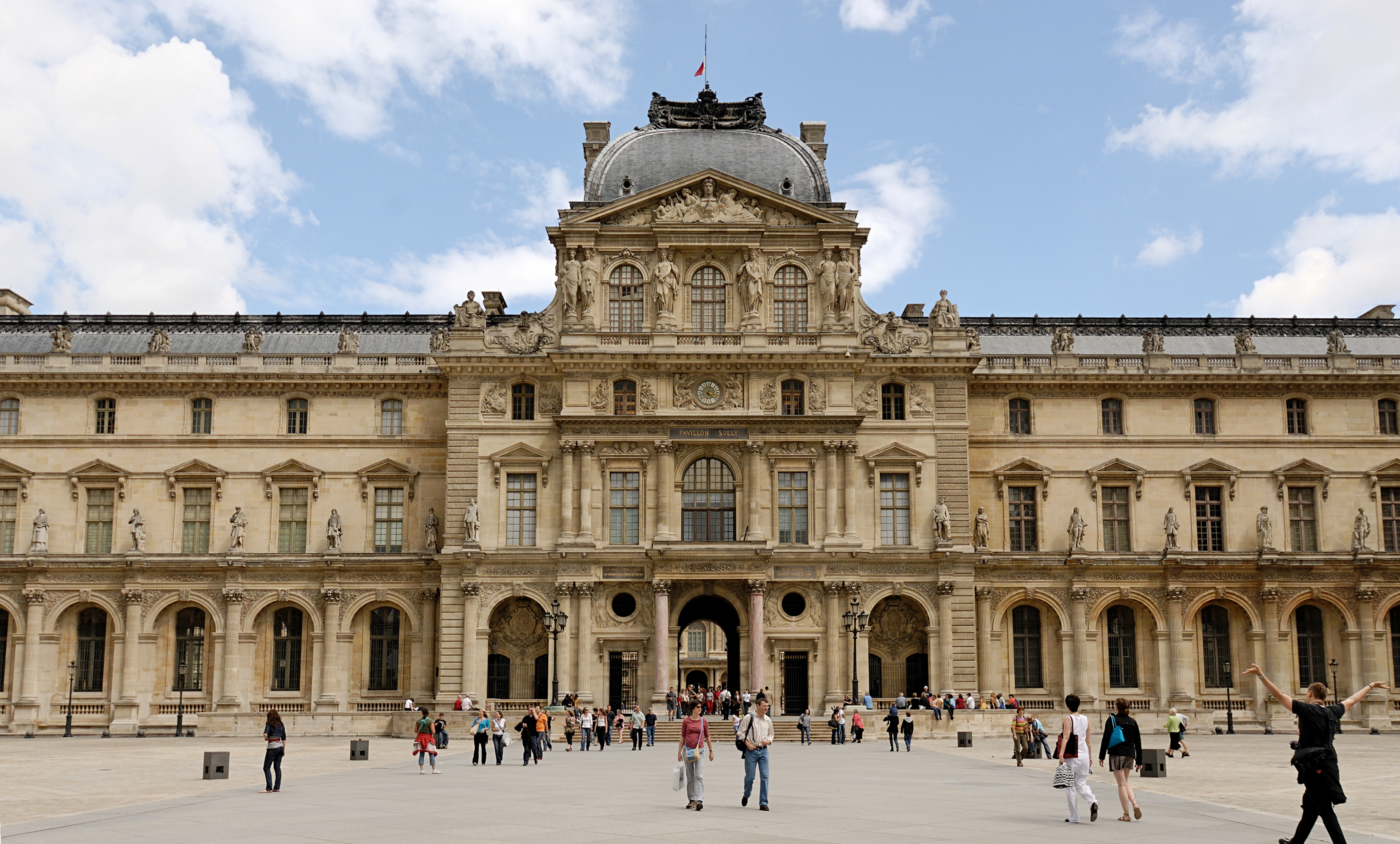
Pavillon de l'Horloge (Paris), de Jacques Lemercier, circa 1640

În Europa renascentistă, începând cu aproximativ 1400, a existat o renaștere a învățării clasice însoțită de dezvoltarea umanismului renascentist, care a pus un accent mai mare pe rolul individului în societate decât a fost cazul în Evul Mediu. Clădirile au fost atribuite unor arhitecți anume - Brunelleschi, Alberti, Michelangelo, Palladio - iar cultul individului a început. Încă nu exista o linie de separare între artist, arhitect și inginer sau oricare dintre vocațiile aferente, iar denumirea era adesea una de preferință regională.
O renaștere a stilului clasic în arhitectură a fost însoțită de o înflorire a științei și ingineriei, care a afectat proporțiile și structura clădirilor. În această etapă, era încă posibil pentru un artist să proiecteze o punte, deoarece nivelul calculelor structurale implicate se afla în sfera generalistului.

### Perioada modernă timpurie și cea industrială

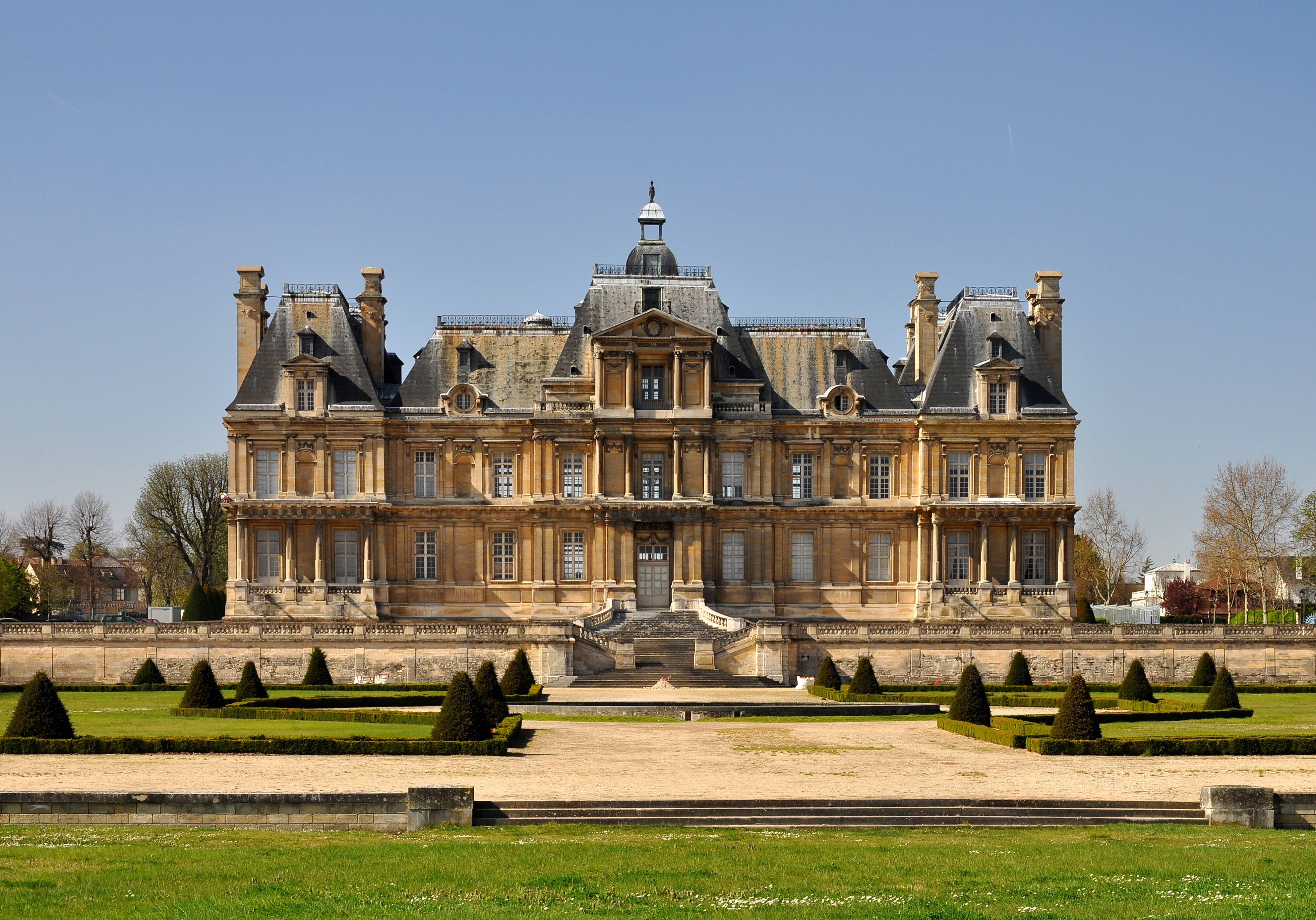
Arhitectura barocă: Château de Maisons (Franța), de François Mansart, 1630–1651
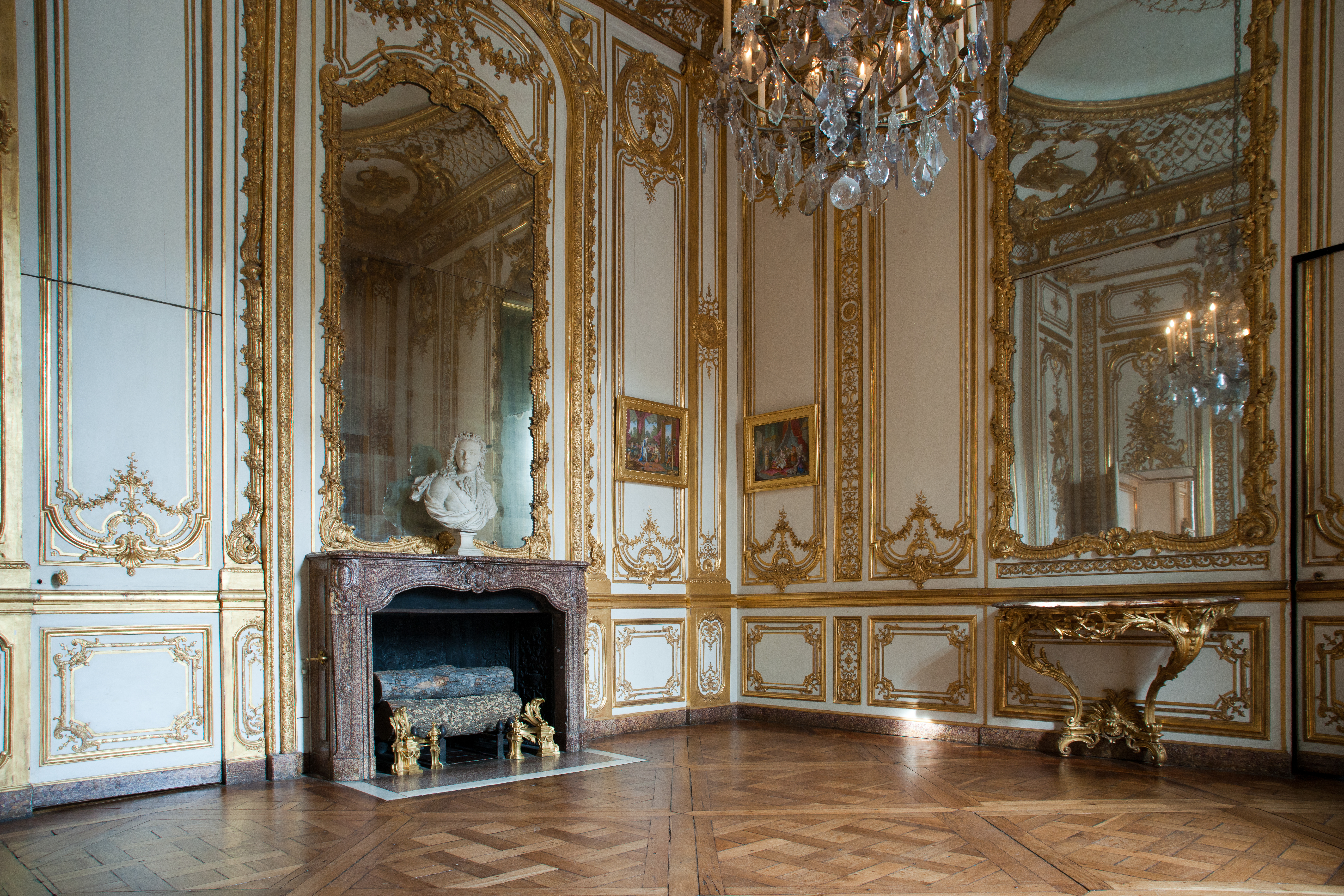
Arhitectura rococo: Pièce de la vaisselle d'or (Palatul de la Versailles, Versailles, Franța)
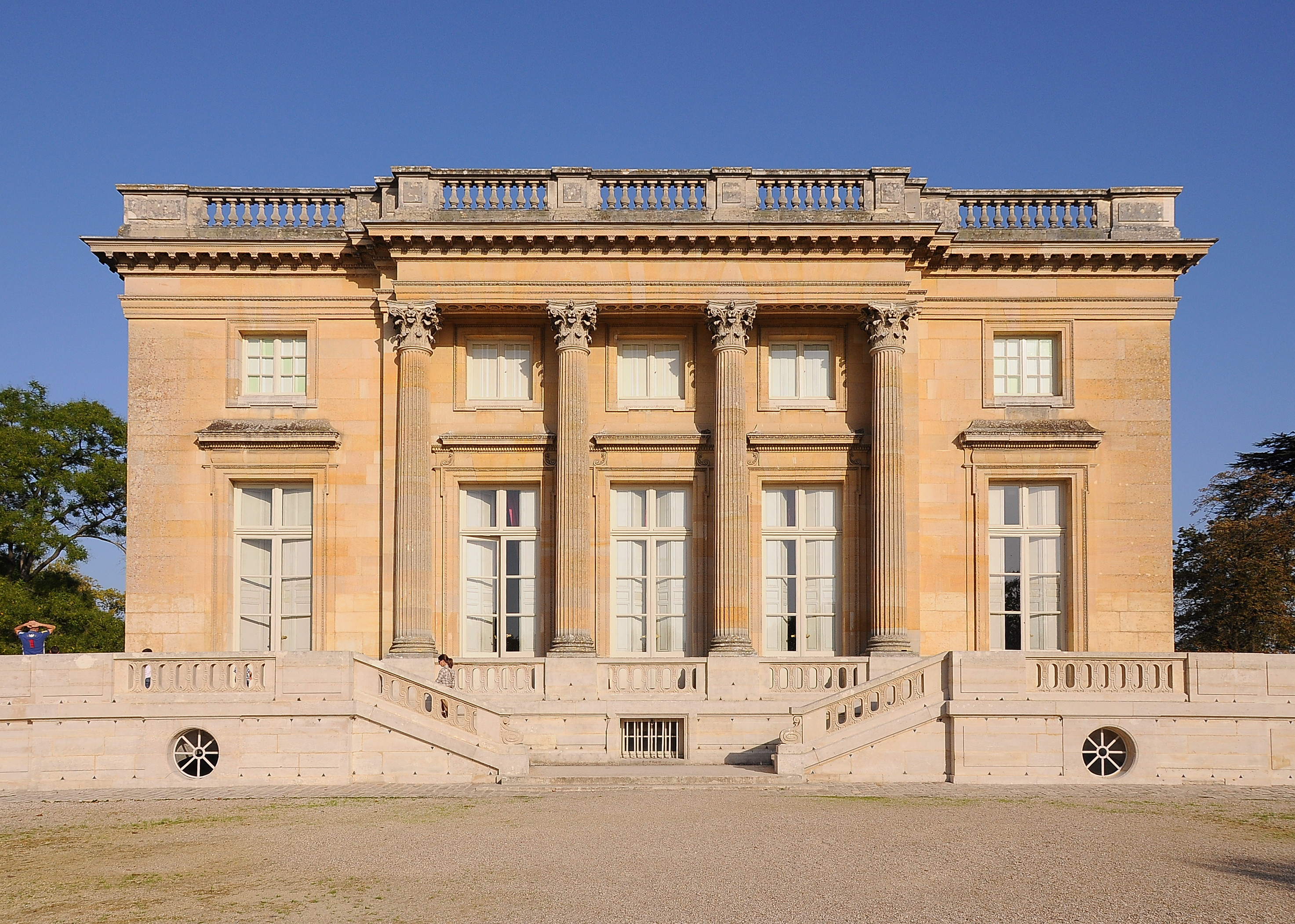
Arhitectura neoclasică: Fațada de vest a Micului Trianon (Versailles), 1764, de Ange-Jacques Gabriel
Arhitectura istoricistă (în cazul ăsta neogotică) - Interiorul Bisericii Tuturor Sfinților (Londra), 1850-1859, de William Butterfield
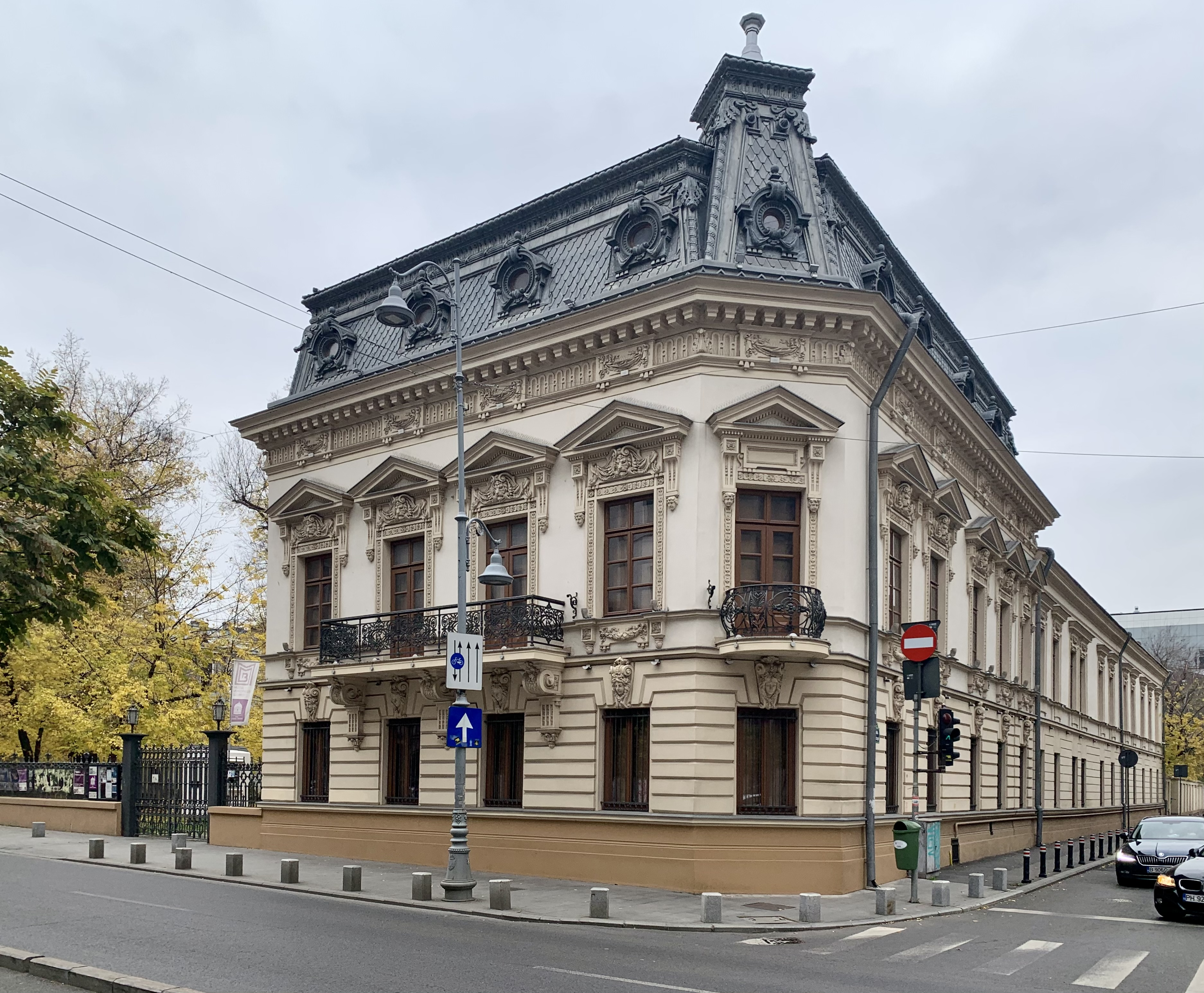
Arhitectura eclectică clasicistă din secolul al XIX-lea: Muzeul Vârstelor de pe Calea Victoriei (București), secolul 19 târziu, arhitect necunoscut
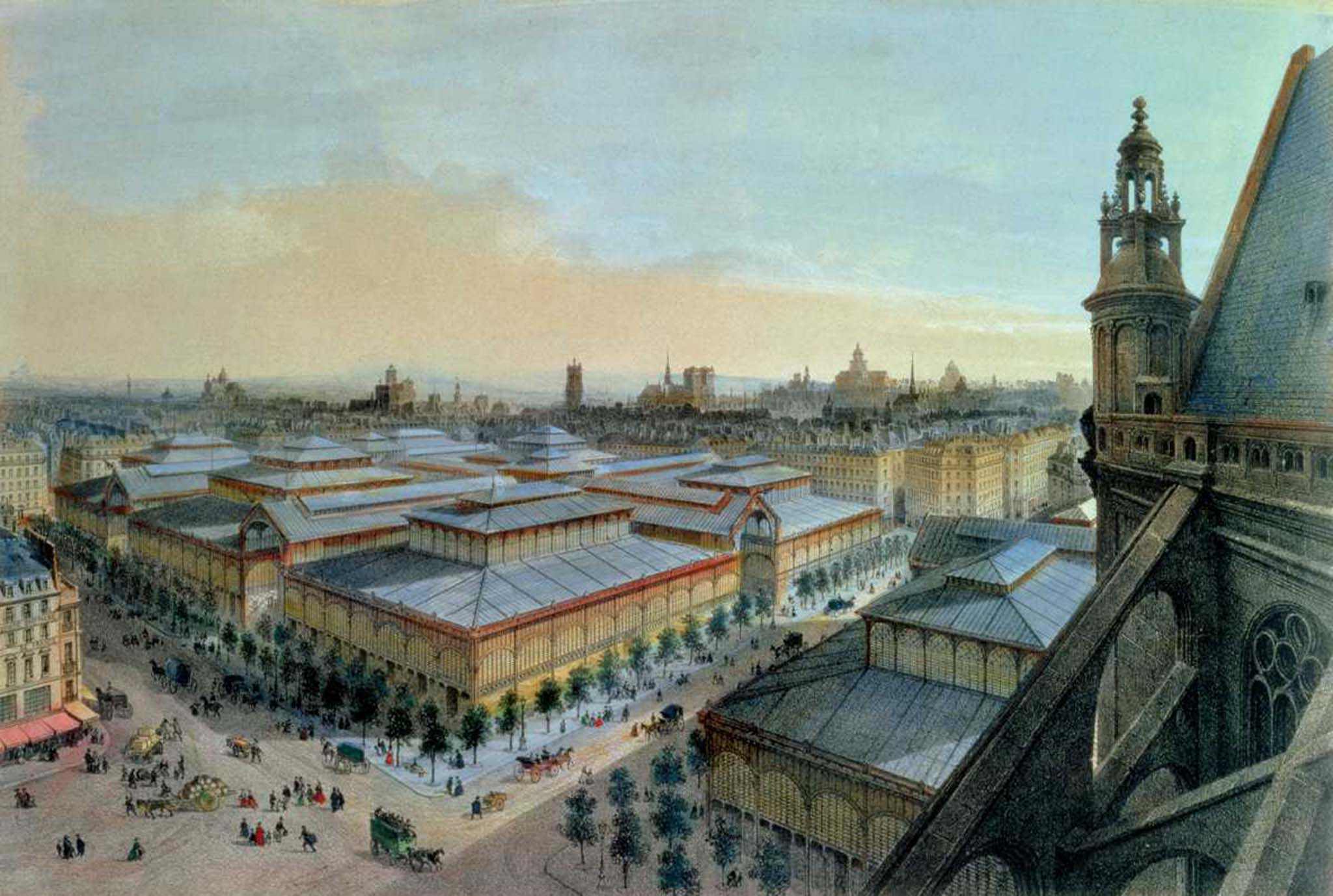
Arhitectura industrială din secolul al XIX-lea: Les Halles (Paris), 1850s-distruse în 1971, de Victor Baltard
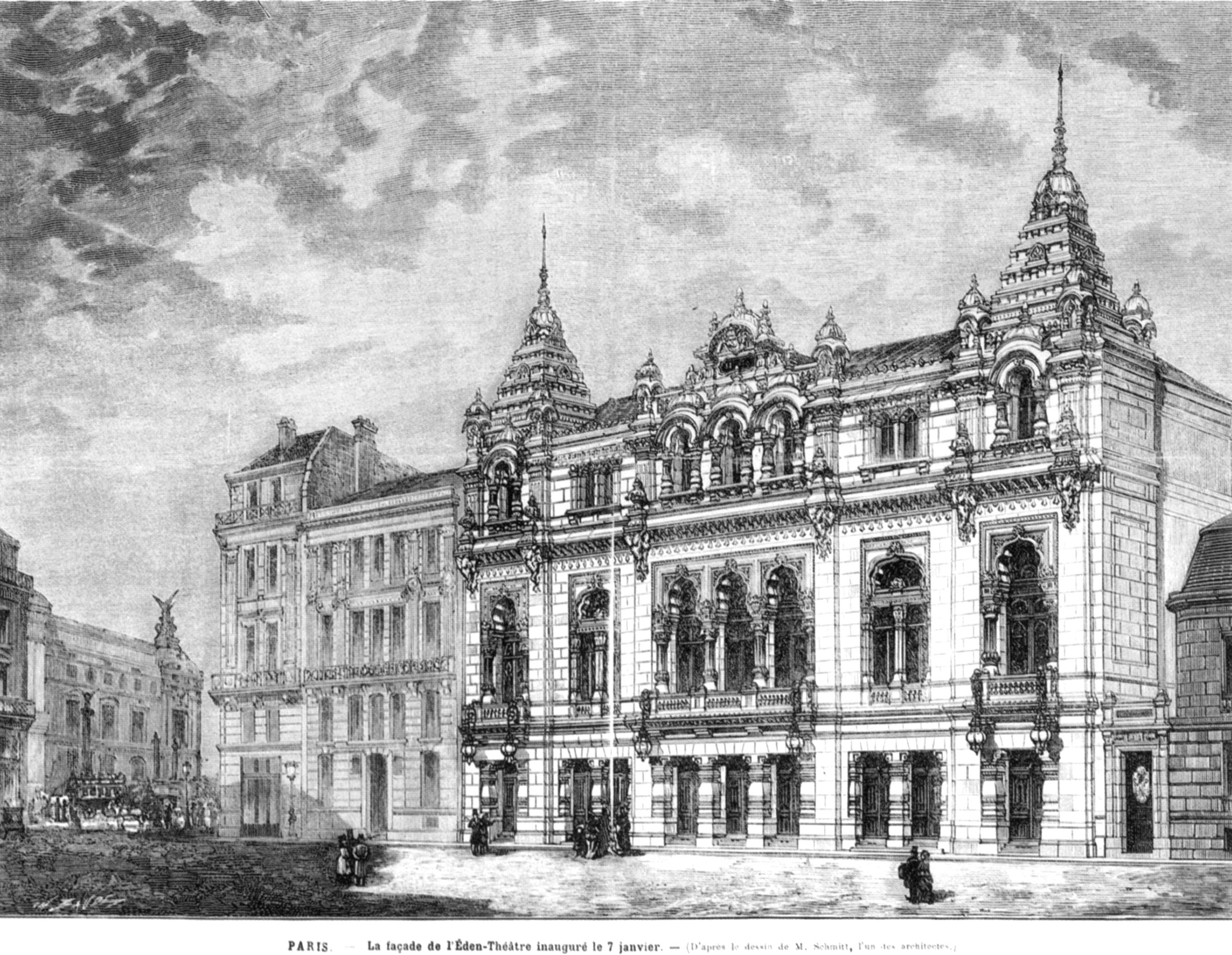
Arhitectura orientalistă: Éden-Théâtre (Paris), începutul anilor 1880 și din păcate demolat în 1895, de William Klein și Albert Duclos
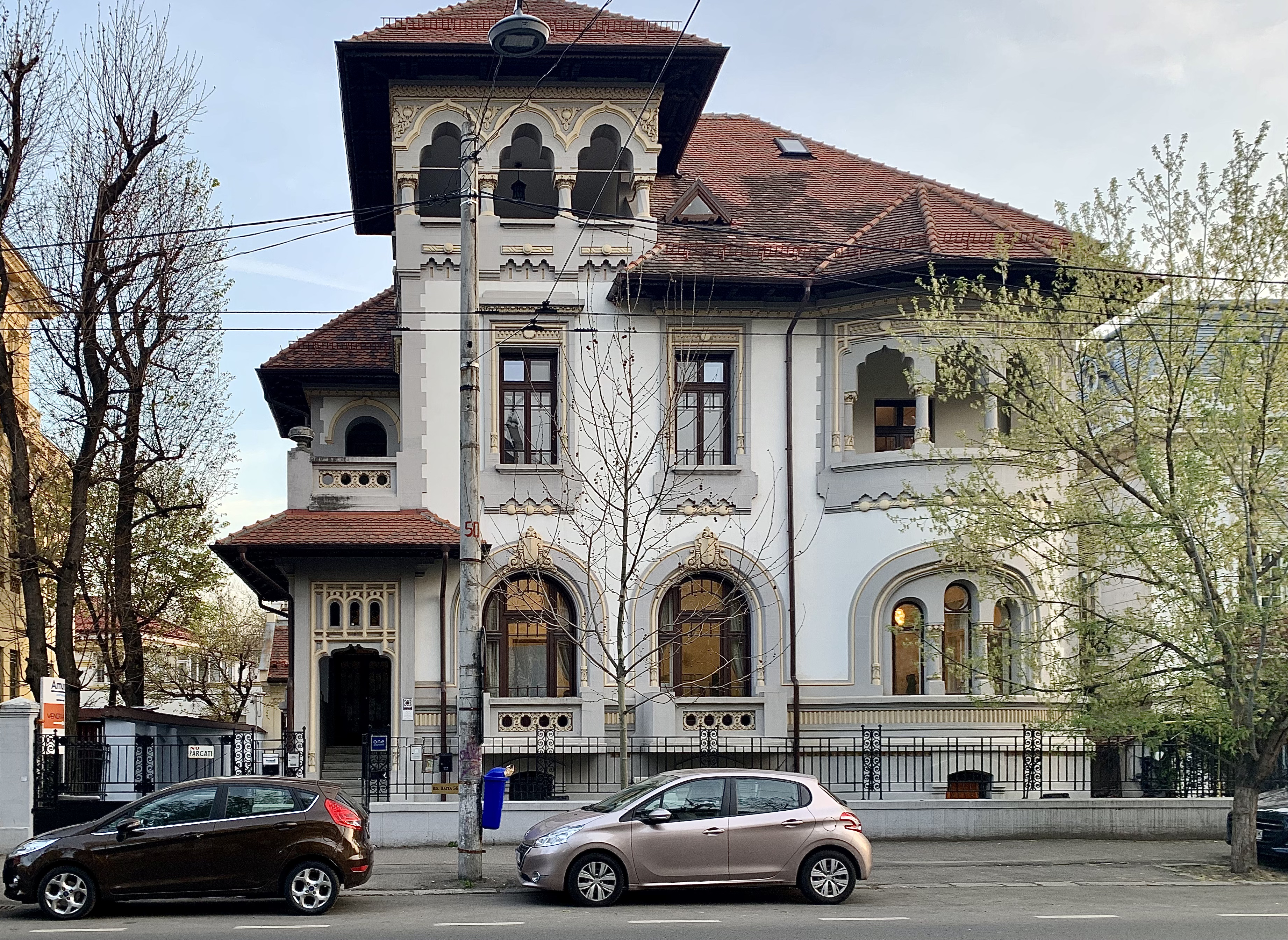
Arhitectura reviviscentă a unui stil național (în cazul ăsta neoromânesc): Casa C.N. Câmpeanu de pe Bulevardul Dacia (București), c.1923, de Constantin Nănescu
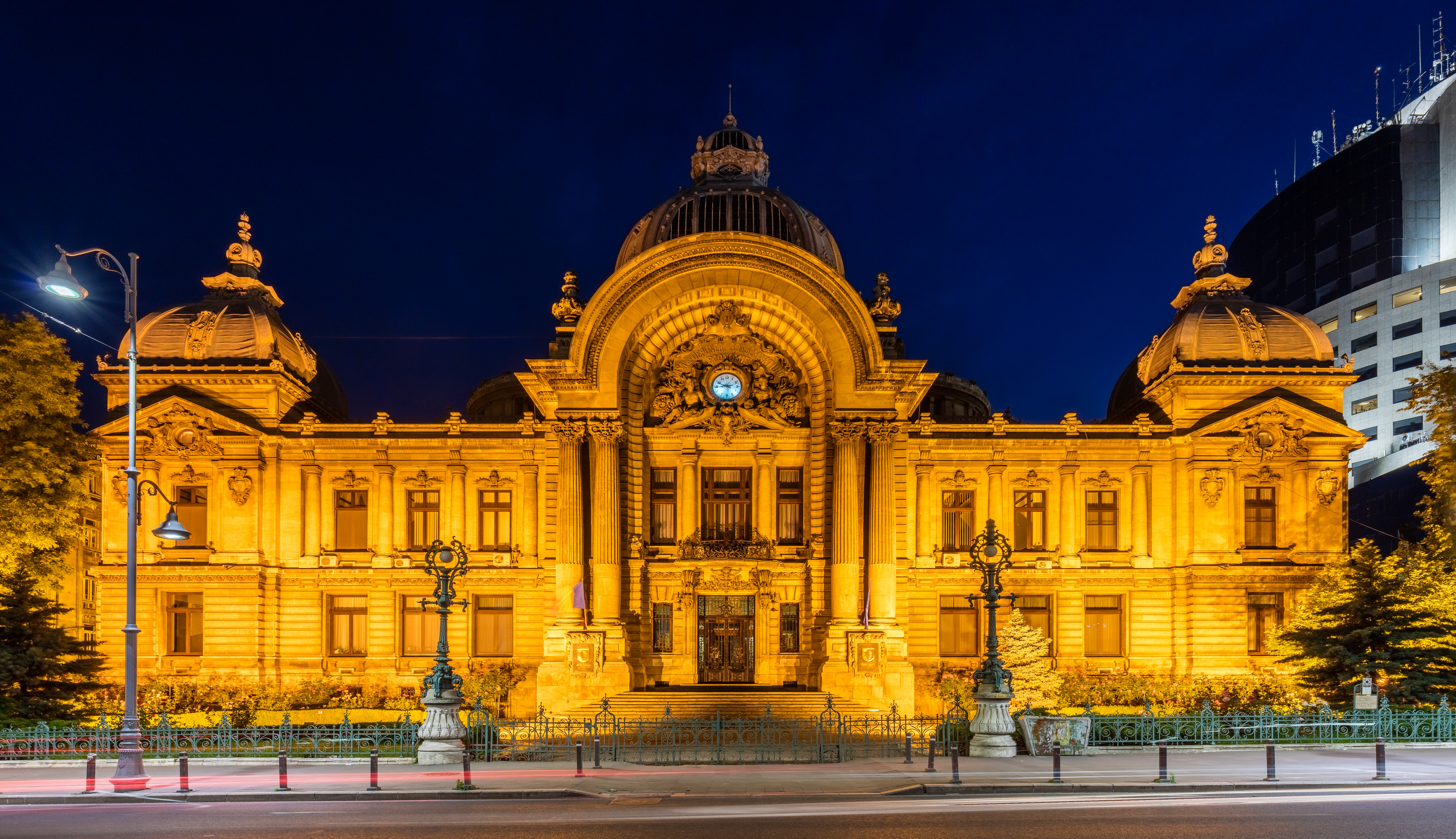
Arhitectura Beaux-Arts: Palatul CEC de pe Calea Victoriei (București), 8 iunie 1897-1900, de Paul Gottereau
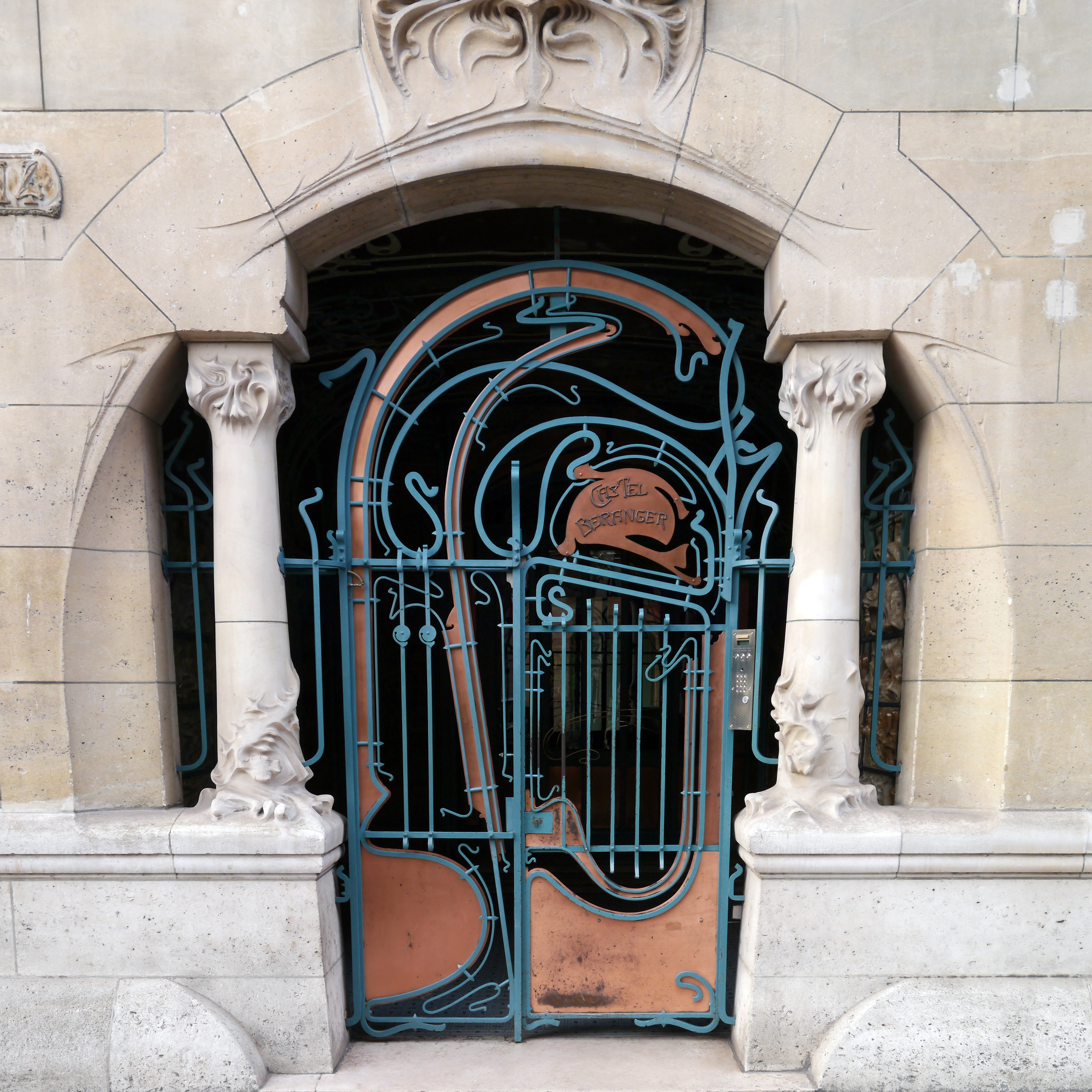
Arhitectura Art Nouveau: Intrare a Castelului Béranger (Paris), 1895–1898, de Hector Guimard

Odată cu cunoștințele în curs de dezvoltare din domeniile științifice și apariția noilor materiale și tehnologii, arhitectura și ingineria au început să se separe, iar arhitectul a început să se concentreze asupra aspectelor estetice și umaniste, adesea în detrimentul aspectelor tehnice ale proiectării clădirilor. A existat, de asemenea, apariția „arhitectului gentleman” care se ocupa de obicei cu clienții bogați și se concentra în mod predominant pe calitățile vizuale derivate de obicei din prototipurile istorice, tipificate de numeroasele case de țară din Marea Britanie care au fost create în stilurile neogotic sau scoțian baronial. Formarea arhitecturală formală din secolul al XIX-lea, de exemplu la École des Beaux-Arts din Franța, a acordat mult accent producției de desene frumoase și puțin contextului și fezabilității.
Între timp, Revoluția Industrială a deschis ușa producției și consumului de masă. Estetica a devenit un criteriu pentru clasa de mijloc, deoarece produsele ornamentate, odată create doar de meșteșugari costisitori, au devenit mai ieftine și produse de mașinării.
Arhitectura vernaculară a devenit din ce în ce mai ornamentală. Constructorii de case pot să folosească folosi designul arhitectural actual în munca lor prin combinarea caracteristicilor găsite în cărțile cu ornamente și modele, și în revistele de arhitectură.

### Modernismul

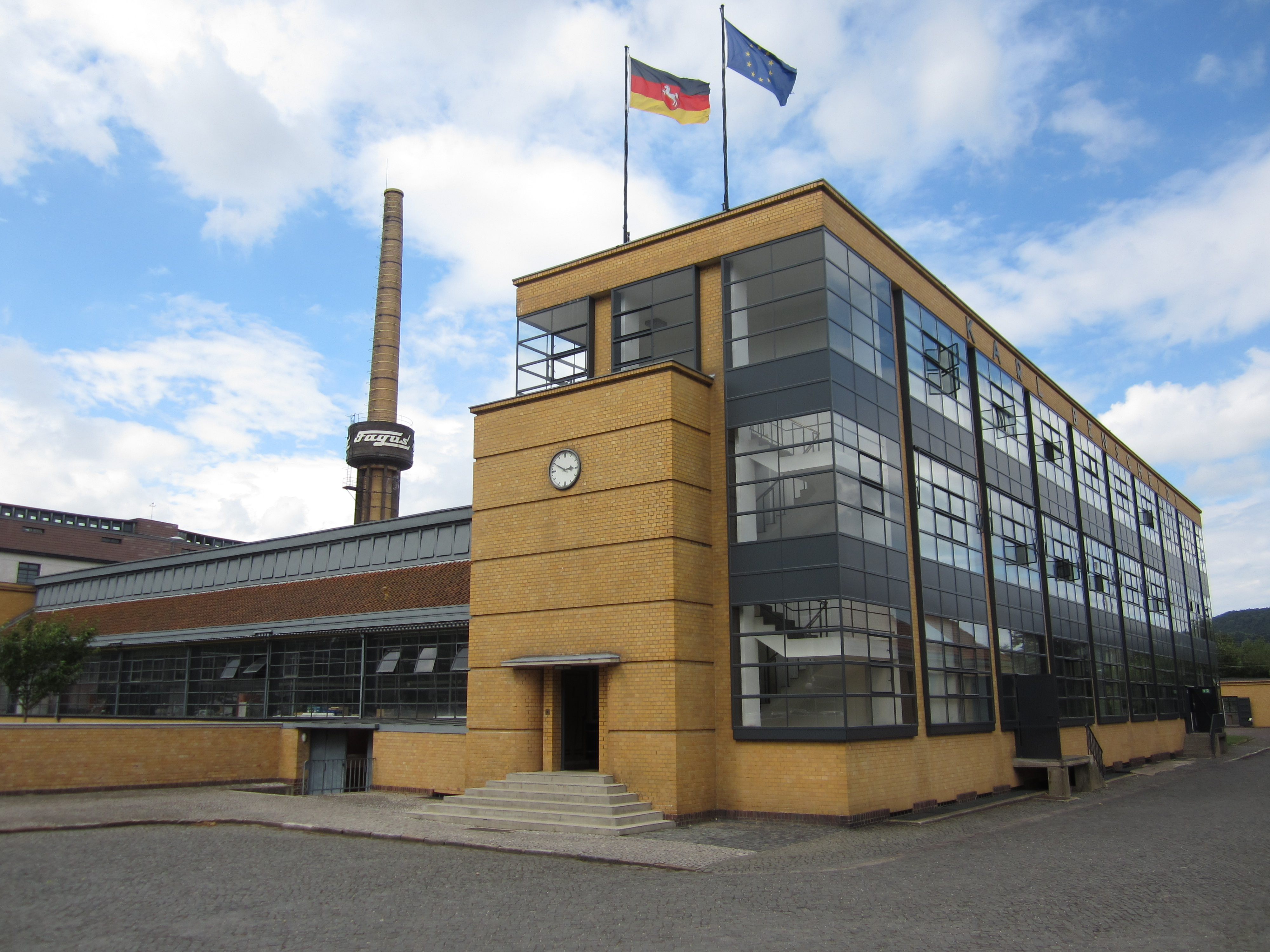
Arhitectura modernă timpurie: Fabrica Fagus (Alfeld, Germania), 1911, de Walter Gropius
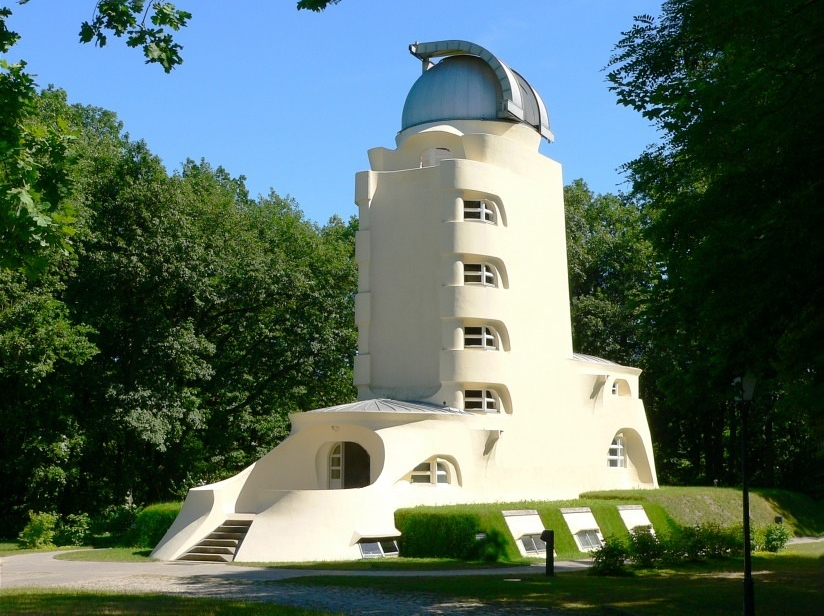
Arhitectura expresionistă: Turnul Einstein (Potsdam, aproape de Berlin), 1919–1922, de Erich Mendelsohn
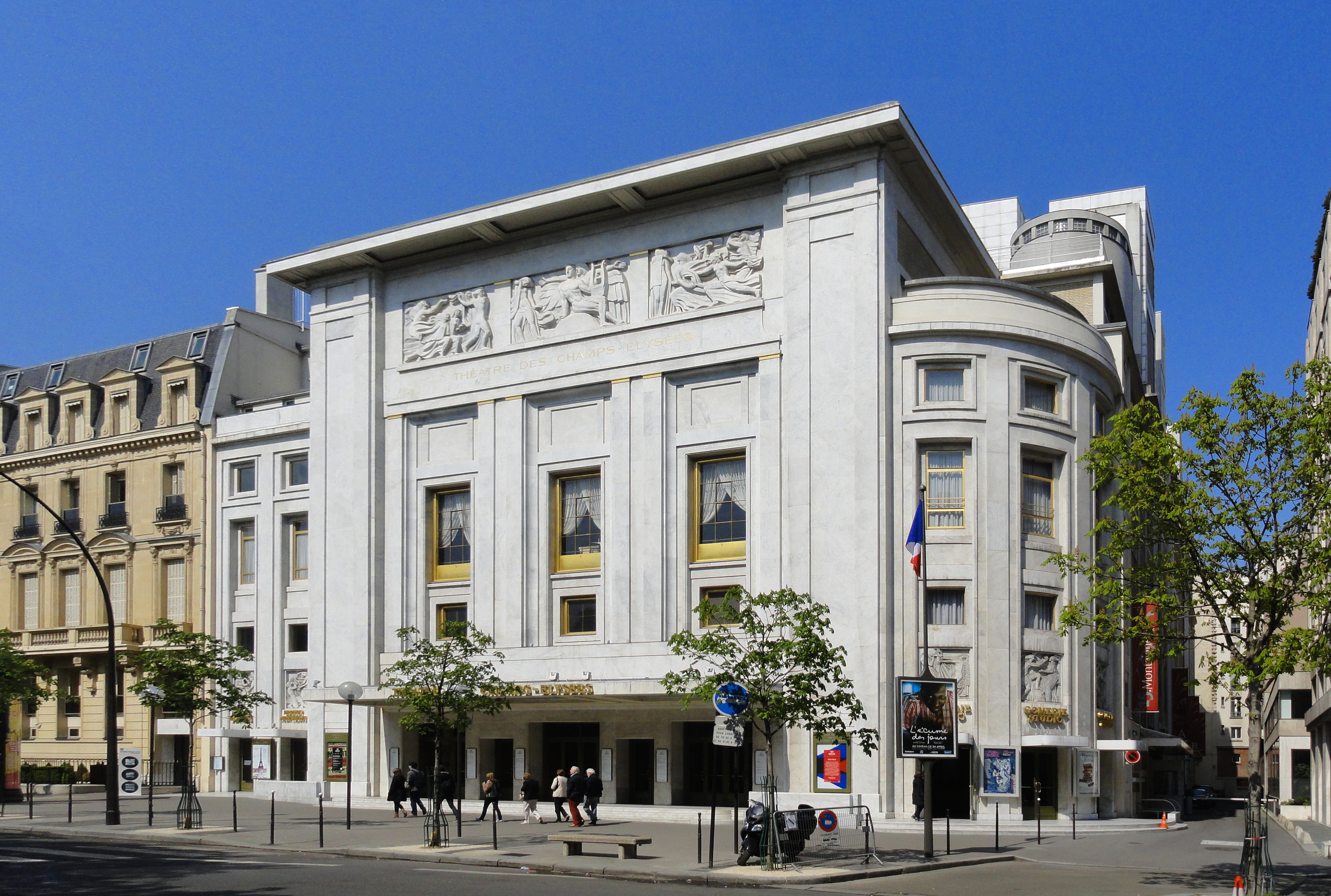
Arhitectura Art Deco: Théâtre des Champs-Élysées (Paris), 1910–1913, de Auguste Perret
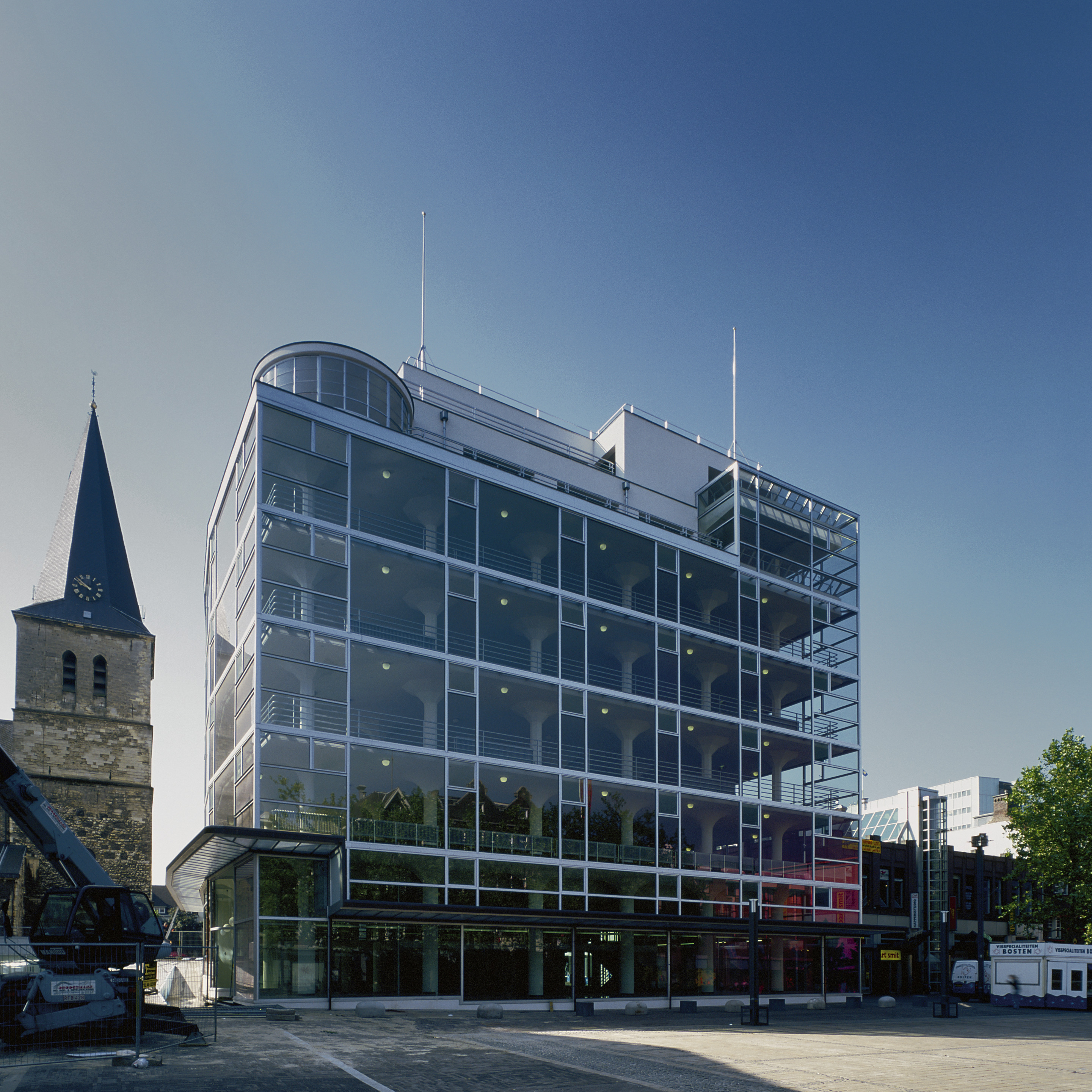
Stilul internațional: Glaspaleis (Heerlen, Țările de Jos), 1934–1935, de Frits Peutz and Philip Johnson

La începutul secolului al XX-lea, nemulțumirea generală față de accentul pus pe arhitectura reviviscentă și decorarea elaborată a dat naștere la multe noi linii de gândire care au servit ca precursori ai arhitecturii moderne. Printre acestea e și Deutscher Werkbund, o asociație formată în 1907 pentru a produce obiecte fabricate de mașini de o calitate mai bună. Creșterea profesiei de design industrial este de obicei plasată aici. În urma acestui exemplu, școala Bauhaus, fondată la Weimar (Germania) în 1919, a redefinit limitele arhitecturale stabilite anterior de-a lungul istoriei, privind crearea unei clădiri ca fiind sinteza supremă - vârful - artei, meșteșugurilor și tehnologiei.
Atunci când arhitectura modernă a fost practicată pentru prima dată, aceasta a fost o mișcare avangardistă cu temeiuri morale, filozofice și estetice. Imediat după Primul Război Mondial, arhitecții moderniști pionieri au căutat să dezvolte un stil complet nou, adecvat pentru o nouă ordine socială și economică de după război, axată pe satisfacerea nevoilor clasei de mijloc și muncitoare. Ei au respins practica arhitecturală a rafinamentului academic al stilurilor istorice, care a servit ordinea aristocratică în declin rapid. Abordarea arhitecților moderniști a fost de a reduce clădirile la forme pure, eliminând referințele istorice și ornamentele în favoarea detaliilor funcționale. Clădirile și-au afișat elementele funcționale și structurale, expunând grinzi de oțel și suprafețe de beton în loc să le ascundă în spatele formelor decorative. Arhitecți ca Frank Lloyd Wright au dezvoltat arhitectura organică, în care forma a fost definită de mediul și scopul său, astfel încercându-se promovarea armoniei dintre locuința umană și lumea naturală, exemple bune fiind Casa Robie și Fallingwater.
Arhitecți ca Mies van der Rohe, Philip Johnson sau Marcel Breuer au lucrat la crearea frumuseții pe baza calităților inerente ale materialelor de construcție și a tehnicilor moderne de construire, înlocuind formele istorice tradiționale cu cele geometrice simplificate, sărbătorind noile mijloace și metode făcute posibile de Revoluția Industrială, inclusiv construirea cu oțel, care a dat naștere unor superstructuri înalte. Dezvoltarea structurii tubului de Fazlur Rahman Khan a reprezentat un progres tehnologic în construirea tot mai sus. Până la mijlocul secolului, modernismul s-a transformat în stilul internațional, o estetică epitomizată în multe feluri de Turnurile Gemene ale World Trade Center din New York, proiectate de Minoru Yamasaki.

### Postmodernismul

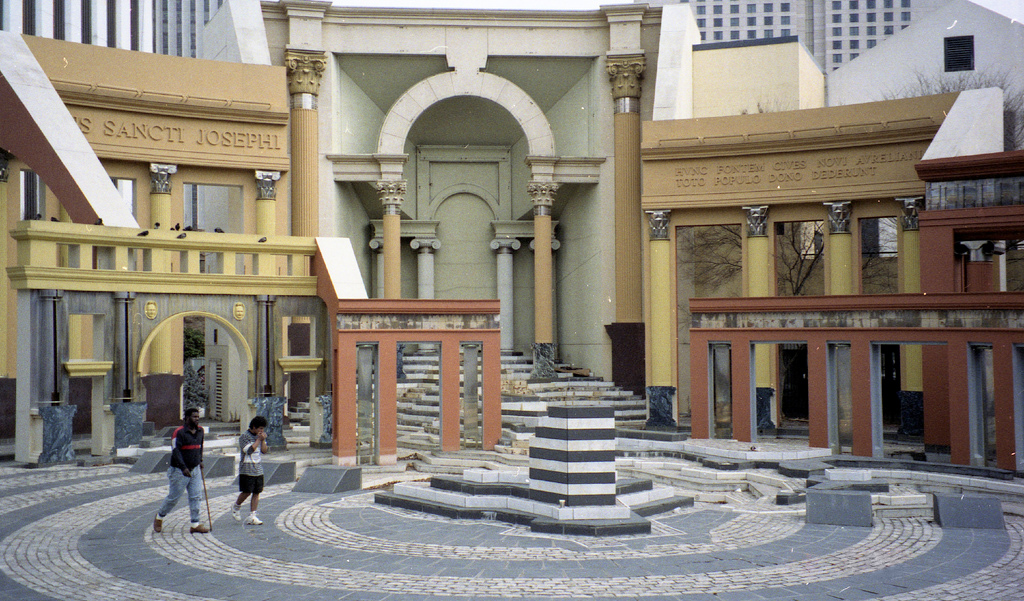
Piazza d'Italia (New Orleans, SUA), 1978, DE Charles Moore
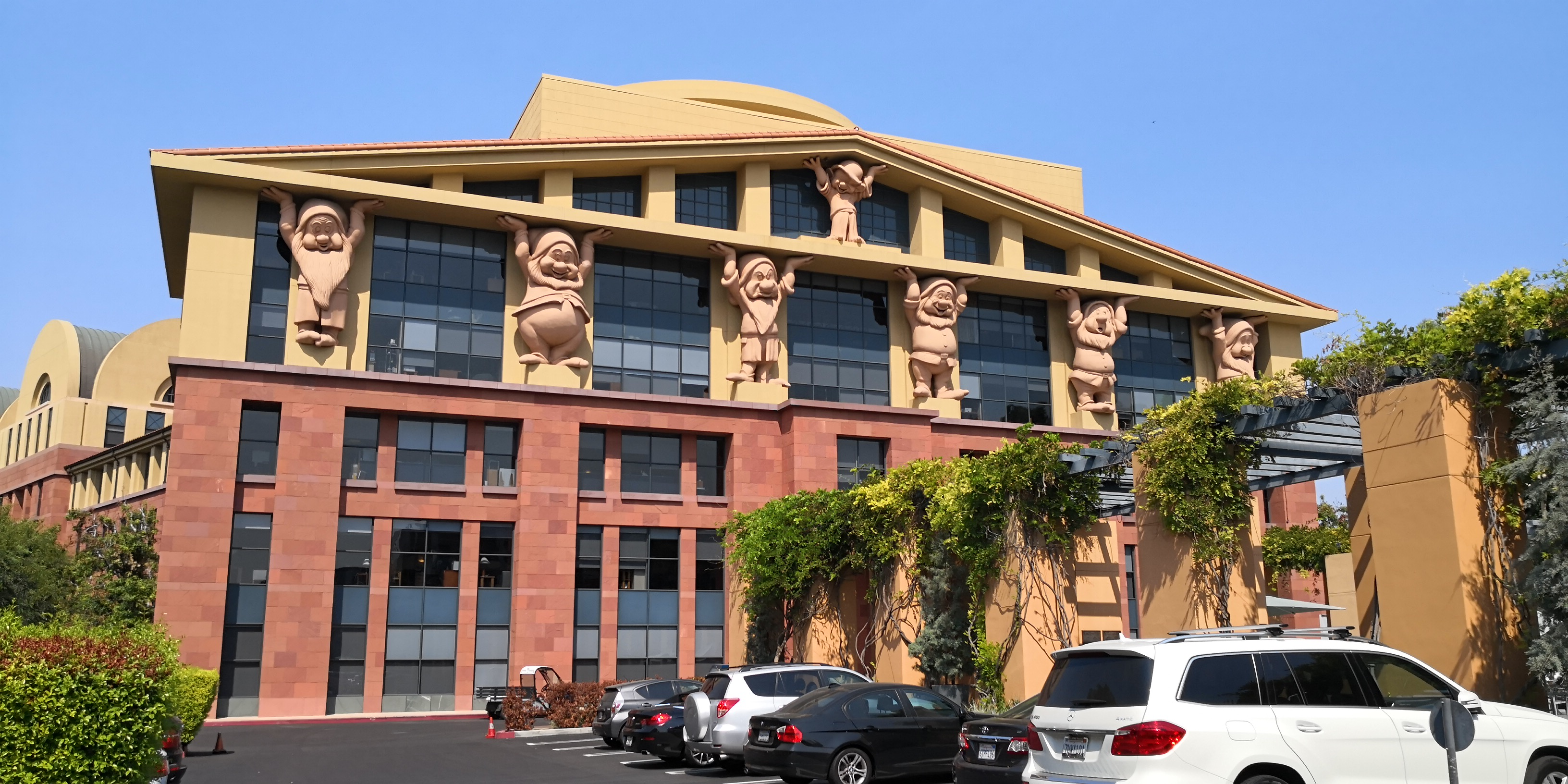
Clădirea Team Disney (Los Angeles, SUA), 1990, de Michael Graves
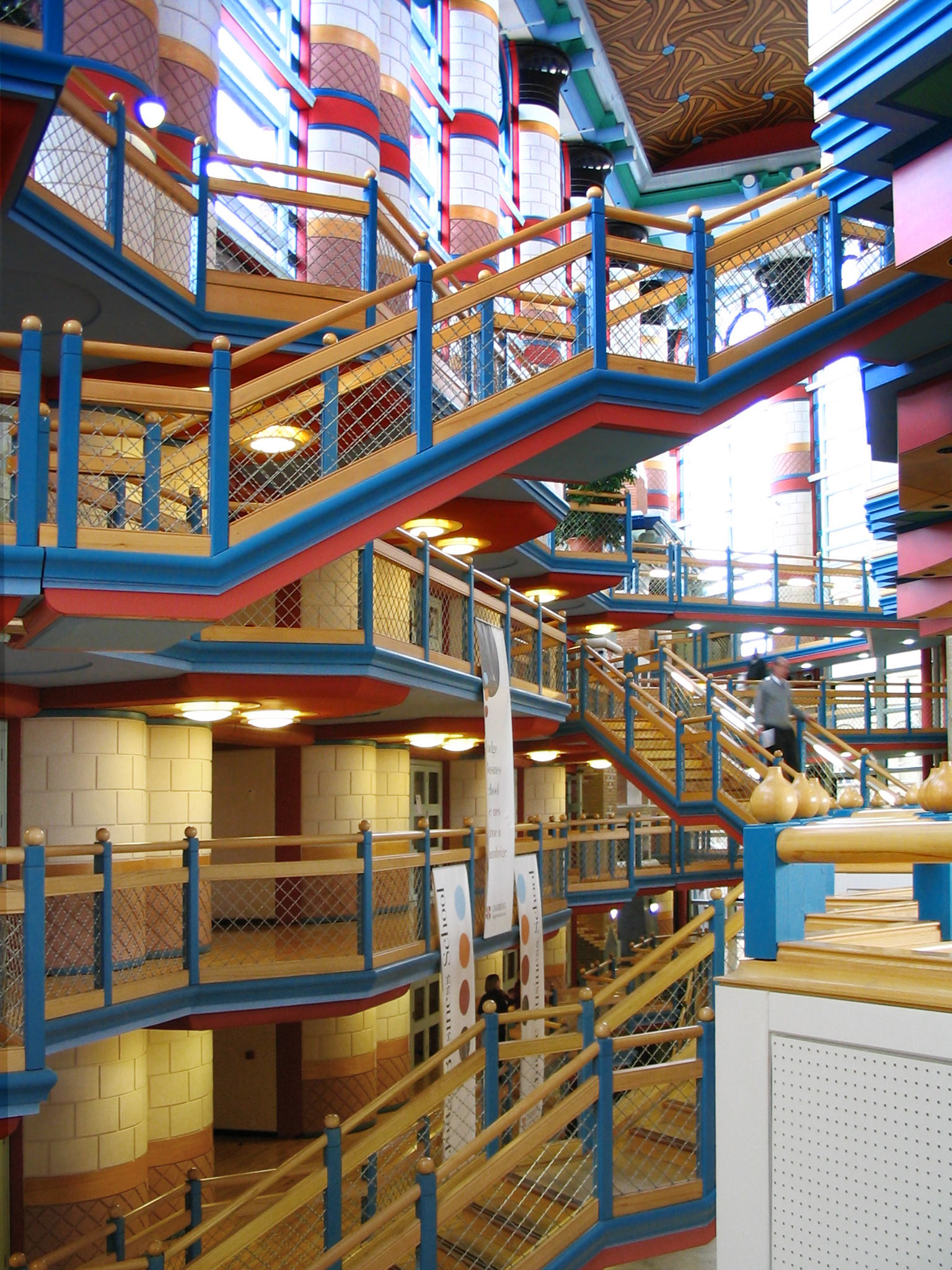
Interior multicolor din Cambridge Judge Business School (Cambridge, Regatul Unit), 1995, de John Outram
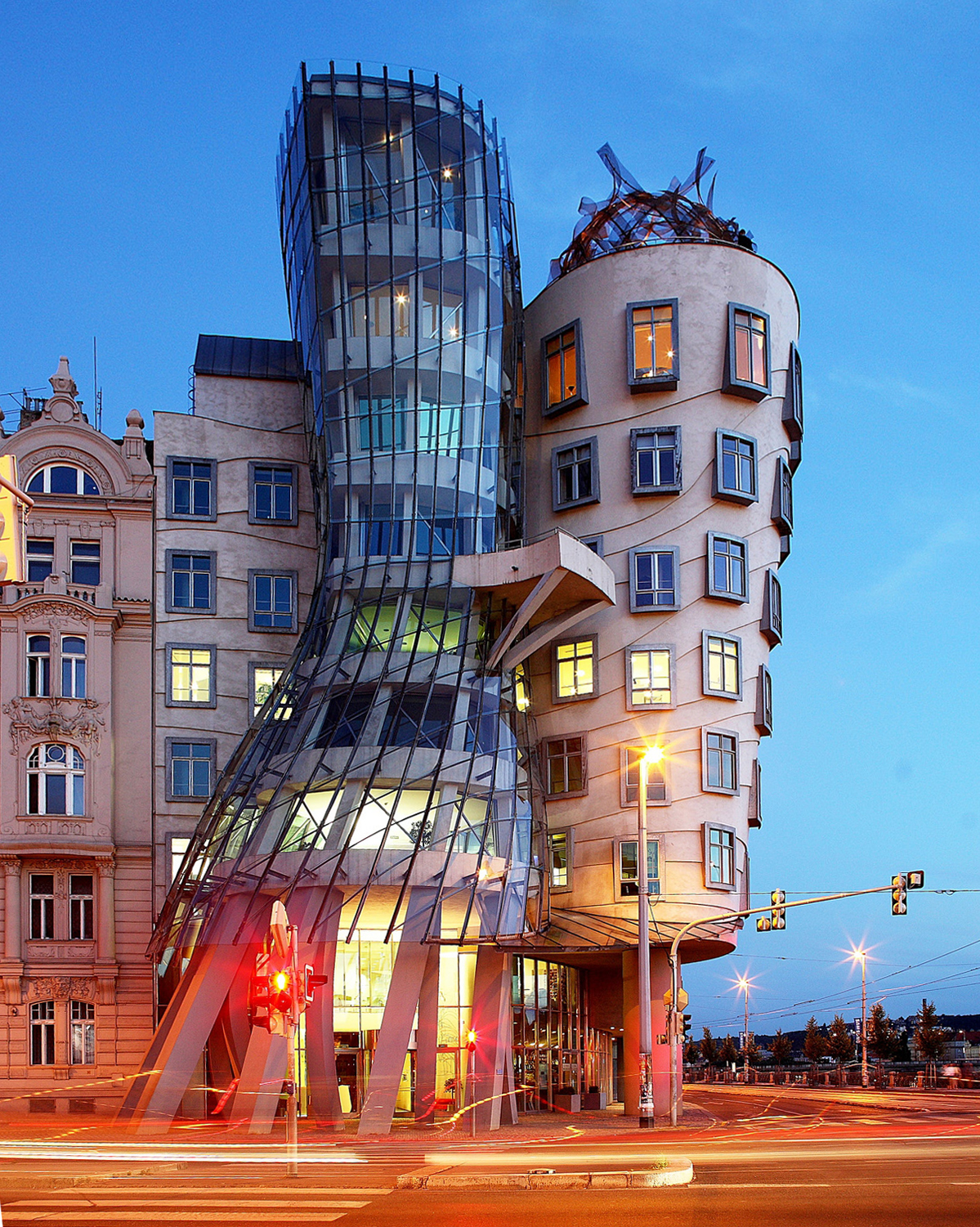
Casa Care Dansează (Praga, Cehia), 1996, de Vlado Milunić și Frank Gehry

Mulți arhitecți au rezistat modernismului, găsindu-l lipsit de bogăția decorativă a stilurilor istorice. Pe măsură ce prima generație de moderniști a început să moară după Al II-lea Război Mondial, a doua generație de arhitecți, inclusiv Paul Rudolph, Marcel Breuer și Eero Saarinen, a încercat să extindă estetica modernismului cu brutalism, clădiri cu fațade sculpturale expresive din beton neterminat. Dar o nouă generație mai tânără de după război a criticat modernismul și brutalismul pentru că sunt prea austere, standardizate, monotone și nu țineau cont de bogăția experienței umane oferite în clădirile istorice de-a lungul timpului și în diferite locuri și culturi.
O astfel de reacție la estetica rece a modernismului și brutalismului este școala arhitecturii metaforice, care include lucruri ca biomorfismul și arhitectura zoomorfă, ambele folosind natura ca sursă primară de inspirație și design. Chiar dacă e considerat de unii doar un aspect al postmodernismului, alții consideră că e o școală în sine și o dezvoltare ulterioară a arhitecturii expresioniste.
Începând cu sfârșitul anilor 1950 și 1960, fenomenologia arhitecturală a apărut ca o mișcare importantă în reacția timpurie împotriva modernismului, cu arhitecți ca Charles Moore în Statele Unite, Christian Norberg-Schulz în Norvegia și Ernesto Nathan Rogers și Vittorio Gregotti, Michele Valori, Bruno Zevi în Italia, care au popularizat colectiv interesul pentru o nouă arhitectură contemporană care vizează extinderea experienței umane folosind clădirile istorice ca modele și precedente. Postmodernismul a produs un stil care combina tehnologia contemporană a construirii și materialele ieftine, cu estetica stilurilor mai vechi premoderne și nonmoderne, de la arhitectura clasică înaltă la stilurile de construcții regionale populare sau vernaculare. Robert Venturi a definit faimos arhitectura postmodernă ca o „magazie decorată” (o clădire obișnuită care este proiectată funcțional în interior și înfrumusețată la exterior) și a susținut-o împotriva „rațelor” moderniste și brutaliste (clădiri cu forme tectonice inutil de expresive).

### Arhitectura azi

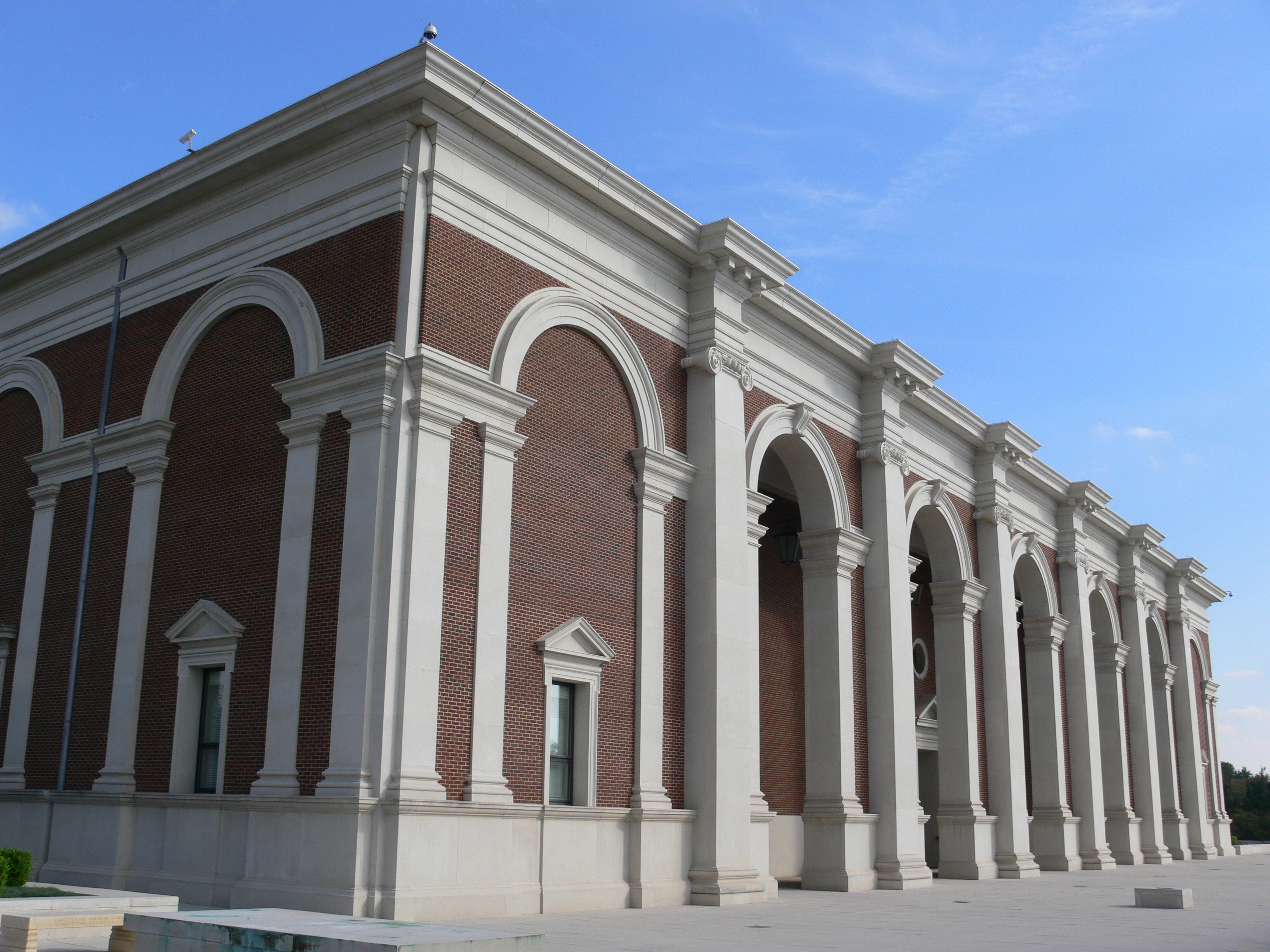
Muzeul Meadows (Dallas, Texas, SUA), 2001, de arhitecții HBRA
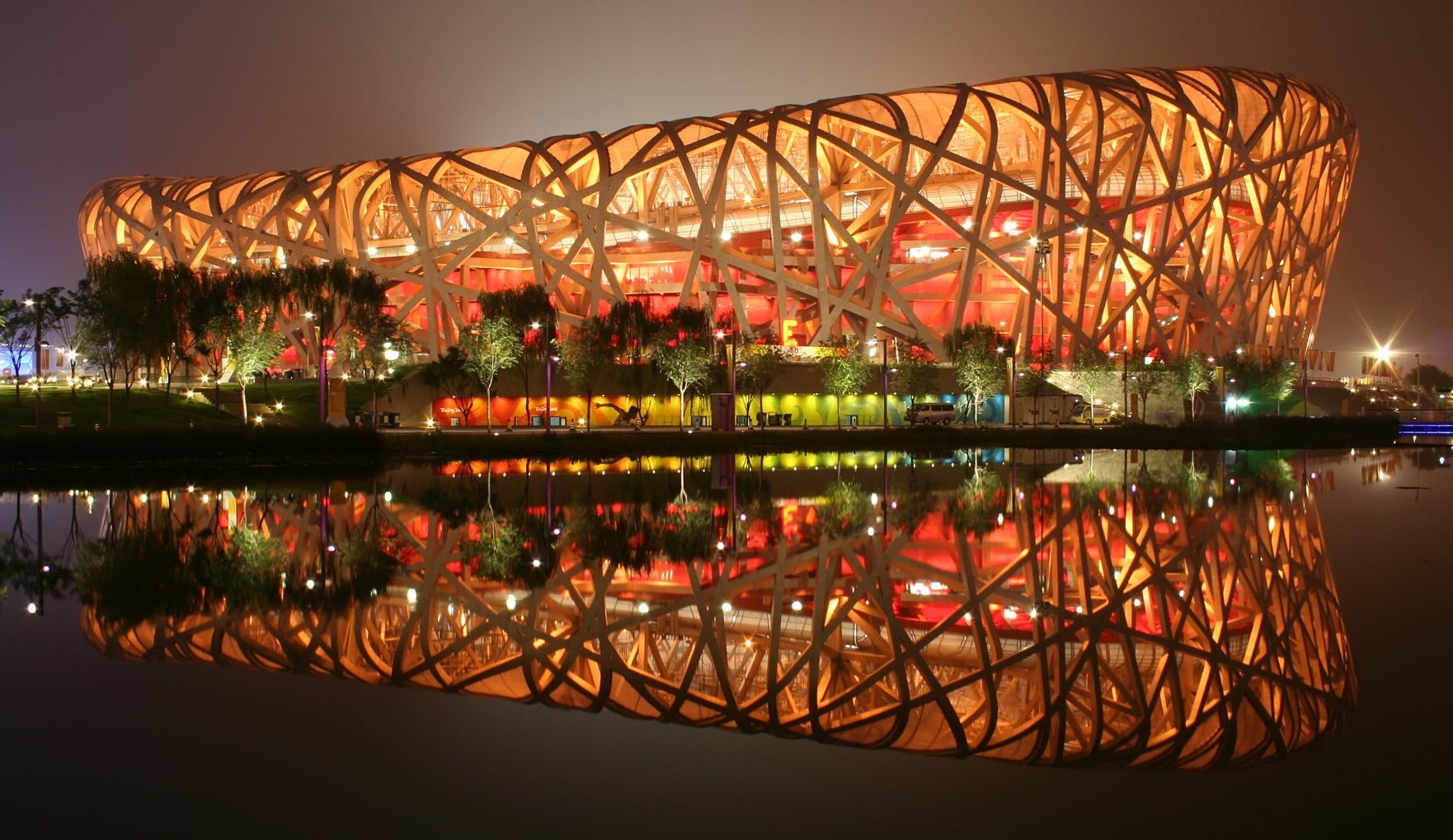
Stadionul Național din Beijing (Beijing, China), 2003-2007, de Herzog & de Meuron
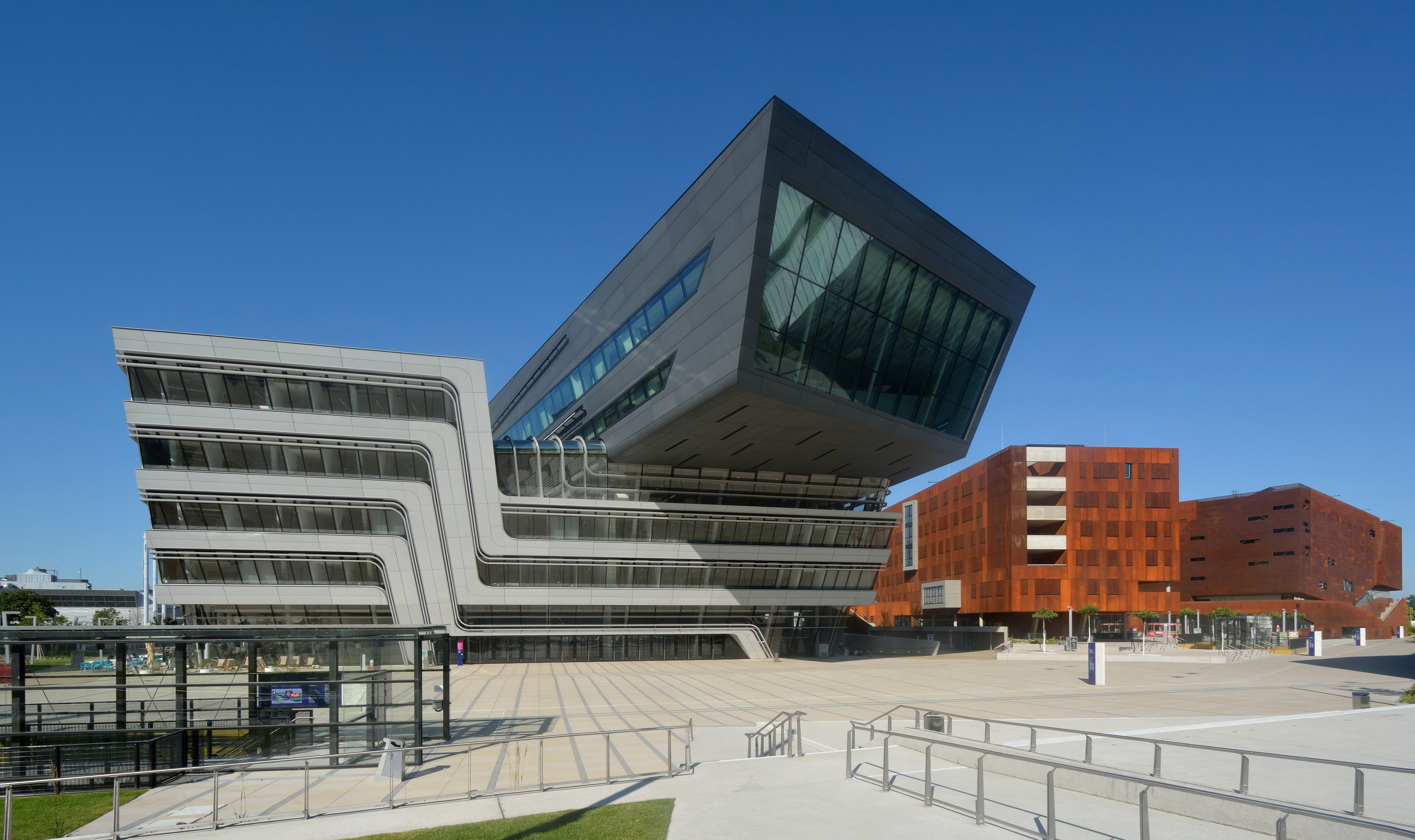
Biblioteca și Centrul de Învățare al Universității din Viena (Viena, Austria), 2008, de Zaha Hadid
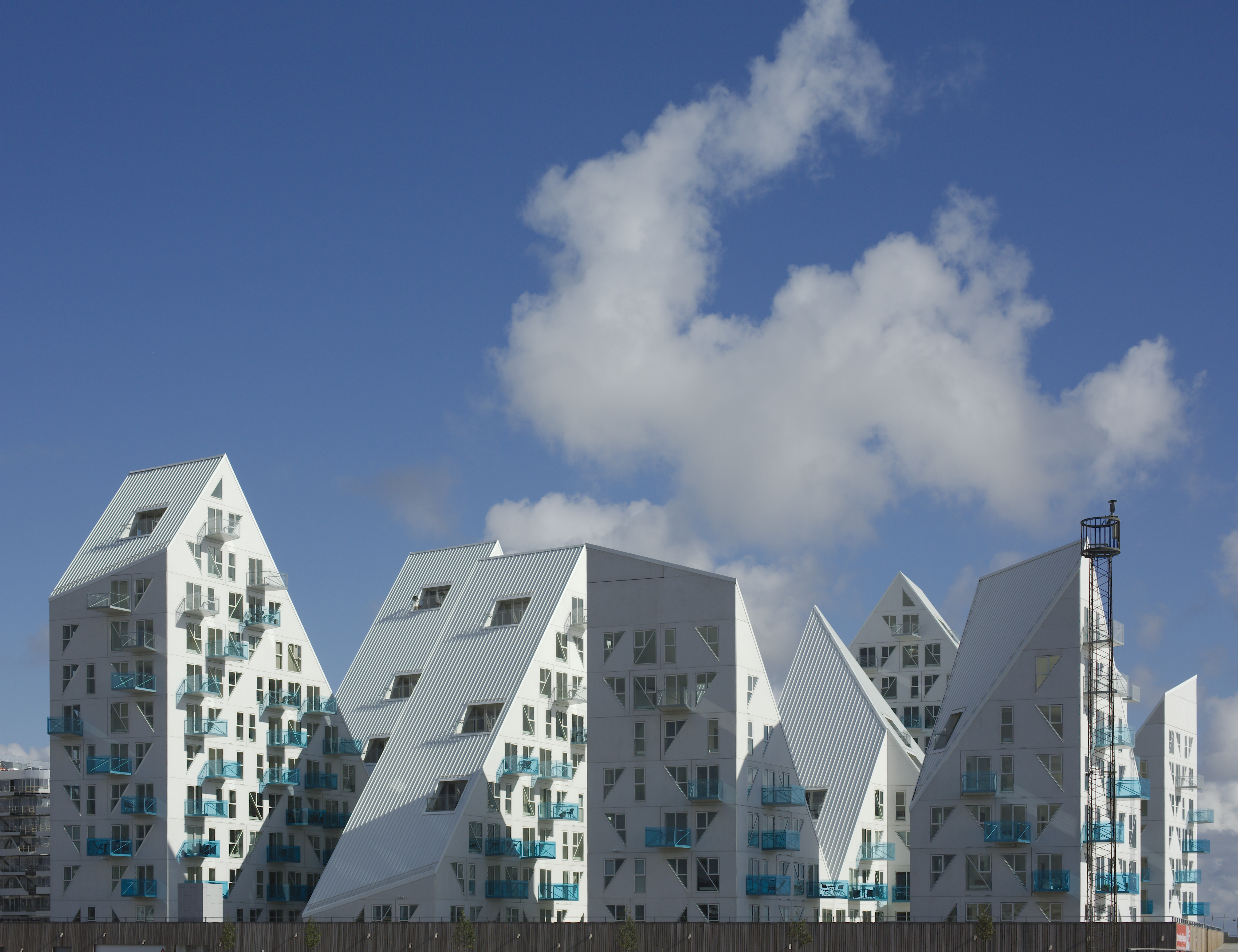
Proiectul rezidențial Isbjerget (Aarhus, Danemarca), inspirat de forma și culorile aisbergurilor, 2013, de CEBRA, arhitecții JDS, Louis Paillard, și SeARCH

Din anii 1980, pe măsură ce complexitatea clădirilor a început să crească (în ceea ce privește sistemele structurale, serviciile, energia și tehnologiile), domeniul arhitecturii a devenit multidisciplinar cu specializări pentru fiecare tip de proiect, expertiză tehnologică sau metode de livrare a proiectelor. Mai mult, a existat o separare sporită a arhitectului „de design” de arhitectul „de proiect”, care se asigură că proiectul îndeplinește standardele cerute și se ocupă de chestiuni de răspundere. Procesele pregătitoare pentru proiectarea oricărei clădiri mari au devenit din ce în ce mai complicate și necesită studii preliminare de aspecte ca durabilitatea, durabilitatea, calitatea, banii și respectarea legilor locale. O structură mare nu mai poate să fie designul unei singure persoane, ci trebuie să fie opera mai multora.  Modernismul și postmodernismul au fost criticate de unii membri ai profesiei de arhitect, care consideră că arhitectura de succes nu este o căutare personală, filosofică sau estetică a individualiștilor; mai degrabă trebuie să ia în considerare nevoile zilnice ale oamenilor și să utilizeze tehnologie ca să creeze medii viabile, procesul de proiectare fiind informat prin studii de științe comportamentale, de mediu și sociale.
Sustenabilitatea mediului a devenit o problemă generală, cu un efect profund asupra profesiei de arhitect. Mulți dezvoltatori, cei care susțin finanțarea clădirilor, au devenit educați pentru a încuraja facilitarea proiectării durabile din punct de vedere ecologic, mai degrabă decât soluții bazate în primul rând pe costuri imediate. Exemple majore în acest sens pot să fie găsite în proiectarea pasivă a clădirilor solare, a proiectelor de acoperișuri mai ecologice, a materialelor biodegradabile și a unei atenții sporite la folosirea energiei unei structuri. Această schimbare majoră în arhitectură a schimbat și școlile de arhitectură pentru a se concentra mai mult asupra mediului. A existat o accelerare a numărului de clădiri care încearcă să respecte principiile de proiectare durabilă a clădirilor ecologice. Practicile durabile care au stat la baza arhitecturii vernaculare oferă din ce în ce mai multă inspirație pentru tehnici contemporane durabile din punct de vedere ecologic și social. Sistemul de evaluare LEED (Leadership in Energy and Environmental Design) al Consiliului Statelor Unite pentru construcții verzi a fost esențial în sensul ăsta.
În același timp, mișcările recente ale noului urbanism, arhitectura metaforică, arhitectura complementară și arhitectura clasică nouă promovează o abordare durabilă a construirii care apreciază și dezvoltă creșterea inteligentă, tradiția arhitecturală și designul clasic. Acest lucru e în contrast cu arhitectura modernă și stilul internațional, uniforme la nivel global, precum și de sprijinirea unor case solitare și a extinderii suburbane. Pereții de tipul cortină de sticlă, care au fost semnul distinctiv al vieții urbane ultramoderne în multe țări, au apărut chiar și în țări în curs de dezvoltare, cum ar fi Nigeria, unde stilurile internaționale erau reprezentate de la mijlocul secolului al XX-lea, în principal datorită tendințelor arhitecților instruiți în străinătate.

## Tipuri

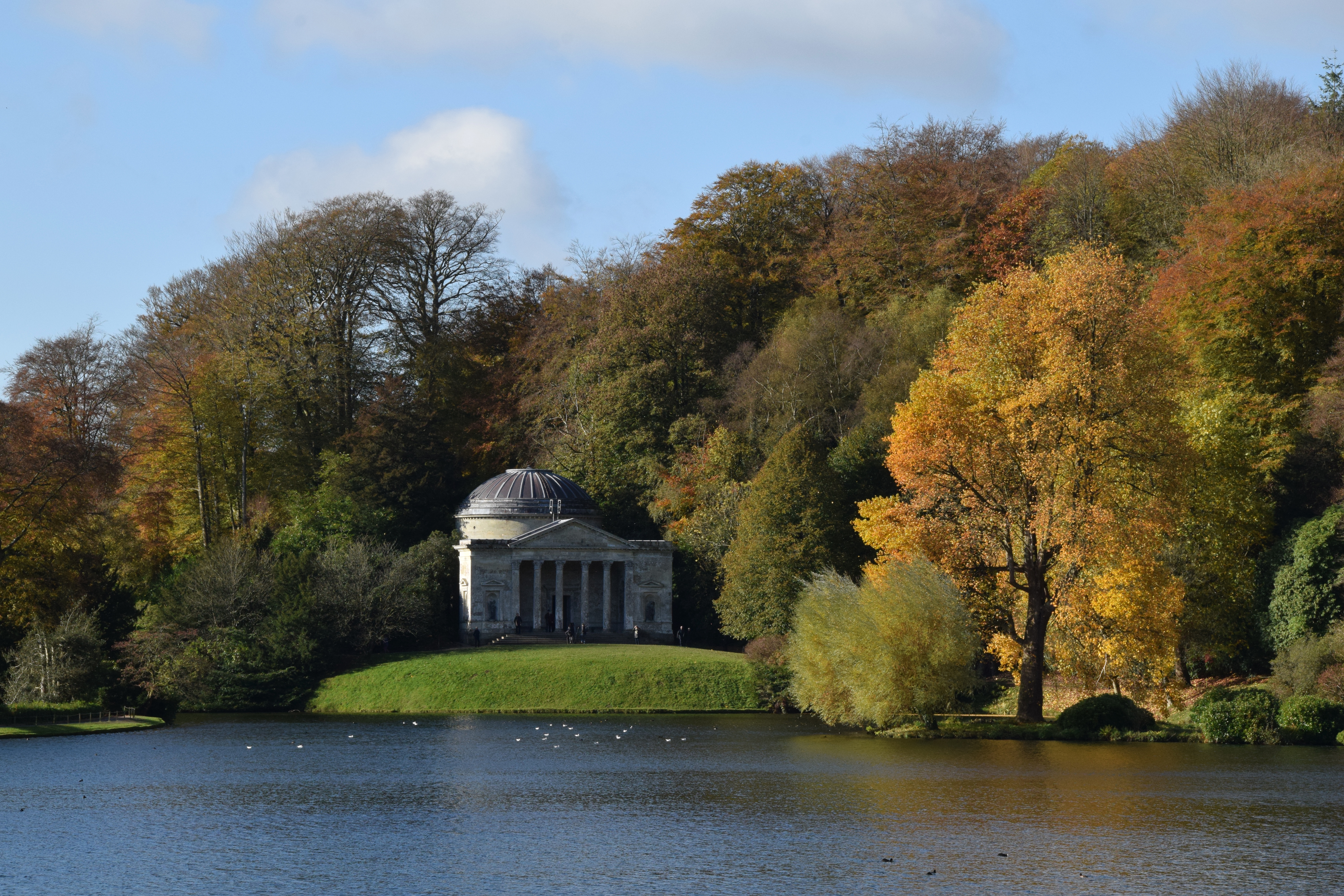
Stourhead în Wiltshire (Anglia), proiectat de Henry Hoare (1705–1785)

### Arhitectura peisagistică
Arhitectura peisagistică constă în proiectarea de zone publice în aer liber, repere și structuri pentru a obține rezultate de mediu, social-comportamentale sau estetice. Aceasta implică investigarea sistematică a condițiilor și proceselor sociale, ecologice și solului existente în peisaj, precum și proiectarea intervențiilor care vor produce rezultatul dorit. Domeniul de activitate al profesiei include proiectarea peisajului; planificarea amplasamentului;  gestionarea apelor; refacerea mediului; planificarea parcurilor; managementul resurselor vizuale; planificarea și asigurarea infrastructurii ecologice; și planificarea și proiectarea masterului peisajului și a reședinței private; totul la diferite scale de proiectare, planificare și management. Un practicant în profesia de arhitectură peisagistică e numit arhitect peisagistic.

### Arhitectura interioară

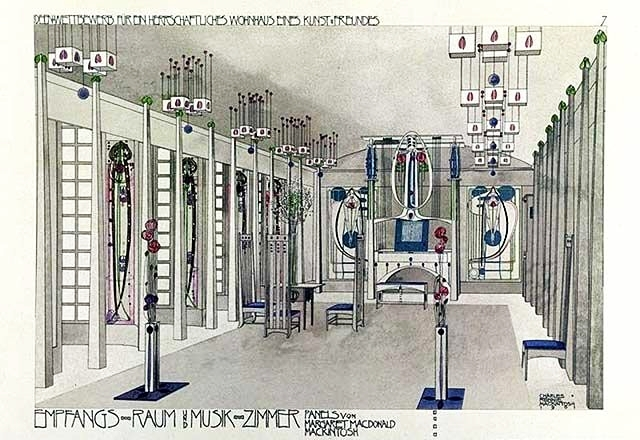
Charles Rennie Mackintosh – Camera pentru Muzică 1901

Arhitectura interioară constă în proiectarea unui spațiu creat de granițele structurale și de interacțiunea umană dintre aceste granițe. Poate să fie, de asemenea, designul inițial și planul de folosire, apoi reproiectarea ulterioară astfel încât să se potrivească unui scop modificat sau un design semnificativ revizuit pentru refolosirea adaptativă a carcasei clădirii. Acesta din urmă face adesea parte din practicile de arhitectură durabilă, conservând resursele prin „reciclarea” unei structuri prin reproiectare adaptivă. Denumită în general arta spațială a designului, formei și practicii mediului, arhitectura interioară este procesul prin care sunt proiectate interioarele clădirilor, care se referă la toate aspectele utilizărilor umane ale spațiilor structurale. Pur și simplu, arhitectura interioară este proiectarea unui interior în termeni arhitecturali.

### Arhitectura navală

Planul corpului unei nave, care arată carena

Arhitectura navală, cunoscută și ca inginerie navală, este o disciplină de inginerie care se ocupă cu procesul de proiectare, construirea navelor, întreținerea și operarea lor și a structurilor marine. Arhitectura navală implică cercetarea de bază și aplicată, proiectarea, dezvoltarea, evaluarea proiectării și calculele în toate etapele vieții unui vehicul maritim. Principalele activități implicate sunt proiectarea preliminară a navei, proiectarea detaliată, construirea, încercările, exploatarea și întreținerea, lansarea și andocarea. Calculele de proiectare a navelor sunt, de asemenea, necesare pentru modificarea navelor (prin conversie, reconstruire, modernizare sau reparații). Arhitectura navală implică, de asemenea, formularea reglementărilor de siguranță și a regulilor de control al daunelor și aprobarea și certificarea proiectelor navelor pentru a îndeplini cerințele legale și nestatutare.

### Designul urban
Proiectarea urbană este procesul de proiectare și modelare a trăsăturilor fizice ale orașelor și satelor. Spre deosebire de arhitectură, care se concentrează pe proiectarea clădirilor individuale, designul urban se ocupă de scara mai mare de grupuri de clădiri, străzi și spații publice, cartiere întregi și orașe întregi, cu scopul de a face zonele urbane funcționale, atractive și sustenabile.
Proiectarea urbană e un domeniu interdisciplinar care folosește elemente ale multor profesii de mediu construit, inclusiv arhitectura peisagistică, planificarea urbană, arhitectura, ingineria civilă și ingineria municipală. E obișnuit ca profesioniștii din toate aceste discipline să practice designul urban. În vremuri mai recente, au apărut diferite subcâmpuri ale designului urban, cum ar fi designul urban strategic, urbanismul peisagist, designul urban sensibil la apă și urbanismul durabil.

### Arhitectura „metaforică”
„Arhitectura” e folosită ca metaforă pentru multe tehnici sau câmpuri moderne de structurare a abstracțiilor. Acestea includ:
- Arhitectura calculatoarelor, un set de reguli și metode care descriu funcționalitatea, organizarea și implementarea sistemelor de calculatoare, cu arhitectura de software, arhitectura de hardware și arhitectura de rețea care acoperă aspecte mai specifice.
- Arhitectura de afaceri, definită ca „un plan al întreprinderii care oferă o înțelegere comună a organizației și care e folosit pentru alinierea obiectivelor strategice și a cerințelor tactice”.[37] Arhitectura întreprinderii este un alt termen.
- Teorii ale arhitecturii cognitive despre structura minții umane.
- Arhitectura de sisteme e un model conceptual care definește structura, comportamentul și mai multe vizualizări ale oricărui tip de sistem.[38]

### Arhitectura seismică
Termenul de „arhitectură seismică” sau „arhitectură de cutremur” a fost introdus pentru prima dată în 1985 de Robert Reitherman. Expresia „arhitectură de cutremur“ e folosită ca să descrie un grad de exprimare arhitecturală a rezistenței la cutremur sau implicarea configurației arhitecturale, a formei sau a stilului în rezistența la cutremur. De asemenea, este folosit și ca să descrie clădirile în care considerațiile de design seismic au afectat arhitectura. Poate să fie considerată o nouă abordare estetică în proiectarea structurilor în zonele predispuse din punct de vedere seismic. Lățimea largă a posibilităților expresive variază de la folosirea metaforică a problemelor seismice, la expunerea mai simplă a tehnologiei seismice. În timp ce rezultatele unei arhitecturi pentru cutremur pot să fie foarte diverse în manifestările lor fizice, expresia arhitecturală a principiilor seismice poate, de asemenea, să ia multe forme și niveluri de sofisticare.